# Euphraise
Euphrasia
Pour les articles homonymes, voir Euphraise (homonymie).
Genre
Synonymes
- Anagosperma Wettst.[1]
- Siphonidium J.B.Armstr.[1]

Euphrasia, les Euphraises, est un genre de plantes à fleur de la famille des Orobanchaceae, classé historiquement dans la famille des Scrophulariaceae. Ce sont des plantes chlorophylliennes hémiparasites, principalement de graminées et de joncs, assez frêles et petites, jusqu'à 20 cm de hauteur. Leurs fleurs sont blanches, roses ou jaunes, souvent striées de noir avec une tache jaune sur le lobe central. Leur lèvre supérieure présente deux lobes redressés alors que leur lèvre inférieure montre trois lobes échancrés. Ce genre compte autour de 250 espèces à travers le monde, dans les climats tempérés et continentaux des Amériques, de l'Eurasie et de l'Australie. Ses espèces sont assez difficiles à différencier les unes des autres, d'autant plus que les introgressions et les hybridations sont assez fréquentes.

## Taxonomie
Le nom euphrasia est attesté au XVIIe siècle dans son usage par les apothicaires. Ce nom provient du grec ancien εὐφρασία, euphrasía (« joie »). Εὐφροσύνη, euphrosýnē (« euphrosyne ») est également un nom employé à cette époque. Au Moyen Âge, la plante figure sous le nom « eufragia » dans les multiples herbiers du Tractatus de herbis. Ces noms font tous référence à Euphrosyne, une des trois Charites de la Grèce antique qui personnifie la joie et à l’allégresse que l'on ressent dans un banquet. Selon Gaston Bonnier, la plante passant pour avoir la faculté de guérir les yeux, elle ramènerait la joie. Cependant, cette explication n'est pas unanimement partagée. Au XVIIe siècle, les Euphraises sont aussi appelées « ophtalmica » et « ocularia ».
En 1753, dans son ouvrage à la base de la taxonomie moderne, Species plantarum, Carl von Linné délimite la définition du nom Euphrasia et en formalise l'usage. Ce nom scientifique est vulgarisé et francisé sous la forme « euphraise » au XIXe siècle,,.
Quant au nom vernaculaire « casse-lunettes », il peut désigner l'ensemble des espèces du genre ou seulement le groupe officinalis,.

## Description

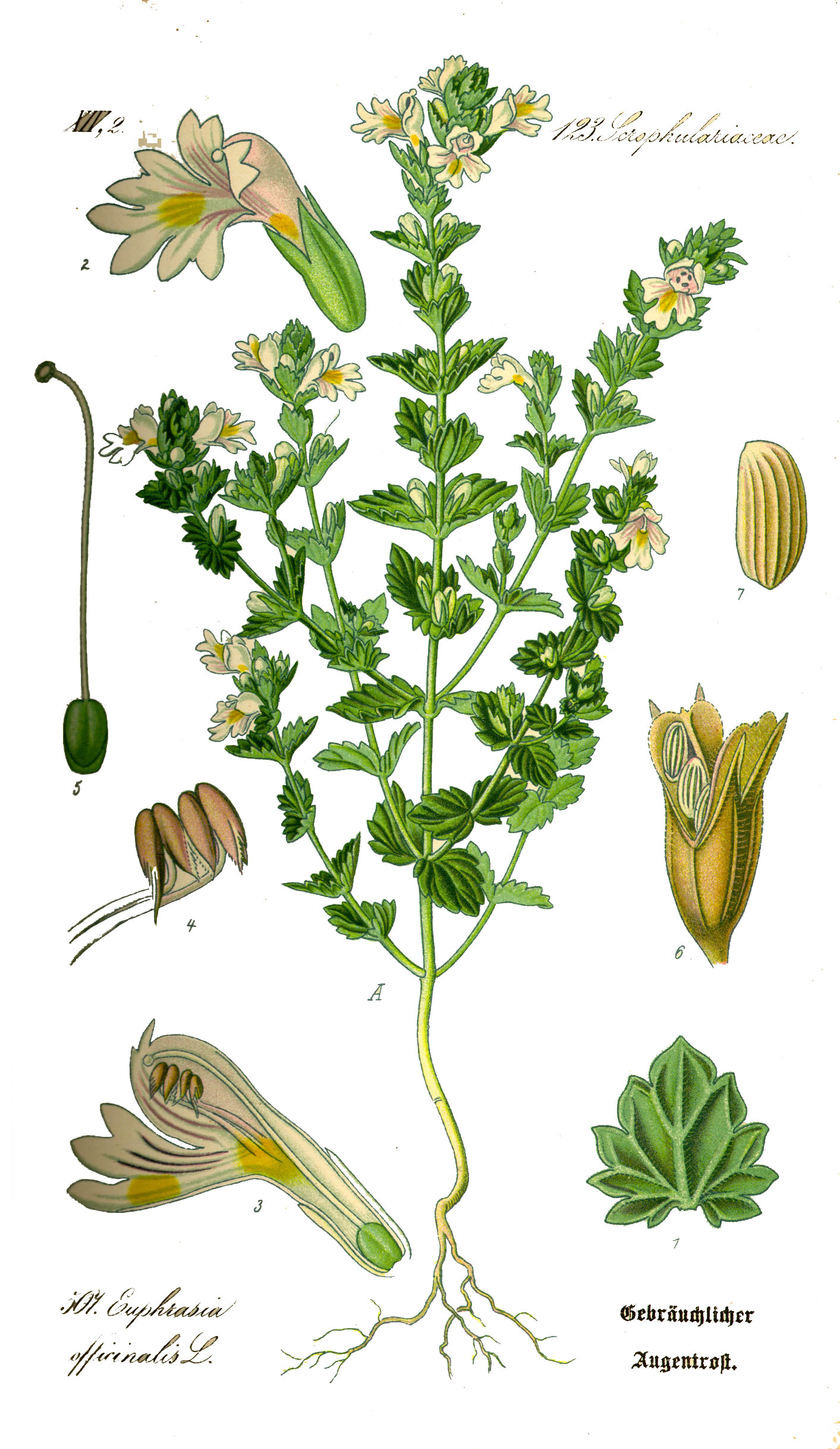
Illustration de l'Euphraise de Rostkov.

Les Euphraises sont des plantes herbacées, parfois ligneuses, hémiparasites généralement annuelles, minoritairement vivaces,,.
Le système racinaire des Euphraises, fin et fragile, se compose d'une racine principale fortement développée, d'où naissent des racines secondaires munies de très peu de poils radiculaires mais qui développent de très nombreux petits suçoirs nommés « haustoria » qui permettent de parasiter leurs hôtes. Une couronne dense à la base de l'hypocotyle, qui permet la fixation de la plantule au sol, est visible toute l'année,,.
Les Euphraises forment des tiges simples ou rameuses. Leurs feuilles sont opposées ou alternes, plus ou moins profondément dentées se transformant insensiblement en bractées. Elles sont recouvertes sur leur marge de poils et de trichomes plus ou moins longs,,.
Leurs fleurs sont axillaires, solitaires et réunies en grappes terminales ressemblant à un épi se développant de bas en haut. Leur calice est tubuleux ou campanulé, découpé en quatre, à dents soudées par paire plus ou moins hautes et formant ainsi deux lèvres latérales. Leur corolle blanche à violette est marquée de lignes violettes profondes et de taches jaunes sur la lèvre inférieure et la gorge. Elle se présente sous la forme d'un tube étroit plus ou moins rapidement dilaté, un limbe à deux lobes. Sa lèvre supérieure est en forme de casque à deux lobes plus ou moins courbés. Sa lèvre inférieure est plus longue, plate et trilobée. De leurs quatre étamines, deux sont plus longues que les autres, convergeant sous le casque. Leurs anthères présentent des loges distinctes, parallèles, égales et munies de courtes pointes à la base, parfois plus longue pour l'une d'entre elles. Leur style poilu est surmonté d'un stigmate capité et papilleux. Leur ovaire présente deux loges égales ordinairement multi-ovulées,,.
Leur fruit est une capsule plus ou moins oblongue, échancré à l'extrémité ou plus pointu, glabre ou velu, comprimée, à déhiscence loculicide, c'est-à-dire s'ouvrant par des fentes longitudinales qui se recroquevillent à maturité et libèrent de nombreuses graines ovoïdes, allongées, sillonnées longitudinalement, légèrement ailées et constituées d'un épais tissu nutritif,,.

Euphrasia officinalis
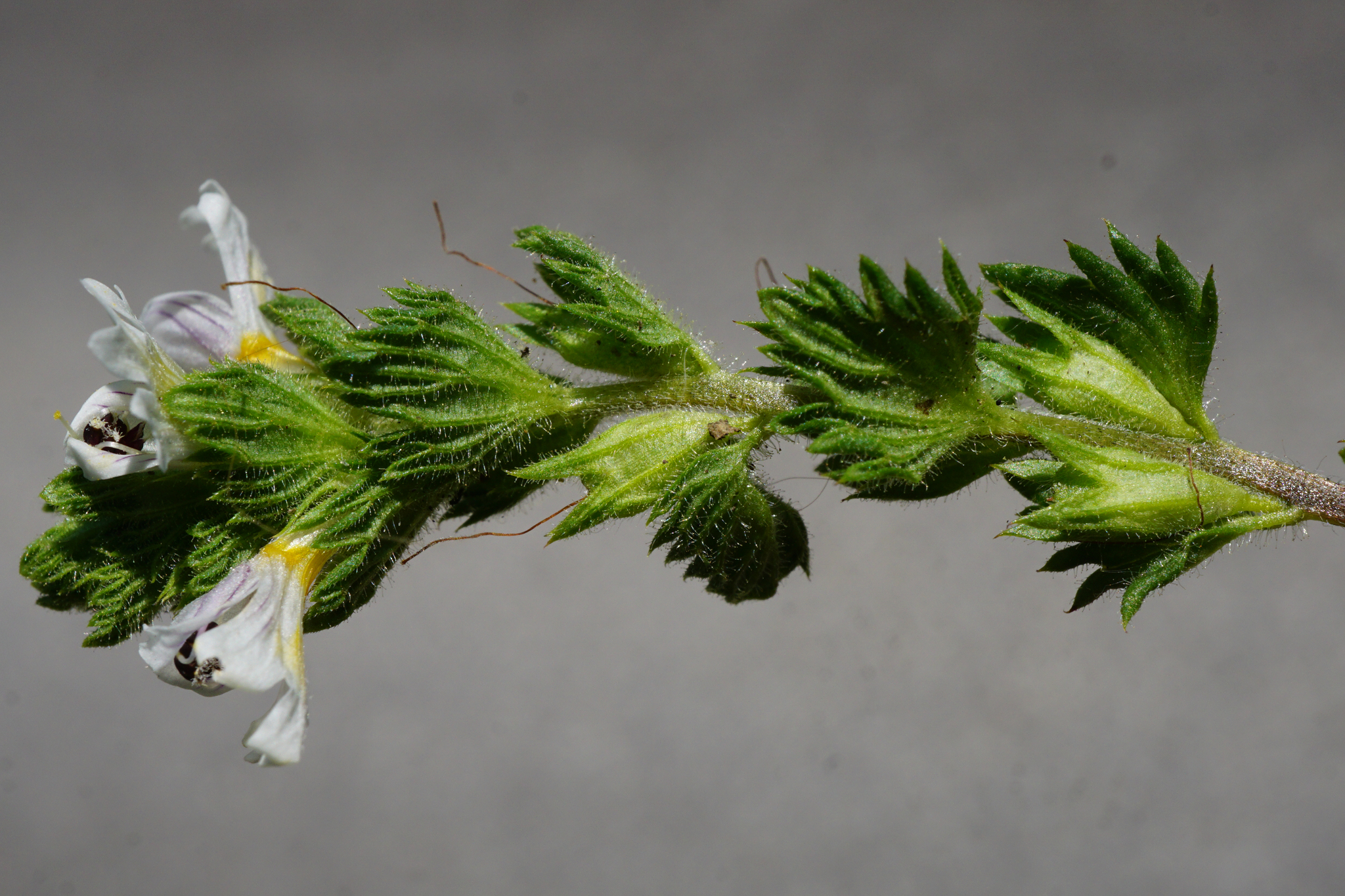
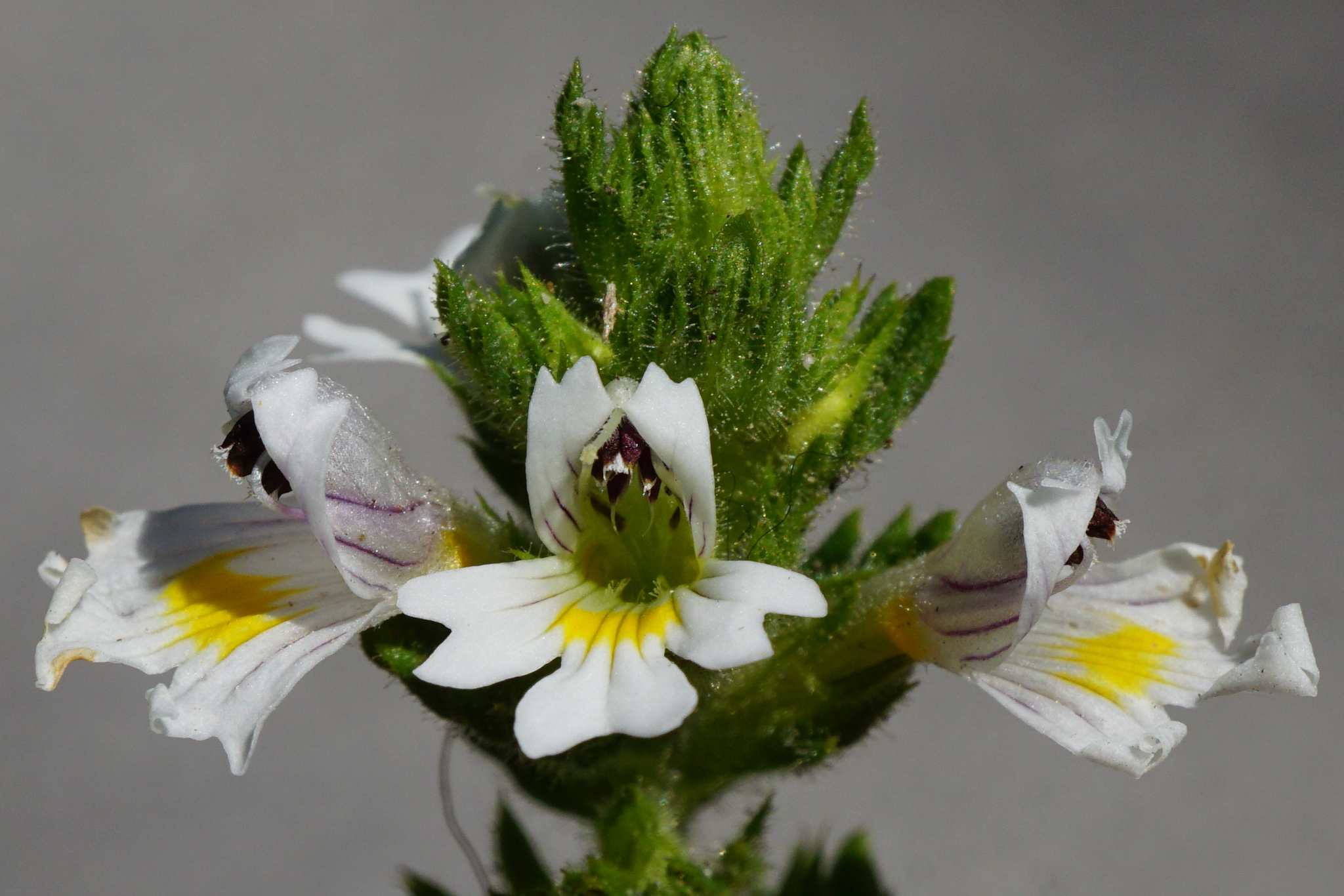
Grappe.
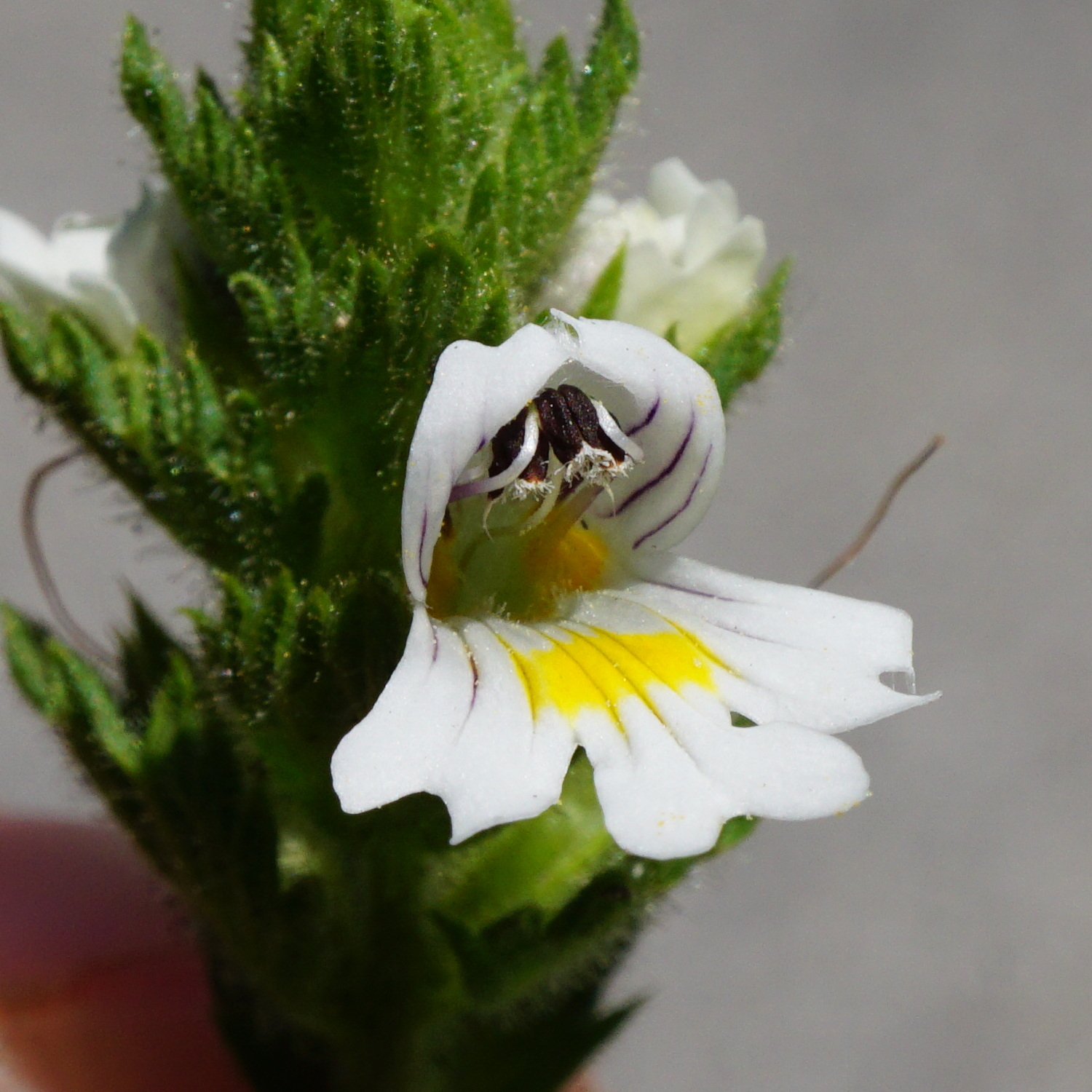
Fleur.
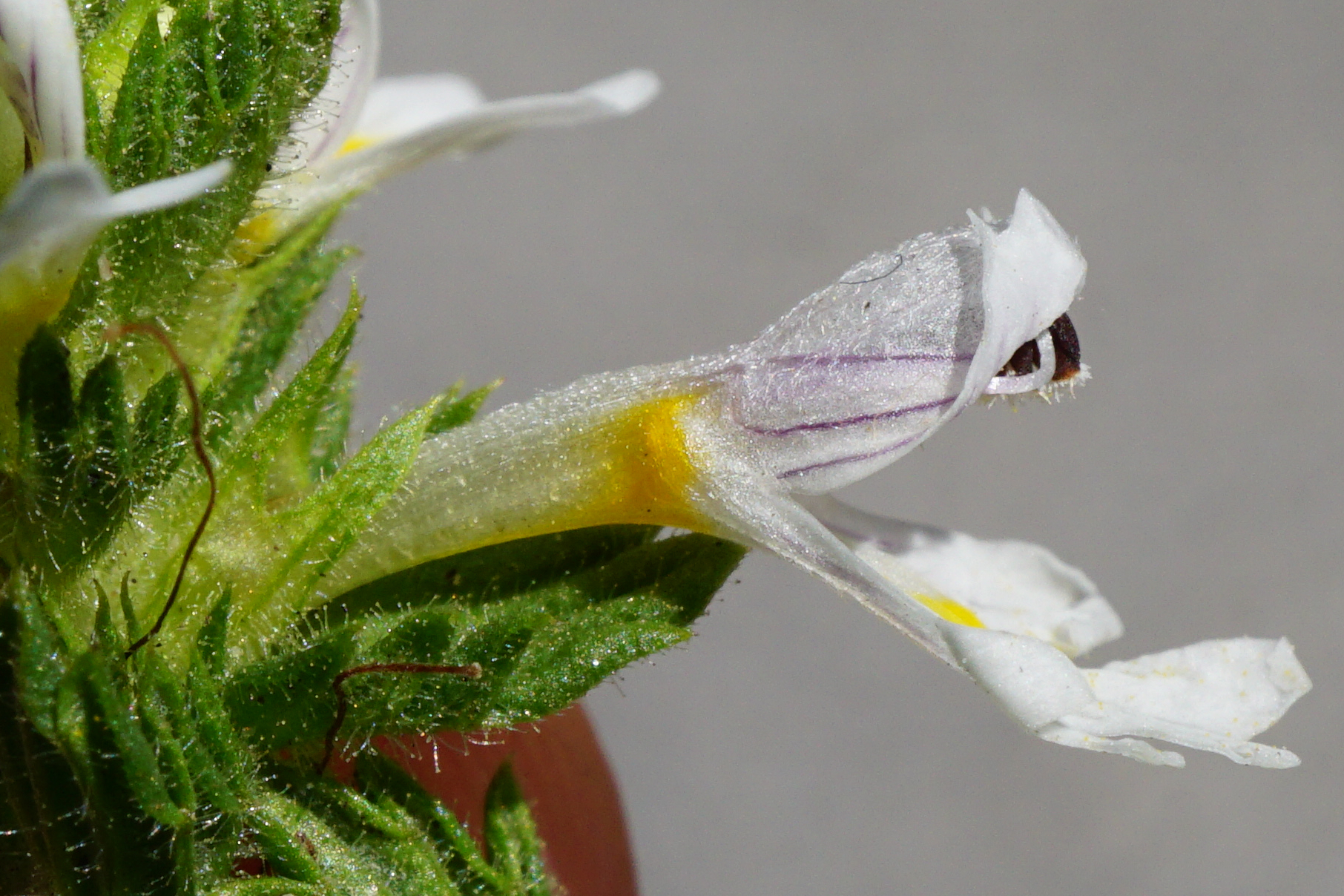
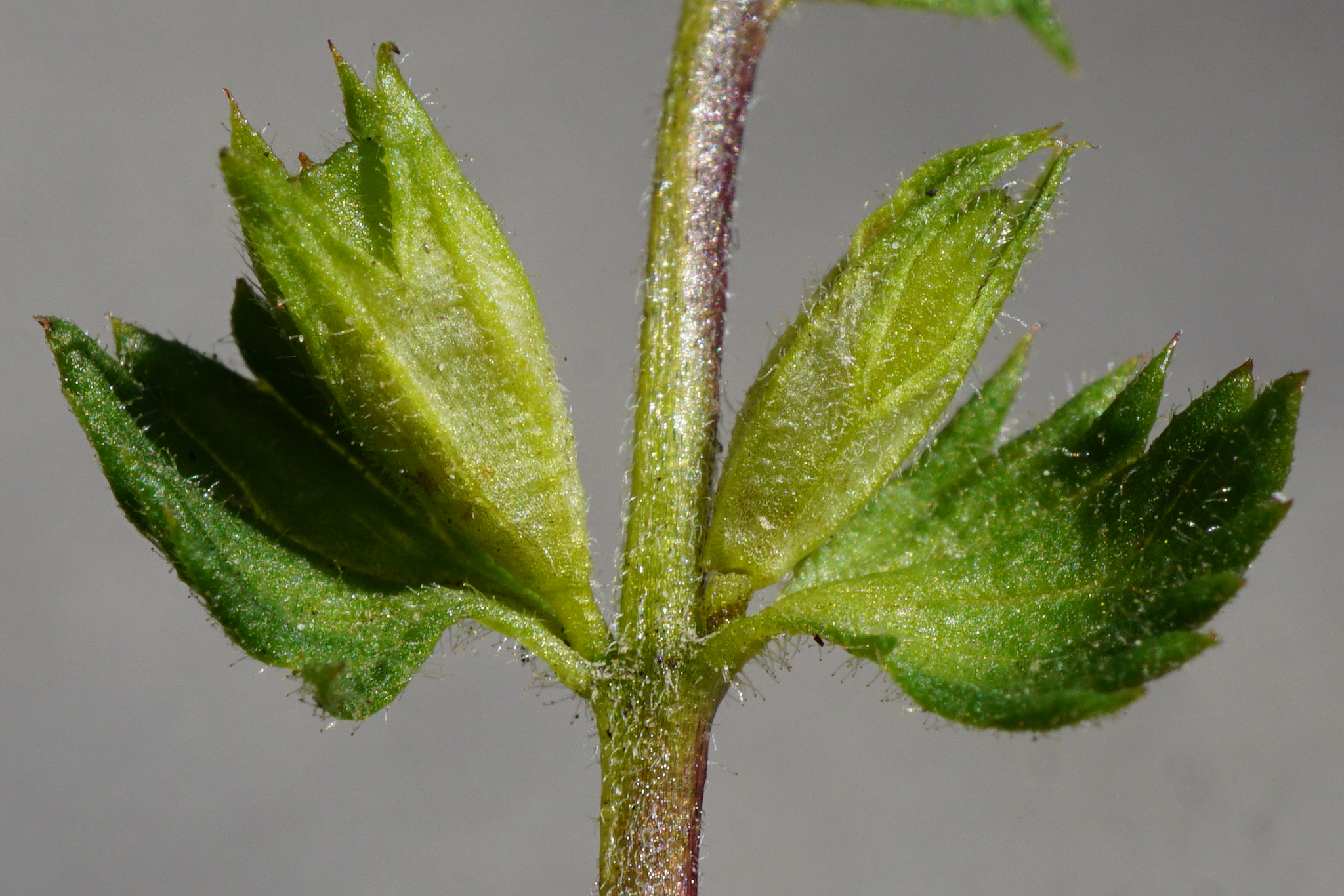
Capsules.
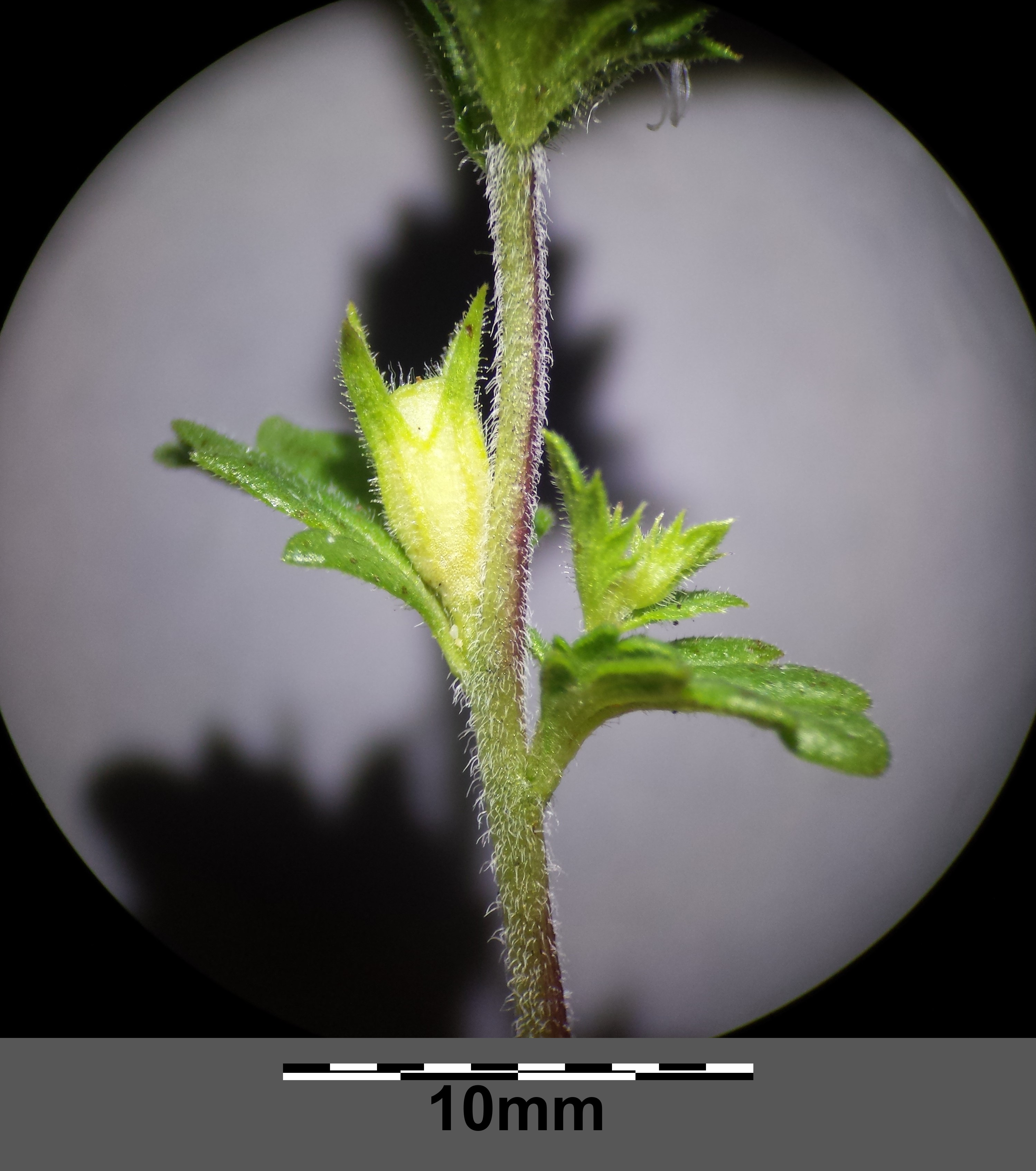
Capsule sans les sépales.

## Caractères déterminants

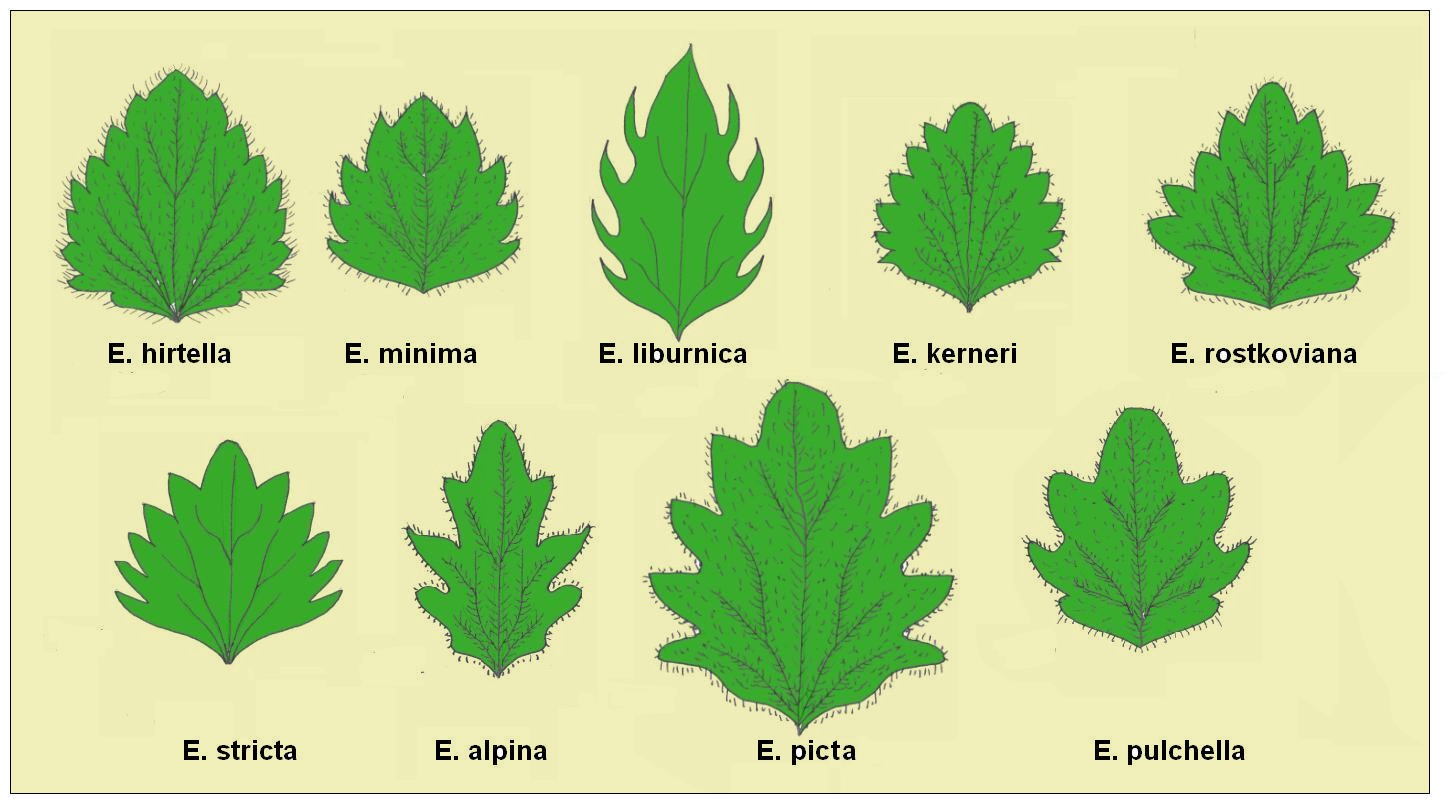
Comparaison de différentes feuilles d'Euphrasia.

La plupart des espèces d'Euphraises sont très variables, faiblement différenciées et s'hybrident facilement ; la taxonomie du genre est donc difficile. Il existe fréquemment des populations dans lesquelles un caractère se situe en dehors de la gamme établie de variation. De plus, il y a souvent de fortes introgressions d'une espèce dans une autre. Lors de la détermination, il est donc nécessaire de disposer d'un échantillon représentatif d'une population et d'ignorer les états extrêmes.
Les caractères taxonomiques déterminants les plus importants sont le nombre de nœuds sur les tiges ; le nœud auquel se trouve la fleur la plus basse (les nœuds sont comptés à partir de la base, à l'exclusion du nœud cotylédonaire) ; le nombre de ramifications ; la forme et l'ornementation des feuilles, de la bractée, de la corolle et de la capsule, ainsi que la présence ou l'absence de poils glandulaires. La coloration de la corolle doit être notée sur le vif car elle s'estompe au séchage,,.

## Systématique

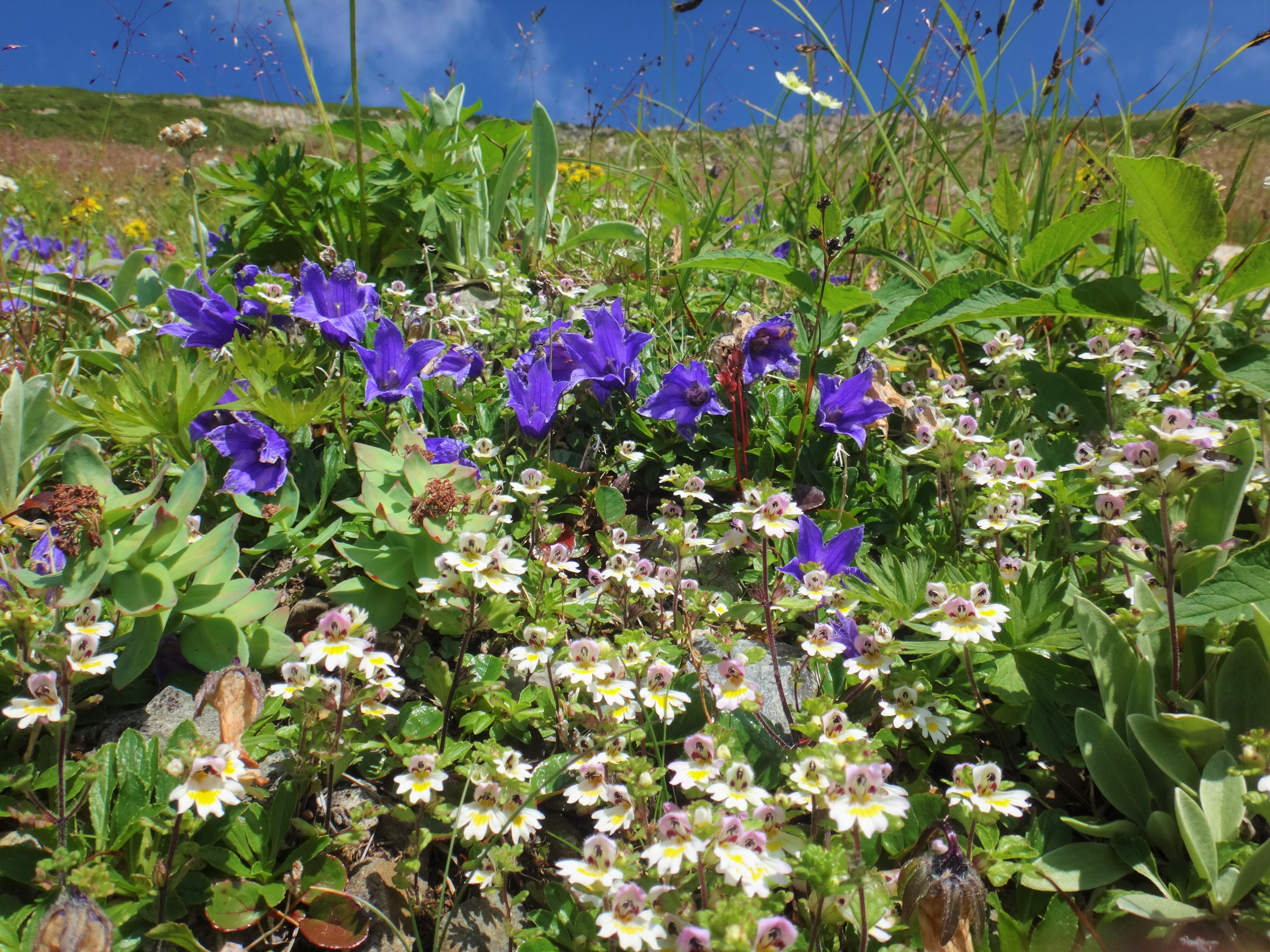
Campanula dasyantha et Euphraises indéterminées (mont Warusawa, Japon).

La classification classique considérait que le genre Euphrasia appartenait à la famille des Scrophulariaceae qui regroupait des plantes à fleurs à la corolle monopétale composée de quatre à cinq lobes inégaux, à deux ou quatre étamines libres, à ovaires supères et à capsules deux loges,.
Depuis la classification phylogénétique des années 2000, le genre appartient à la famille des Orobanchaceae qui regroupe des plantes parasites non chlorophylliennes ou hémiparasites chlorophylliennes, terricoles, à fleurs plutôt zygomorphes, c'est-à-dire à symétrie bilatérale, au périanthe composé de cinq pièces et ne présentant pas de gynostème comme chez les Orchidaceae, à ovaire supère et à corolle aux pétales entièrement soudés.
Parmi les Orobanchaceae, le genre Euphrasia appartient à la tribu des Rhinantheae, des hémiparasites aux feuilles chlorophylliennes bien différenciées et non écailleuses, aux fleurs franchement zygomorphes et aux capsules non charnues, déhiscentes à maturité et comportant généralement plusieurs graines,.

### Distinction avec les genres morphologiquement proches
Melampyrum et Tozzia se distinguent d'Euphrasia par la réduction importante du nombre d'ovules, ils ont uniquement des ovaires bifides, comme chez Euphrasia japonica, E. repens et E. dyeri, mais qui se distinguent suffisamment de ces genres par leur calice quadridenté. Les genres Monochasma, Cymbaria, Bungea, Siphonostegia et Schwalbea ont chacun deux bractées sous les fleurs, qui manquent toujours aux Euphrasia. Les genres Alectorolophus, Rhinanthus, Lamourouxia, Pedicularis, Bellardia, Odontites et Parentucellia se distinguent d'Euphrasia par la lèvre supérieure de la corolle, droite ou recourbée vers l'avant, jamais retroussée. Les genres Est-asiatiques Omphalothrix et Phtheirospermum s'accordent avec Euphrasia sur cette dernière particularité mais Omphalothrix se distingue par ses fleurs pédonculées et Phtheirospermum possède un calice pentagonal.

### Phylogénie
Pour un article plus général, voir Phylogénétique moléculaire.
Ce cladogramme de la tribu des Rhinantheae est basé sur les analyses de l'ADN des noyaux et des chloroplastes ainsi que des caractères moléculaires,. Euphrasia est phylogénétiquement très proche d'Odontites, de Bellardia, de Tozzia, et d'Hedbergia.
|  | Rhynchocorys                                            |
|  |                                                         |
|  | \| \| Lathraea \| \| \| \| \| \| Rhinanthus \| \| \| \| |
|  |                                                         |
|  | Lathraea                                                |
|  |                                                         |
|  | Rhinanthus                                              |
|  |                                                         |

|  | Lathraea   |
|  |            |
|  | Rhinanthus |
|  |            |

|  | Bellardia                                                                            |
|  |                                                                                      |
|  | \| \| Neobartsia (Bartsia des Amériques) \| \| \| \| \| \| Parentucellia \| \| \| \| |
|  |                                                                                      |
|  | Neobartsia (Bartsia des Amériques)                                                   |
|  |                                                                                      |
|  | Parentucellia                                                                        |
|  |                                                                                      |

|  | Neobartsia (Bartsia des Amériques) |
|  |                                    |
|  | Parentucellia                      |
|  |                                    |

|  | Bellardia                                                                            |
|  |                                                                                      |
|  | \| \| Neobartsia (Bartsia des Amériques) \| \| \| \| \| \| Parentucellia \| \| \| \| |
|  |                                                                                      |
|  | Neobartsia (Bartsia des Amériques)                                                   |
|  |                                                                                      |
|  | Parentucellia                                                                        |
|  |                                                                                      |

|  | Neobartsia (Bartsia des Amériques) |
|  |                                    |
|  | Parentucellia                      |
|  |                                    |

|  | Bellardia                                                                            |
|  |                                                                                      |
|  | \| \| Neobartsia (Bartsia des Amériques) \| \| \| \| \| \| Parentucellia \| \| \| \| |
|  |                                                                                      |
|  | Neobartsia (Bartsia des Amériques)                                                   |
|  |                                                                                      |
|  | Parentucellia                                                                        |
|  |                                                                                      |

|  | Neobartsia (Bartsia des Amériques) |
|  |                                    |
|  | Parentucellia                      |
|  |                                    |

|  | Bellardia                                                                            |
|  |                                                                                      |
|  | \| \| Neobartsia (Bartsia des Amériques) \| \| \| \| \| \| Parentucellia \| \| \| \| |
|  |                                                                                      |
|  | Neobartsia (Bartsia des Amériques)                                                   |
|  |                                                                                      |
|  | Parentucellia                                                                        |
|  |                                                                                      |

|  | Neobartsia (Bartsia des Amériques) |
|  |                                    |
|  | Parentucellia                      |
|  |                                    |

|  | Bellardia                                                                            |
|  |                                                                                      |
|  | \| \| Neobartsia (Bartsia des Amériques) \| \| \| \| \| \| Parentucellia \| \| \| \| |
|  |                                                                                      |
|  | Neobartsia (Bartsia des Amériques)                                                   |
|  |                                                                                      |
|  | Parentucellia                                                                        |
|  |                                                                                      |

|  | Neobartsia (Bartsia des Amériques) |
|  |                                    |
|  | Parentucellia                      |
|  |                                    |

|  | Bellardia                                                                            |
|  |                                                                                      |
|  | \| \| Neobartsia (Bartsia des Amériques) \| \| \| \| \| \| Parentucellia \| \| \| \| |
|  |                                                                                      |
|  | Neobartsia (Bartsia des Amériques)                                                   |
|  |                                                                                      |
|  | Parentucellia                                                                        |
|  |                                                                                      |

|  | Neobartsia (Bartsia des Amériques) |
|  |                                    |
|  | Parentucellia                      |
|  |                                    |

|  | Bellardia                                                                            |
|  |                                                                                      |
|  | \| \| Neobartsia (Bartsia des Amériques) \| \| \| \| \| \| Parentucellia \| \| \| \| |
|  |                                                                                      |
|  | Neobartsia (Bartsia des Amériques)                                                   |
|  |                                                                                      |
|  | Parentucellia                                                                        |
|  |                                                                                      |

|  | Neobartsia (Bartsia des Amériques) |
|  |                                    |
|  | Parentucellia                      |
|  |                                    |

|  | Bellardia                                                                            |
|  |                                                                                      |
|  | \| \| Neobartsia (Bartsia des Amériques) \| \| \| \| \| \| Parentucellia \| \| \| \| |
|  |                                                                                      |
|  | Neobartsia (Bartsia des Amériques)                                                   |
|  |                                                                                      |
|  | Parentucellia                                                                        |
|  |                                                                                      |

|  | Neobartsia (Bartsia des Amériques) |
|  |                                    |
|  | Parentucellia                      |
|  |                                    |

|  | Rhynchocorys                                            |
|  |                                                         |
|  | \| \| Lathraea \| \| \| \| \| \| Rhinanthus \| \| \| \| |
|  |                                                         |
|  | Lathraea                                                |
|  |                                                         |
|  | Rhinanthus                                              |
|  |                                                         |

|  | Lathraea   |
|  |            |
|  | Rhinanthus |
|  |            |

|  | Bellardia                                                                            |
|  |                                                                                      |
|  | \| \| Neobartsia (Bartsia des Amériques) \| \| \| \| \| \| Parentucellia \| \| \| \| |
|  |                                                                                      |
|  | Neobartsia (Bartsia des Amériques)                                                   |
|  |                                                                                      |
|  | Parentucellia                                                                        |
|  |                                                                                      |

|  | Neobartsia (Bartsia des Amériques) |
|  |                                    |
|  | Parentucellia                      |
|  |                                    |

|  | Bellardia                                                                            |
|  |                                                                                      |
|  | \| \| Neobartsia (Bartsia des Amériques) \| \| \| \| \| \| Parentucellia \| \| \| \| |
|  |                                                                                      |
|  | Neobartsia (Bartsia des Amériques)                                                   |
|  |                                                                                      |
|  | Parentucellia                                                                        |
|  |                                                                                      |

|  | Neobartsia (Bartsia des Amériques) |
|  |                                    |
|  | Parentucellia                      |
|  |                                    |

|  | Bellardia                                                                            |
|  |                                                                                      |
|  | \| \| Neobartsia (Bartsia des Amériques) \| \| \| \| \| \| Parentucellia \| \| \| \| |
|  |                                                                                      |
|  | Neobartsia (Bartsia des Amériques)                                                   |
|  |                                                                                      |
|  | Parentucellia                                                                        |
|  |                                                                                      |

|  | Neobartsia (Bartsia des Amériques) |
|  |                                    |
|  | Parentucellia                      |
|  |                                    |

|  | Bellardia                                                                            |
|  |                                                                                      |
|  | \| \| Neobartsia (Bartsia des Amériques) \| \| \| \| \| \| Parentucellia \| \| \| \| |
|  |                                                                                      |
|  | Neobartsia (Bartsia des Amériques)                                                   |
|  |                                                                                      |
|  | Parentucellia                                                                        |
|  |                                                                                      |

|  | Neobartsia (Bartsia des Amériques) |
|  |                                    |
|  | Parentucellia                      |
|  |                                    |

|  | Bellardia                                                                            |
|  |                                                                                      |
|  | \| \| Neobartsia (Bartsia des Amériques) \| \| \| \| \| \| Parentucellia \| \| \| \| |
|  |                                                                                      |
|  | Neobartsia (Bartsia des Amériques)                                                   |
|  |                                                                                      |
|  | Parentucellia                                                                        |
|  |                                                                                      |

|  | Neobartsia (Bartsia des Amériques) |
|  |                                    |
|  | Parentucellia                      |
|  |                                    |

|  | Bellardia                                                                            |
|  |                                                                                      |
|  | \| \| Neobartsia (Bartsia des Amériques) \| \| \| \| \| \| Parentucellia \| \| \| \| |
|  |                                                                                      |
|  | Neobartsia (Bartsia des Amériques)                                                   |
|  |                                                                                      |
|  | Parentucellia                                                                        |
|  |                                                                                      |

|  | Neobartsia (Bartsia des Amériques) |
|  |                                    |
|  | Parentucellia                      |
|  |                                    |

|  | Bellardia                                                                            |
|  |                                                                                      |
|  | \| \| Neobartsia (Bartsia des Amériques) \| \| \| \| \| \| Parentucellia \| \| \| \| |
|  |                                                                                      |
|  | Neobartsia (Bartsia des Amériques)                                                   |
|  |                                                                                      |
|  | Parentucellia                                                                        |
|  |                                                                                      |

|  | Neobartsia (Bartsia des Amériques) |
|  |                                    |
|  | Parentucellia                      |
|  |                                    |

|  | Bellardia                                                                            |
|  |                                                                                      |
|  | \| \| Neobartsia (Bartsia des Amériques) \| \| \| \| \| \| Parentucellia \| \| \| \| |
|  |                                                                                      |
|  | Neobartsia (Bartsia des Amériques)                                                   |
|  |                                                                                      |
|  | Parentucellia                                                                        |
|  |                                                                                      |

|  | Neobartsia (Bartsia des Amériques) |
|  |                                    |
|  | Parentucellia                      |
|  |                                    |

|  | Rhynchocorys                                            |
|  |                                                         |
|  | \| \| Lathraea \| \| \| \| \| \| Rhinanthus \| \| \| \| |
|  |                                                         |
|  | Lathraea                                                |
|  |                                                         |
|  | Rhinanthus                                              |
|  |                                                         |

|  | Lathraea   |
|  |            |
|  | Rhinanthus |
|  |            |

|  | Bellardia                                                                            |
|  |                                                                                      |
|  | \| \| Neobartsia (Bartsia des Amériques) \| \| \| \| \| \| Parentucellia \| \| \| \| |
|  |                                                                                      |
|  | Neobartsia (Bartsia des Amériques)                                                   |
|  |                                                                                      |
|  | Parentucellia                                                                        |
|  |                                                                                      |

|  | Neobartsia (Bartsia des Amériques) |
|  |                                    |
|  | Parentucellia                      |
|  |                                    |

|  | Bellardia                                                                            |
|  |                                                                                      |
|  | \| \| Neobartsia (Bartsia des Amériques) \| \| \| \| \| \| Parentucellia \| \| \| \| |
|  |                                                                                      |
|  | Neobartsia (Bartsia des Amériques)                                                   |
|  |                                                                                      |
|  | Parentucellia                                                                        |
|  |                                                                                      |

|  | Neobartsia (Bartsia des Amériques) |
|  |                                    |
|  | Parentucellia                      |
|  |                                    |

|  | Bellardia                                                                            |
|  |                                                                                      |
|  | \| \| Neobartsia (Bartsia des Amériques) \| \| \| \| \| \| Parentucellia \| \| \| \| |
|  |                                                                                      |
|  | Neobartsia (Bartsia des Amériques)                                                   |
|  |                                                                                      |
|  | Parentucellia                                                                        |
|  |                                                                                      |

|  | Neobartsia (Bartsia des Amériques) |
|  |                                    |
|  | Parentucellia                      |
|  |                                    |

|  | Bellardia                                                                            |
|  |                                                                                      |
|  | \| \| Neobartsia (Bartsia des Amériques) \| \| \| \| \| \| Parentucellia \| \| \| \| |
|  |                                                                                      |
|  | Neobartsia (Bartsia des Amériques)                                                   |
|  |                                                                                      |
|  | Parentucellia                                                                        |
|  |                                                                                      |

|  | Neobartsia (Bartsia des Amériques) |
|  |                                    |
|  | Parentucellia                      |
|  |                                    |

|  | Bellardia                                                                            |
|  |                                                                                      |
|  | \| \| Neobartsia (Bartsia des Amériques) \| \| \| \| \| \| Parentucellia \| \| \| \| |
|  |                                                                                      |
|  | Neobartsia (Bartsia des Amériques)                                                   |
|  |                                                                                      |
|  | Parentucellia                                                                        |
|  |                                                                                      |

|  | Neobartsia (Bartsia des Amériques) |
|  |                                    |
|  | Parentucellia                      |
|  |                                    |

|  | Bellardia                                                                            |
|  |                                                                                      |
|  | \| \| Neobartsia (Bartsia des Amériques) \| \| \| \| \| \| Parentucellia \| \| \| \| |
|  |                                                                                      |
|  | Neobartsia (Bartsia des Amériques)                                                   |
|  |                                                                                      |
|  | Parentucellia                                                                        |
|  |                                                                                      |

|  | Neobartsia (Bartsia des Amériques) |
|  |                                    |
|  | Parentucellia                      |
|  |                                    |

|  | Bellardia                                                                            |
|  |                                                                                      |
|  | \| \| Neobartsia (Bartsia des Amériques) \| \| \| \| \| \| Parentucellia \| \| \| \| |
|  |                                                                                      |
|  | Neobartsia (Bartsia des Amériques)                                                   |
|  |                                                                                      |
|  | Parentucellia                                                                        |
|  |                                                                                      |

|  | Neobartsia (Bartsia des Amériques) |
|  |                                    |
|  | Parentucellia                      |
|  |                                    |

|  | Bellardia                                                                            |
|  |                                                                                      |
|  | \| \| Neobartsia (Bartsia des Amériques) \| \| \| \| \| \| Parentucellia \| \| \| \| |
|  |                                                                                      |
|  | Neobartsia (Bartsia des Amériques)                                                   |
|  |                                                                                      |
|  | Parentucellia                                                                        |
|  |                                                                                      |

|  | Neobartsia (Bartsia des Amériques) |
|  |                                    |
|  | Parentucellia                      |
|  |                                    |

|  | Rhynchocorys                                            |
|  |                                                         |
|  | \| \| Lathraea \| \| \| \| \| \| Rhinanthus \| \| \| \| |
|  |                                                         |
|  | Lathraea                                                |
|  |                                                         |
|  | Rhinanthus                                              |
|  |                                                         |

|  | Lathraea   |
|  |            |
|  | Rhinanthus |
|  |            |

|  | Bellardia                                                                            |
|  |                                                                                      |
|  | \| \| Neobartsia (Bartsia des Amériques) \| \| \| \| \| \| Parentucellia \| \| \| \| |
|  |                                                                                      |
|  | Neobartsia (Bartsia des Amériques)                                                   |
|  |                                                                                      |
|  | Parentucellia                                                                        |
|  |                                                                                      |

|  | Neobartsia (Bartsia des Amériques) |
|  |                                    |
|  | Parentucellia                      |
|  |                                    |

|  | Bellardia                                                                            |
|  |                                                                                      |
|  | \| \| Neobartsia (Bartsia des Amériques) \| \| \| \| \| \| Parentucellia \| \| \| \| |
|  |                                                                                      |
|  | Neobartsia (Bartsia des Amériques)                                                   |
|  |                                                                                      |
|  | Parentucellia                                                                        |
|  |                                                                                      |

|  | Neobartsia (Bartsia des Amériques) |
|  |                                    |
|  | Parentucellia                      |
|  |                                    |

|  | Bellardia                                                                            |
|  |                                                                                      |
|  | \| \| Neobartsia (Bartsia des Amériques) \| \| \| \| \| \| Parentucellia \| \| \| \| |
|  |                                                                                      |
|  | Neobartsia (Bartsia des Amériques)                                                   |
|  |                                                                                      |
|  | Parentucellia                                                                        |
|  |                                                                                      |

|  | Neobartsia (Bartsia des Amériques) |
|  |                                    |
|  | Parentucellia                      |
|  |                                    |

|  | Bellardia                                                                            |
|  |                                                                                      |
|  | \| \| Neobartsia (Bartsia des Amériques) \| \| \| \| \| \| Parentucellia \| \| \| \| |
|  |                                                                                      |
|  | Neobartsia (Bartsia des Amériques)                                                   |
|  |                                                                                      |
|  | Parentucellia                                                                        |
|  |                                                                                      |

|  | Neobartsia (Bartsia des Amériques) |
|  |                                    |
|  | Parentucellia                      |
|  |                                    |

|  | Bellardia                                                                            |
|  |                                                                                      |
|  | \| \| Neobartsia (Bartsia des Amériques) \| \| \| \| \| \| Parentucellia \| \| \| \| |
|  |                                                                                      |
|  | Neobartsia (Bartsia des Amériques)                                                   |
|  |                                                                                      |
|  | Parentucellia                                                                        |
|  |                                                                                      |

|  | Neobartsia (Bartsia des Amériques) |
|  |                                    |
|  | Parentucellia                      |
|  |                                    |

|  | Bellardia                                                                            |
|  |                                                                                      |
|  | \| \| Neobartsia (Bartsia des Amériques) \| \| \| \| \| \| Parentucellia \| \| \| \| |
|  |                                                                                      |
|  | Neobartsia (Bartsia des Amériques)                                                   |
|  |                                                                                      |
|  | Parentucellia                                                                        |
|  |                                                                                      |

|  | Neobartsia (Bartsia des Amériques) |
|  |                                    |
|  | Parentucellia                      |
|  |                                    |

|  | Bellardia                                                                            |
|  |                                                                                      |
|  | \| \| Neobartsia (Bartsia des Amériques) \| \| \| \| \| \| Parentucellia \| \| \| \| |
|  |                                                                                      |
|  | Neobartsia (Bartsia des Amériques)                                                   |
|  |                                                                                      |
|  | Parentucellia                                                                        |
|  |                                                                                      |

|  | Neobartsia (Bartsia des Amériques) |
|  |                                    |
|  | Parentucellia                      |
|  |                                    |

|  | Bellardia                                                                            |
|  |                                                                                      |
|  | \| \| Neobartsia (Bartsia des Amériques) \| \| \| \| \| \| Parentucellia \| \| \| \| |
|  |                                                                                      |
|  | Neobartsia (Bartsia des Amériques)                                                   |
|  |                                                                                      |
|  | Parentucellia                                                                        |
|  |                                                                                      |

|  | Neobartsia (Bartsia des Amériques) |
|  |                                    |
|  | Parentucellia                      |
|  |                                    |

### Le cas d'Euphrasia officinalis

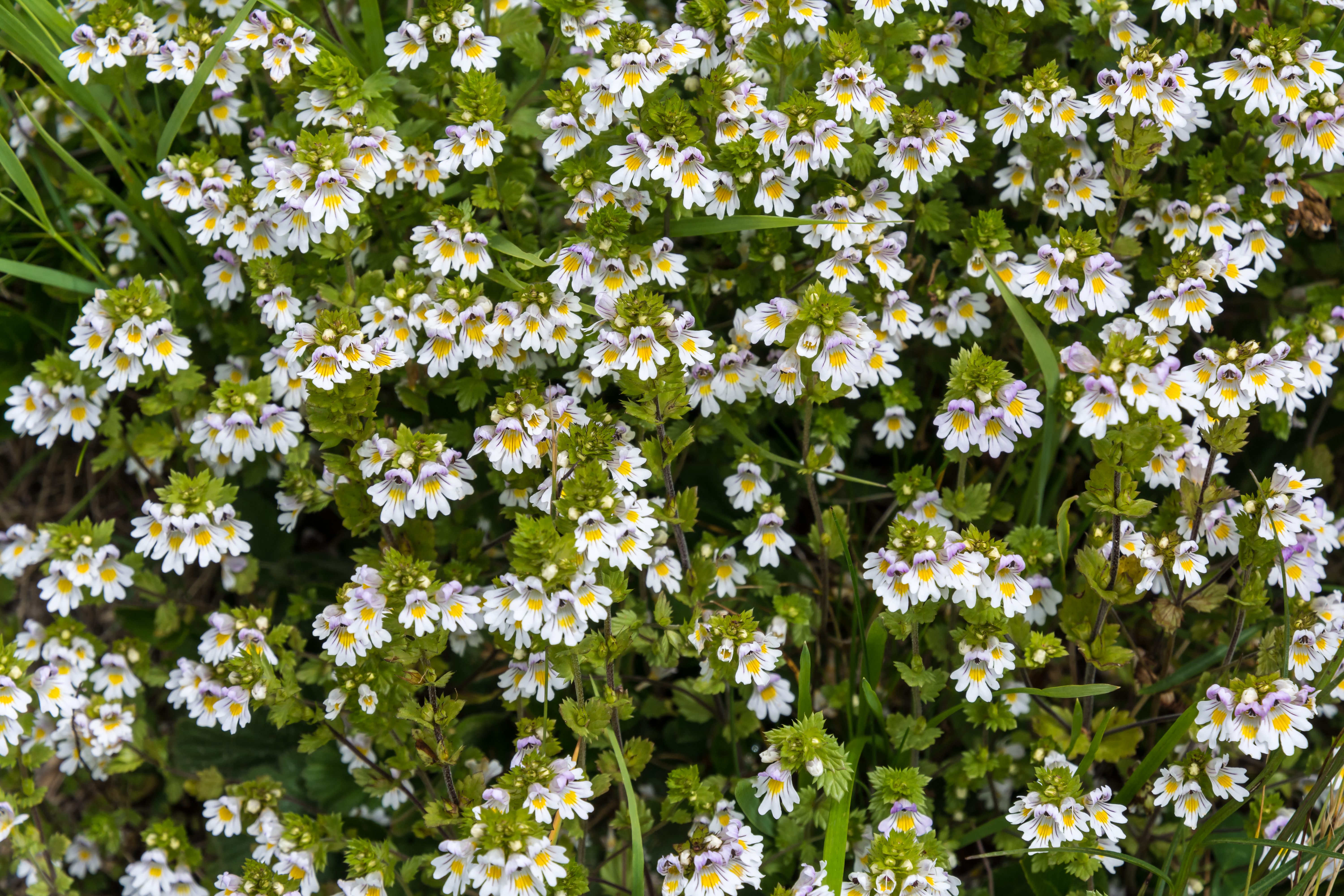
Euphrasia officinalis subsp rostkoviana.

Euphrasia officinalis est l'espèce type du genre Euphrasia. Cependant, ce nom est ambigu et diversement défini selon les auteurs, parfois considéré comme une « espèce collective » regroupant une large partie des espèces européennes et parfois rejeté comme un nomen ambiguum,.
Différents types morphologiques saisonniers peuvent être reconnus avec la sous-espèce printanière Euphrasia officinalis subsp. monticola et les sous-espèces automnales E. o. subsp rostkoviana et E. o. subsp campestris. Par rapport aux deux dernières, la première possède moins de nœuds, des entre-nœuds plus longs, une première fleur plus basse et des bractées similaires aux feuilles. Cependant, il existe des objections à cette séparation taxonomique à cause de l'existence d'une continuité en fonction de l'altitude, une écologie similaire et la présence de formes de feuilles variées sans relation avec le type.
L'épithète spécifique rostkoviana est également sujette à controverse. Elle est parfois considérée comme une sous-espèce sous le nom Euphrasia officinalis subsp. rostkoviana,, qui devrait remplacer l'espèce nominative sous le nom Euphrasia rostkoviana ou qui la remplace effectivement,. Elle est parfois considérée comme un synonyme incorrect d’Euphrasia officinalis subsp. officinalis ou encore comme un synonyme incorrect d’Euphrasia officinalis subsp. pratensis,.

## Distribution et habitats

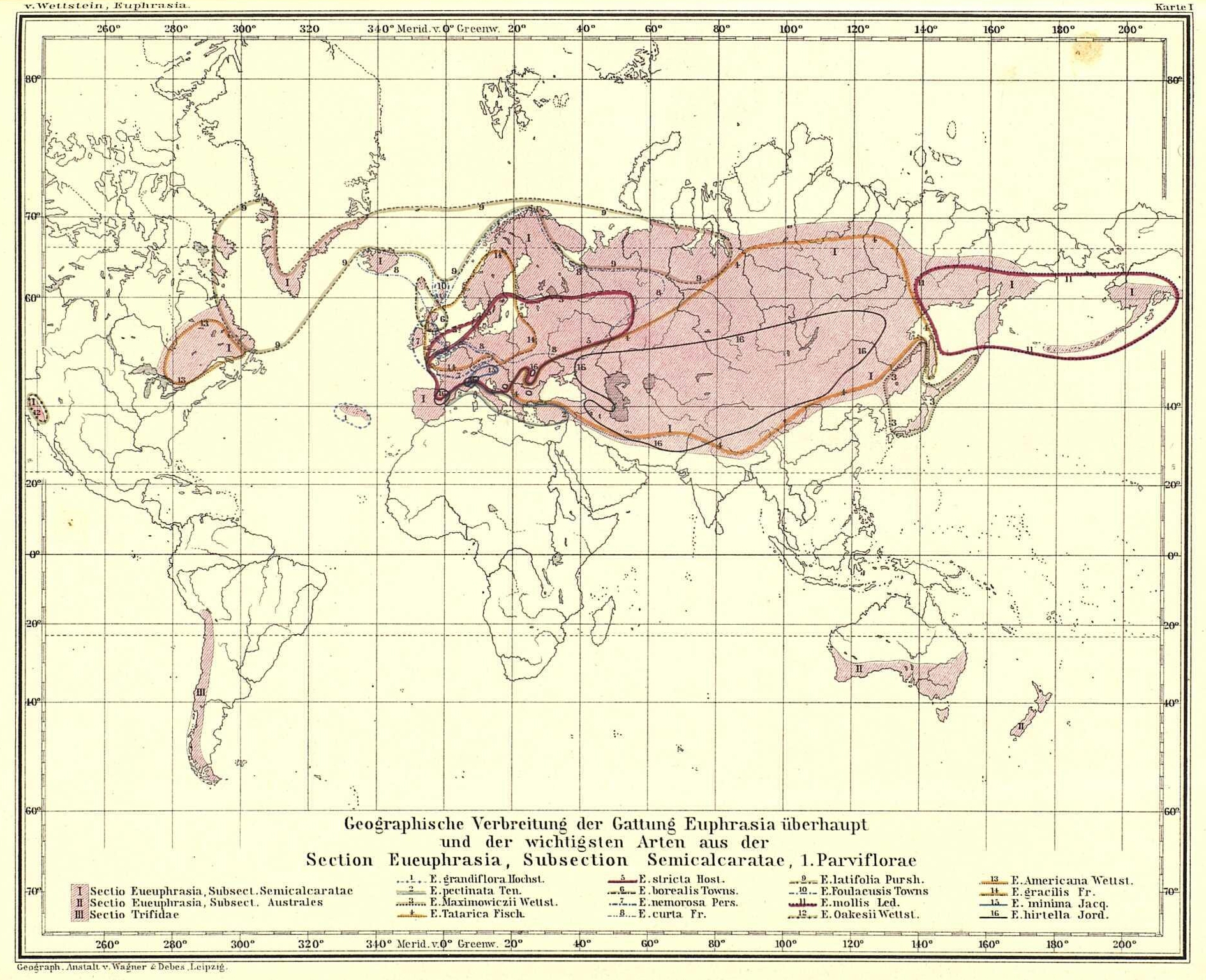
Carte de 1896 montrant la distribution mondiale du genre Euphrasia.

Euphrasia se caractérise par une dispersion transocéanique récente qui se traduit par des différenciations morphologiques rapide mais superficielles des lignées évolutives. Cependant, les espèces d'Euphrasia démontrent une divergence écologique importante, avec de nombreux taxons restreints à des habitats spécifiques tels que les prés salés, les éboulis de montagne, les landes et les prairies ouvertes.
Le genre est présent sur l'ensemble des régions du globe aux climats continentaux ou tempérés ; de l'étage planitiaire à l'étage montagnard ; dans l'écozone paléarctique, le Néarctique et le Néotropical ainsi qu'en Australasie. Il est absent des régions tropicales,.
En Europe, certaines Euphraises font partie de la Directive habitats afin de promouvoir la protection et la gestion des espaces naturels à valeur patrimoniale. Ce sont Euphrasia bottnica, dans les prairies côtières boréales baltiques ; Euphrasia marshallii, dans les machairs d'Irlande ; Euphrasia grandiflora, dans les prairies mésophiles macaronésiennes ; Euphrasia spp., dans les prairies sèches à mésophiles des basses terres fennoscandiennes et Euphrasia marchesettii, dans les prairies sèches sub-méditerranéennes orientales à Scorzonera villosa.

## Biologie

### Parasitisme

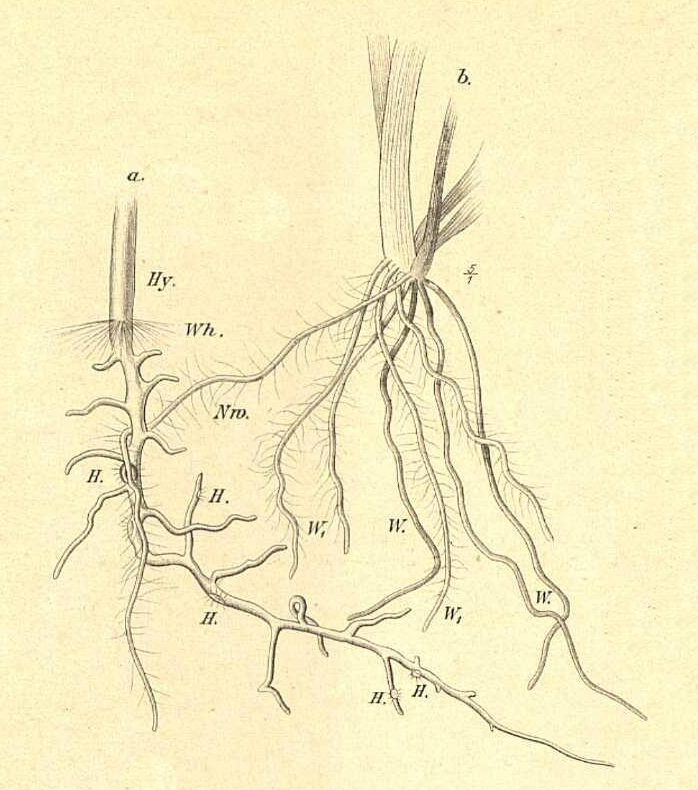
Plant d'Euphrasia (a) sur les racines d'une graminée germée à l'automne précédent (b). H. = haustoria arrachés pendant la manipulation ; à l'exception de celui en haut à gauche qui s'est formé après que la racine nourricière [NW.] a été mise artificiellement en contact avec l'endroit concerné.

Les Euphraises pratiquent à la fois la photosynthèse et le parasitisme. Grâce aux réserves de leurs graines, les Euphraises germent et développent leurs racines et premières feuilles en mode autotrophe durant les deux premières semaines. Elles produisent ensuite de très nombreux petits suçoirs nommés « haustoria » qui leur permettent de parasiter leurs hôtes. Sans cet accès à la sève élaborée, elles restent chétives et parviennent difficilement à terminer leur cycle de vie,.
Leurs hôtes les plus couramment rencontrés sont les graminées dont les genres Poa, Agrostis, Festuca et Avena et les joncs dont le genre Carex. D'autres familles sont impactées comme les crucifères avec le genre Arabidopsis et les légumineuses avec les trèfles mais aussi des prêles et des pins. Par ce biais, les Euphraises bénéficieraient également de l'interaction de leurs hôtes avec les champignons mycorhiziens associés,.

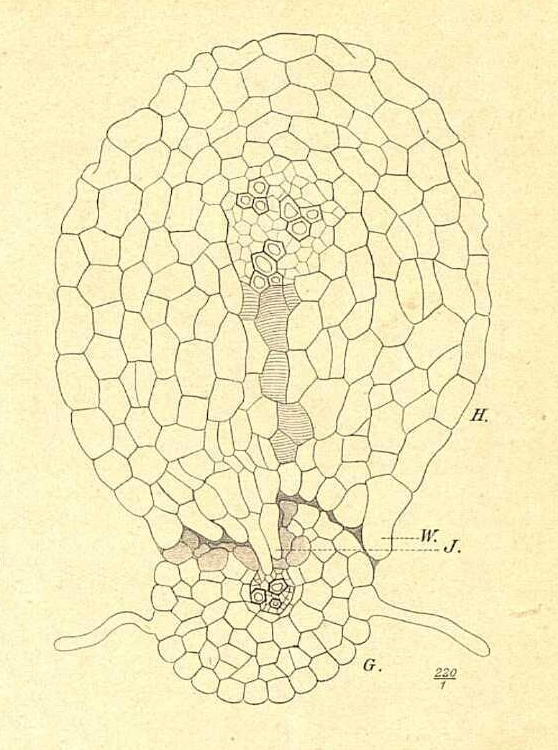
Coupe transversale d'un haustorium fonctionnel d'Euphrasia (H.). La racine de graminée (G.) est représentée en coupe transversale. J. - cellules envahissantes de l'haustorium, W. = anneau de l'haustorium.

Le nombre d'haustoria est très élevé, au moins chez les Euphraises annuelles et surtout avant leur floraison. L'haustorium est une structure sphérique qui épouse et perfore la racine nourricière de l'hôte jusqu'aux faisceaux vasculaires avant de développer un cordon de trachéides pour y pomper les produits de la photosynthèse. Ses dimensions sont généralement très petites ; l'haustorium de E. o. rostkoviana atteint un diamètre de 0,5 mm.
Au moment de la maturation des fruits d'Euphrasia, les racines nourricières infectées meurent et se putréfient, en partie sous l'influence chimique des cellules haustoriales, en partie sous l'action de bactéries qui s'y ajoutent secondairement. Les haustoria étant en relation avec ces matières en décomposition, il se pourrait qu'Euphrasia soit également saprophyte.

### Plasticité
De nombreux traits sont plastiques et changent en fonction de l'hôte, notamment l'accumulation de minéraux, la croissance, l'architecture des plantes, la date de floraison, la taille des fleurs et le rendement reproductif. Ainsi, la taille de la corolle peut être affectée par un changement allant jusqu'à 2 mm. Si le nombre de nœuds varie peu à l'intérieur d'une même espèce, la taille des entre-nœuds varie également en fonction de l'hôte. Il en va de même pour le temps de floraison : les plantes parasitant le trèfle fleurissent rapidement (environ 100 jours après la germination), tandis que les plantes parasitant une graminée comme Holcus lanatus fleurissent un mois plus tard.

### Compromis entre croissance et reproduction
Il existe différentes stratégies de cycle de vie au sein du genre. Ainsi, certaines espèces, comme Euphrasia arctica, E. micrantha et leurs hybrides, fleurissent rapidement au détriment de leur croissance. Ce sont celles qui produisent leur première fleur à partir d'un nœud bas et qui poussent dans des milieux à forte compétitions estivale liée à l'herbivorie, au fauchage, à la sécheresse estivale et d'autres stress abiotiques et biotiques saisonniers. Cela implique la mobilisation limité de ressources liées au parasitisme. Tandis que d'autres espèces, comme E. pseudokerneri, E. nemorosa et leurs hybrides, retardent la floraison et investissent dans la croissance végétative en début de saison. Ce sont celles qui produisent leur première fleur à partir d'un nœud haut et qui poussent dans des milieux à faible pression comme les prairies mixtes hautes. Leur connexions parasitaires avec les plantes hôtes sont nombreuses et bien développées.

### Entre autofécondation et pollinisation entomophile

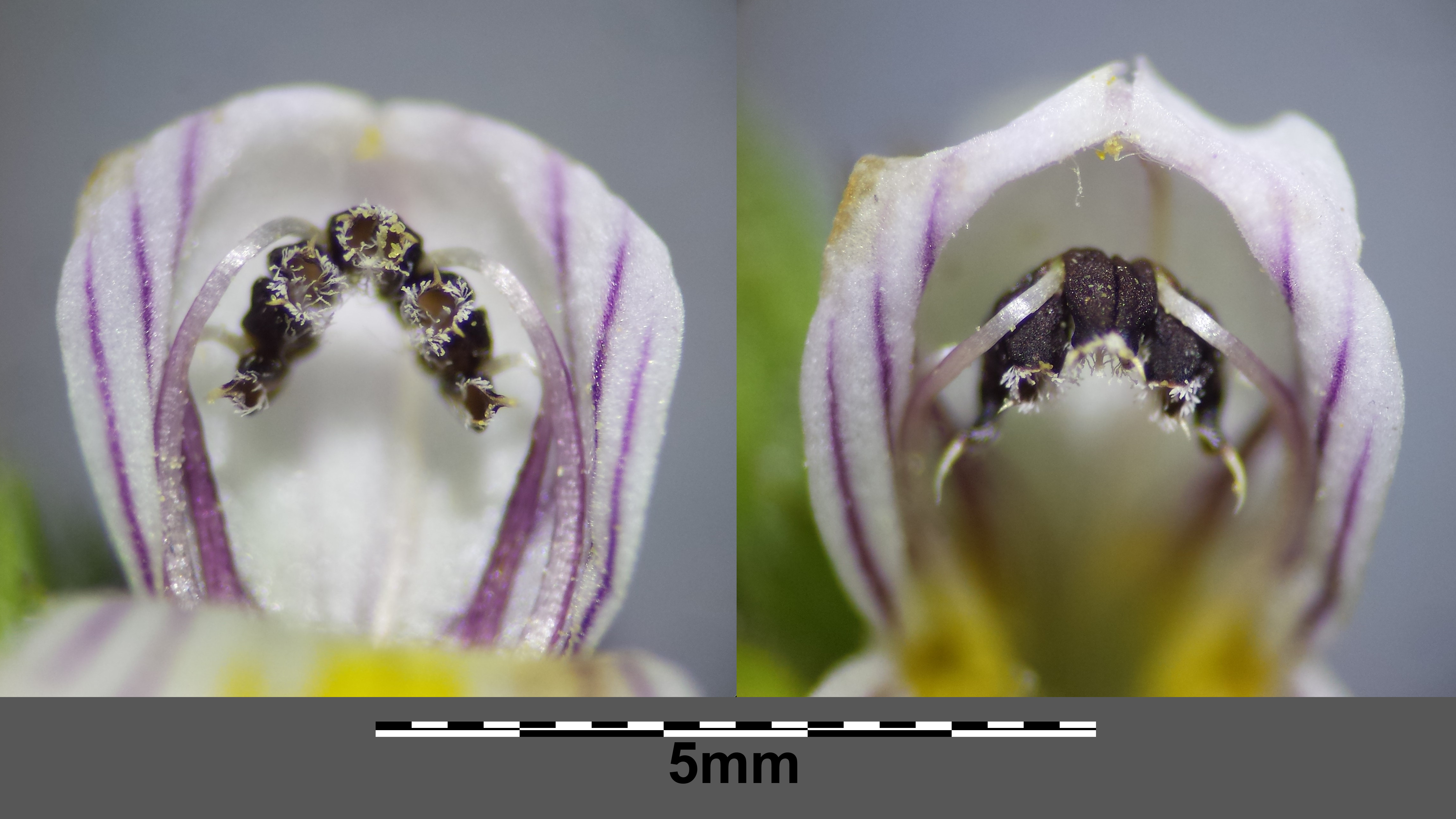
Entrée de la corolle au stade mâle d'Euphrasia officinalis subsp. rostkoviana. Le stigmate est tombé et les anthères sont ouvertes.

La fleur des Euphraises est protérogyne, c'est-à-dire qu'elle est d’abord femelle puis mâle. Immédiatement après l'ouverture de la corolle, l'extrémité du pistil, c'est-à-dire le stigmate, dépasse de 1 à 2 mm du bord de la lèvre supérieure et est légèrement recourbé vers le bas. Les papilles stigmatiques sont entièrement formées, les anthères encore bien fermées. Ce premier stade peut être considéré comme le stade femelle court. Après fécondation, le tube de la corolle s'allonge de 2 à 3 mm, en même temps que le stigmate et le style brunissent. La croissance du tube a pour conséquence que les anthères s'ouvrent au même endroit où se trouvait le stigmate au premier stade. Dans ce deuxième stade, la fleur est donc purement mâle.

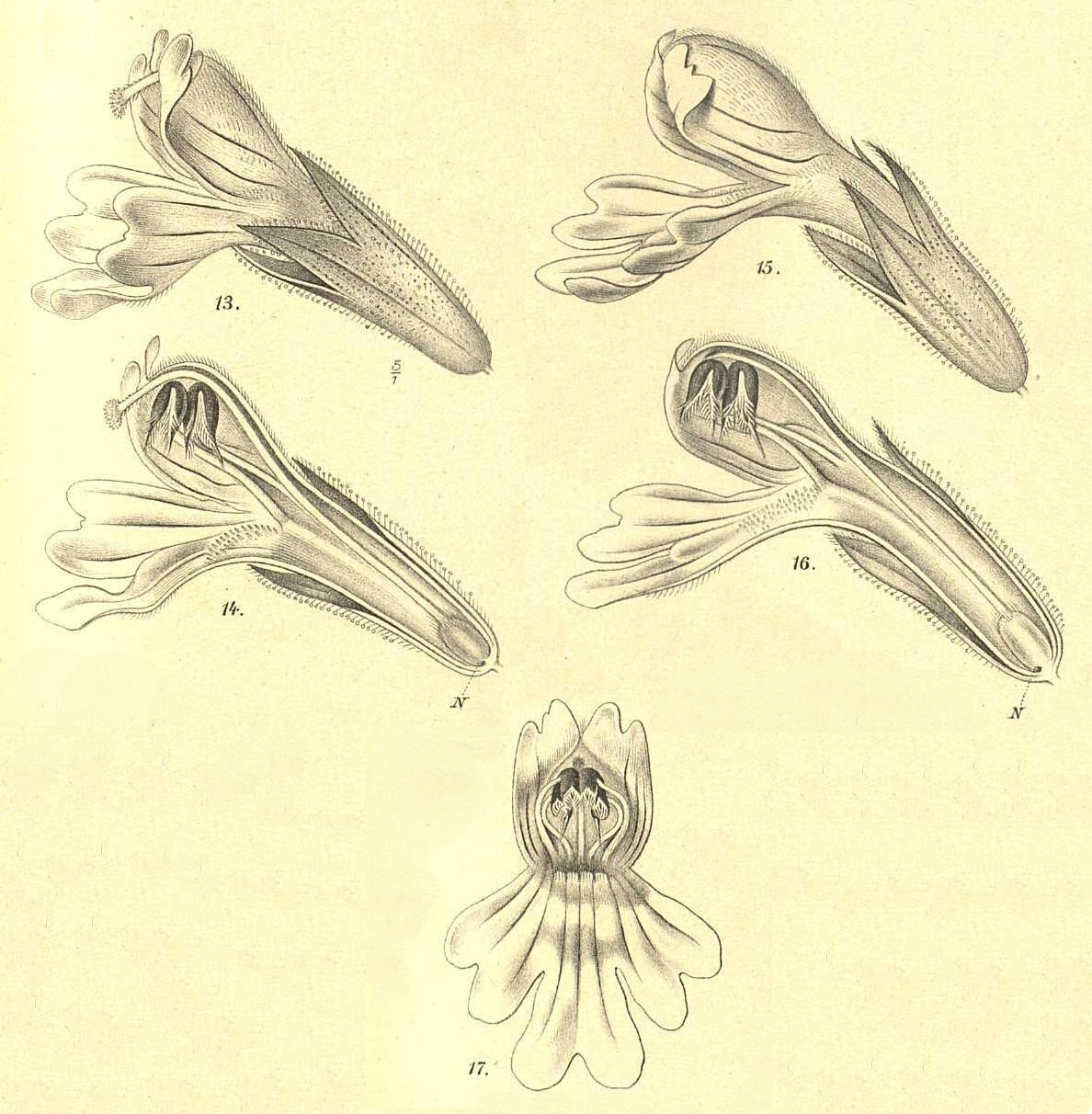
Fleurs d'Euphrasia, montrant les dispositifs de pollinisation. N. = Nectaire. 13 & 14.) fleurs au premier stade femelle ; 15 & 16.) fleurs au deuxième stade mâle ; 17.) fleur mâle vue de face.

Il existe une grande variation de la taille des fleurs, avec un continuum entre les espèces à petites fleurs qui sont fortement autogames comme E. micrantha dont la taille de la corolle est comprise entre 4,5 et 6,5 mm et les espèces à grandes fleurs qui sont fortement allogames comme E. o. rostkoviana dont la taille de la corolle est comprise entre 8 et 12 mm. Les petites fleurs ont une séparation anthère-stigmate plus courte et donc un potentiel accru d'autogamie, tout en étant moins attrayantes pour les pollinisateurs et donc recevant moins de pollen provenant d'autres pieds.
Les traits colorés sur la lèvre inférieure, les taches jaunes à la base de celle-ci et à l'entrée du tube font office de panneaux indicatifs pour le pollinisateur qui se positionne à l'entrée de la fleur attiré par le nectar. Le pistil et ses anthères s'appuient sur la lèvre supérieure, de sorte que l'insecte pénétrant dans les nectaires doit passer par-dessous. Une faible courbure vers le haut et une pilosité de la partie inférieure de la gorge empêchent les insectes de s'y glisser sans toucher les anthères qui s'ébranlent fatalement, ce qui entraîne la chute du pollen sur le dos velu de l'insecte. Une fois ressorti de la fleur, chargé de nectar et de pollen, l'animal visite d'autres fleurs, dont certaines au stade femelle, chahutant alors le stigmate qui reçoit des grains de pollen ; ces derniers fécondant ainsi les ovaires.
En Europe, les insectes pollinisateurs sont des hyménoptères avec les Bourdons tels Bombus pascuorum et B. pratorum, l'Abeille mellifère, des abeilles solitaires avec les genres Nomada et Halictus ainsi que des mouches comme les Syrphes tels Sphaerophoria taeniata et Melangyna arctica et des papillons.

### Dissémination des graines
Les graines se disséminent sur de courtes distances. Au moment de la maturité des fruits, les capsules s'ouvrent, les deux valves se recourbent et conservent la majorité des graines dans leur receptacle. Lorsque l'ensemble est secoué par l'air en mouvement ou par un animal, le pédoncule élastique vibre et éjecte quelques graines.

## Impacts agricoles
En élevage, les Euphraises prairiales comme Euphrasia officinalis provoquent une baisse de rendement en fourrage des graminées, bien que leurs prairies soient généralement favorables à l'élevage bovin laitier ou ovin. Quant à l'apiculture, ces Euphraises sont généralement assez mellifères et constituent une part non négligeable de l'apport estival en nectar pour la fabrication de miel.

## Usages thérapeutiques

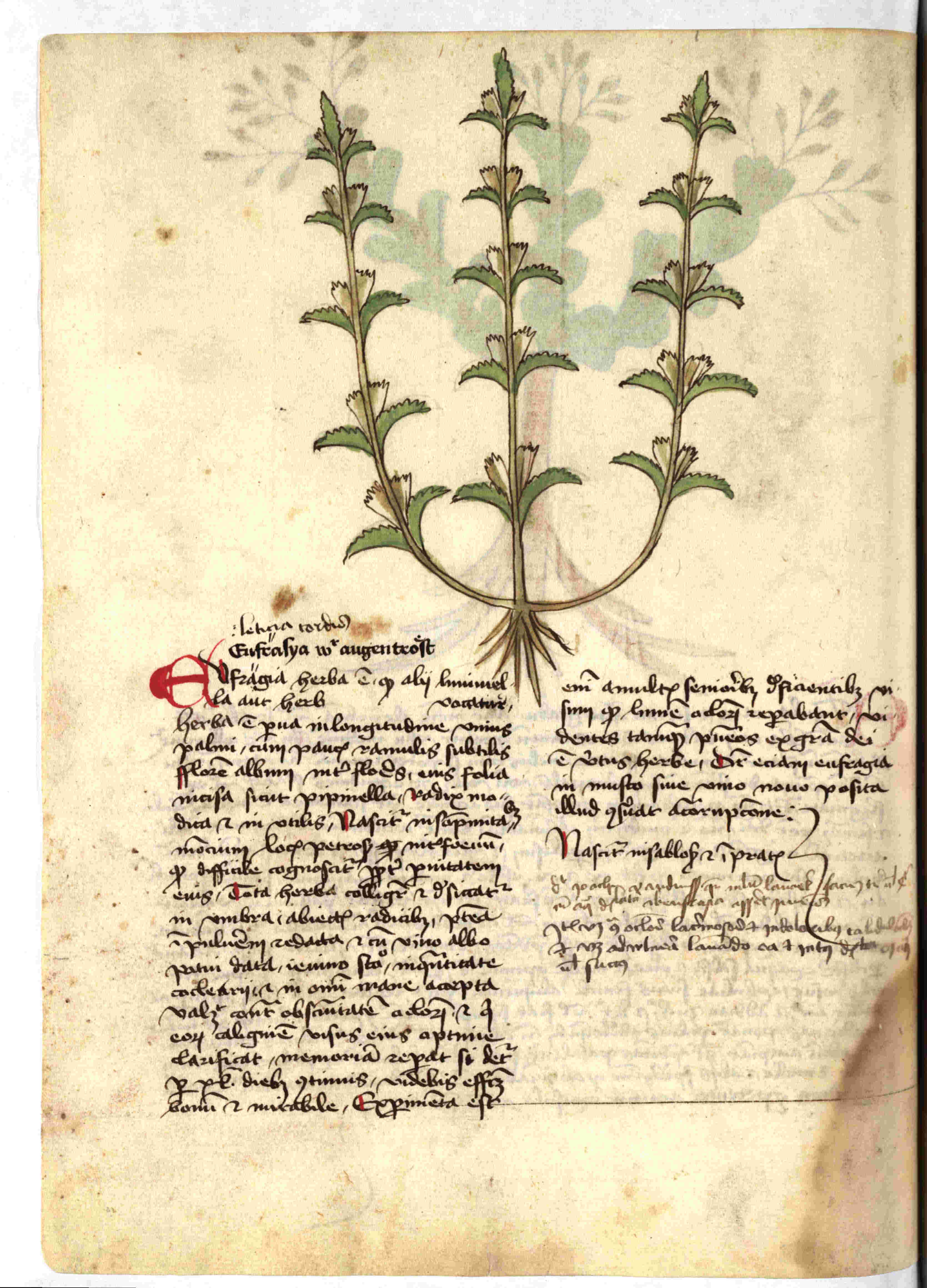
Illustration d'Euphraise dans le Tractatus de herbis datant approximativement de 1440.

L'usage des Euphraises comme plante médicinale pour soigner les yeux est très ancien comme l'atteste l'iconographie prolifique des herbiers médiévaux du Tractatus de herbis. Selon le botaniste du XVIIe siècle William Coles (en), dans la théorie des signatures, les taches violettes et jaunes sur les fleurs d'Euphrasia officinalis sont comparées aux ecchymoses sur les yeux malades. Cet usage est justifié par ce même auteur par l'utilisation de l'Euphraise par certains oiseaux, comme le Chardonneret élégant et la Linotte mélodieuse, pour traiter les maladies de leurs propres yeux et de ceux de leurs oisillons.
Au XXIe siècle, la partie aérienne fleurie des Euphraises Euphrasia officinalis subsp. officinalis et Euphrasia officinalis subsp. rostkoviana est utilisée en phytothérapie sous forme de tisane appliquée par voie externe sur les yeux grâce à des compresses chaudes ou par voie orale, ainsi qu'en pharmacologie sous forme d'extraits alcooliques à 45° et de diverses préparations liquides ou semi-liquides pour des usages oculaires et nasaux.
Un rapport de 2010 de l'Agence européenne des médicaments sur l'efficacité des remèdes à base d'Euphraise indique : « À partir de la présence de métabolites secondaires, on peut émettre l'hypothèse d'une activité astringente et anti-inflammatoire pour les préparations d'Euphrasia. L'utilisation oculaire d'Euphrasia est basée sur la tradition. Cependant, étant donné que l'efficacité des utilisations oculaires revendiquées n'est pas documentée et que l'application externe sur les yeux n'est pas hygiénique, l'utilisation thérapeutique ne peut être recommandée ».

## Quelques espèces d'Euphraises de par le monde

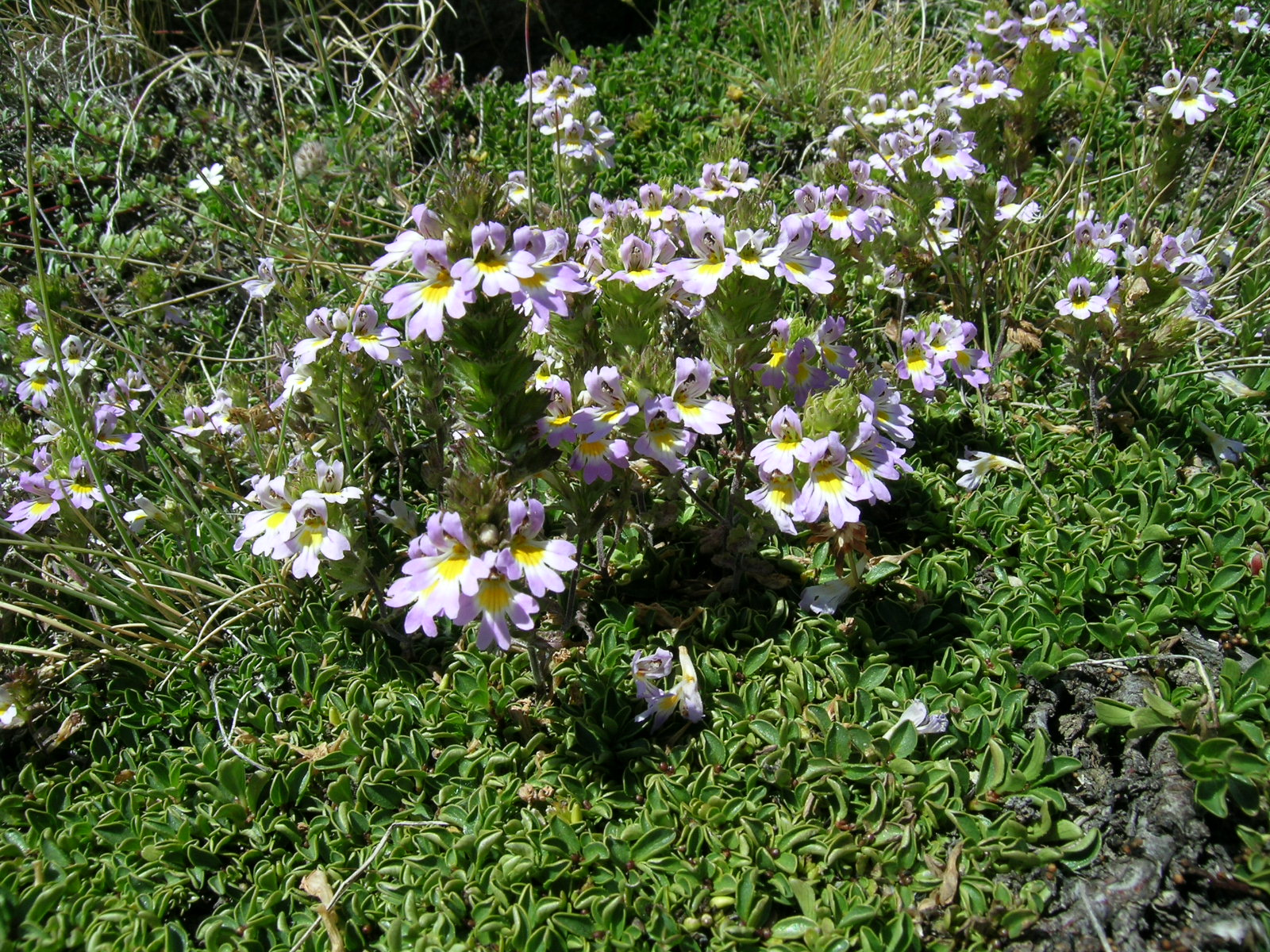
Euphrasia alpina (Italie).
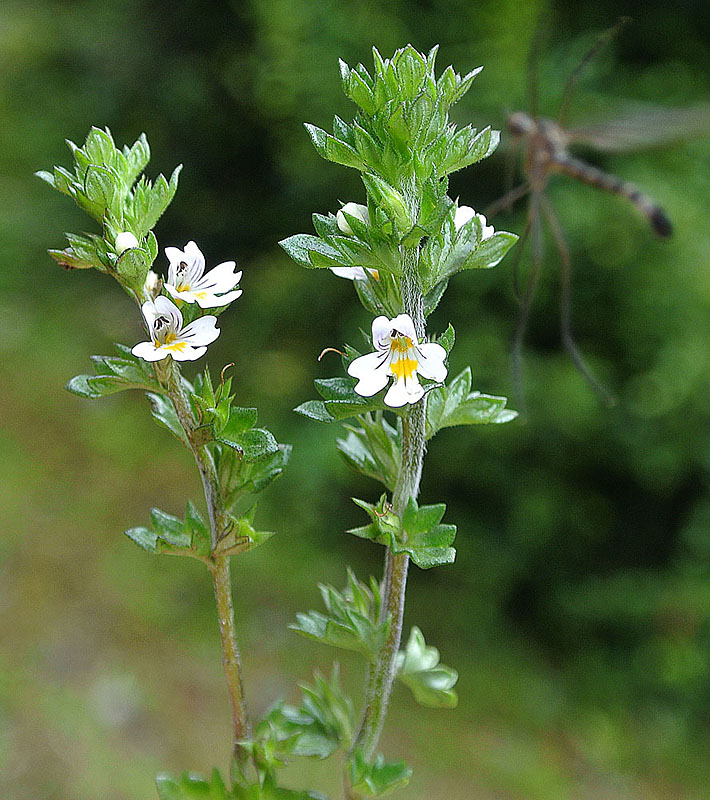
Euphrasia antarctica (Chili).
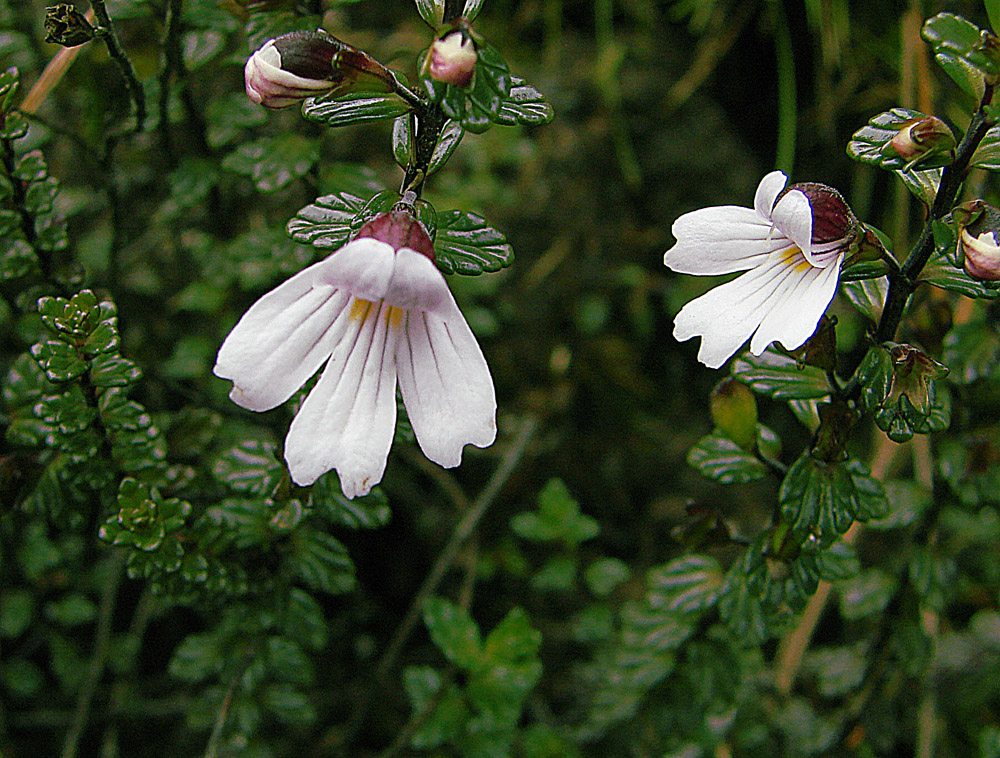
Euphrasia borneensis (Canada).
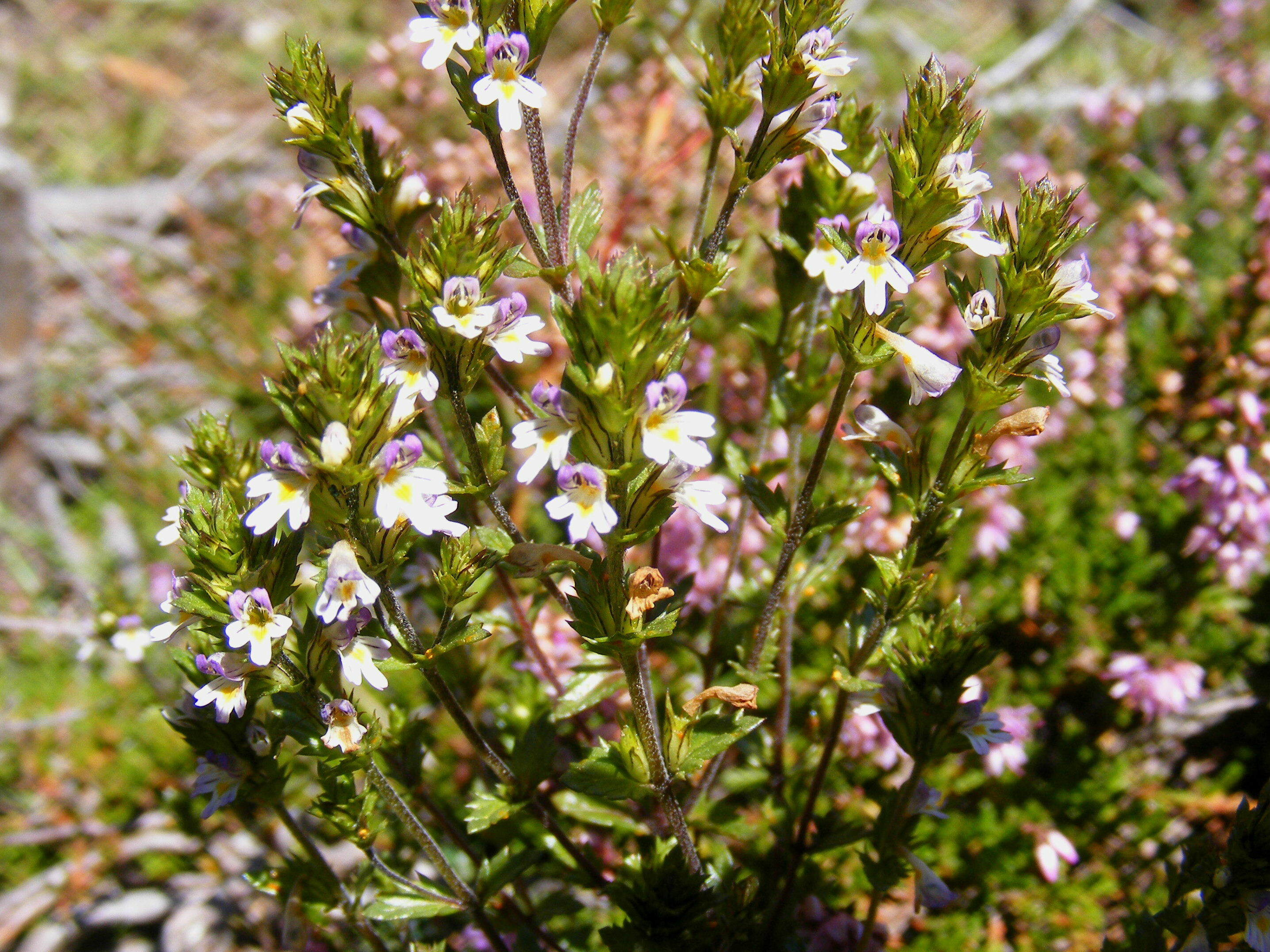
Euphrasia cebennensis (Lozère, France).
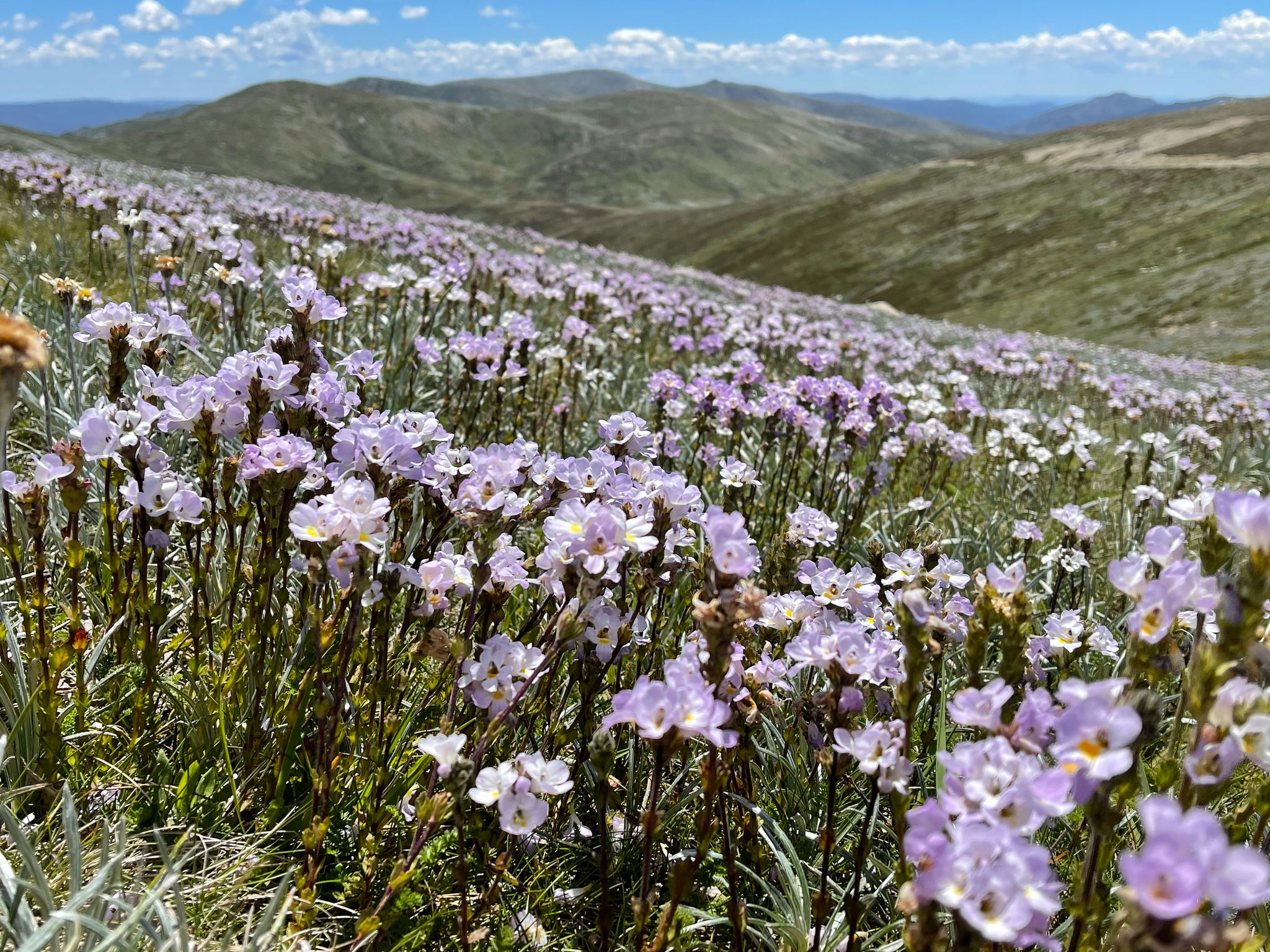
Euphrasia collina (Australie).
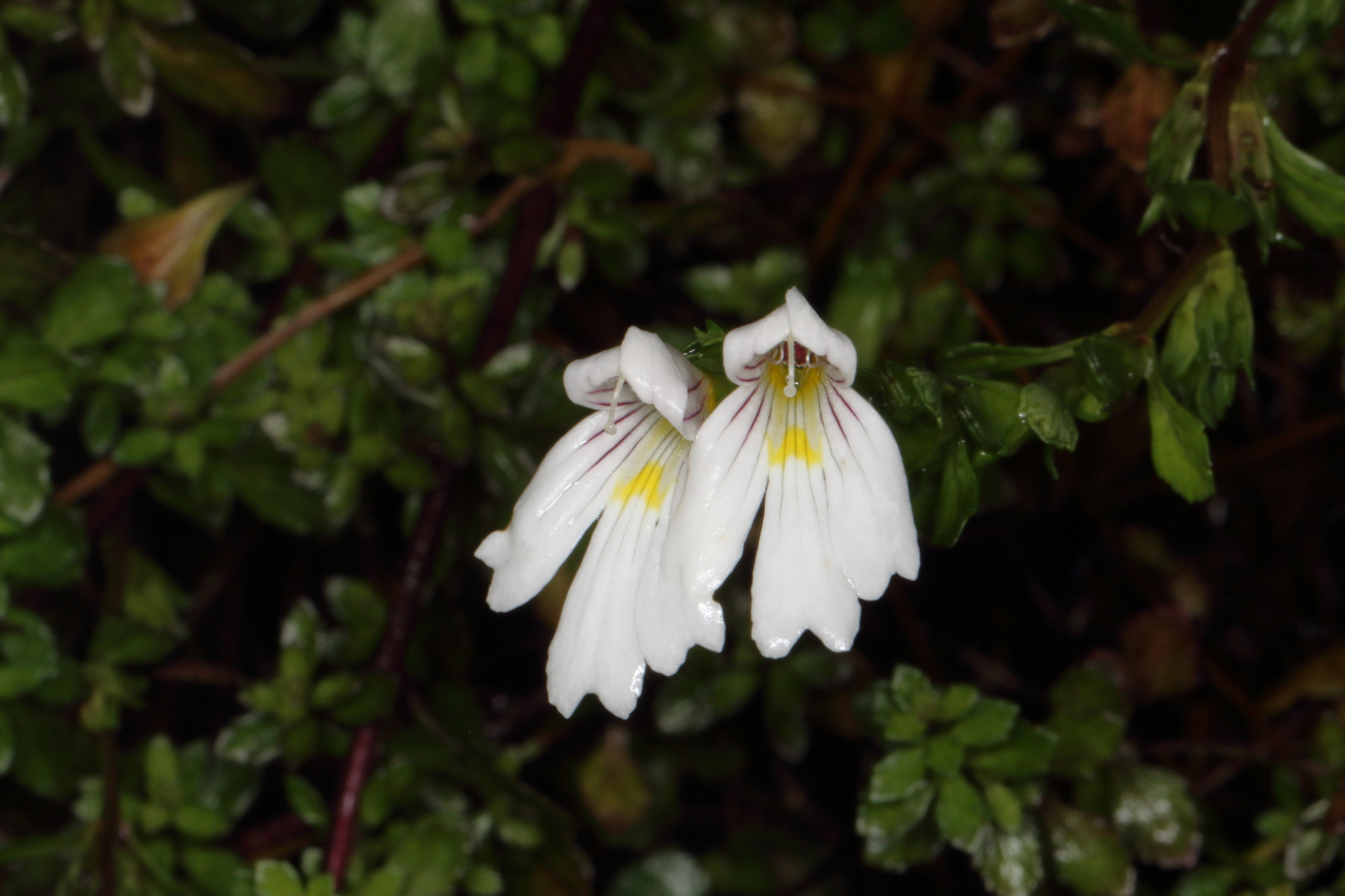
Euphrasia cuneata (Nouvelle-Zélande).
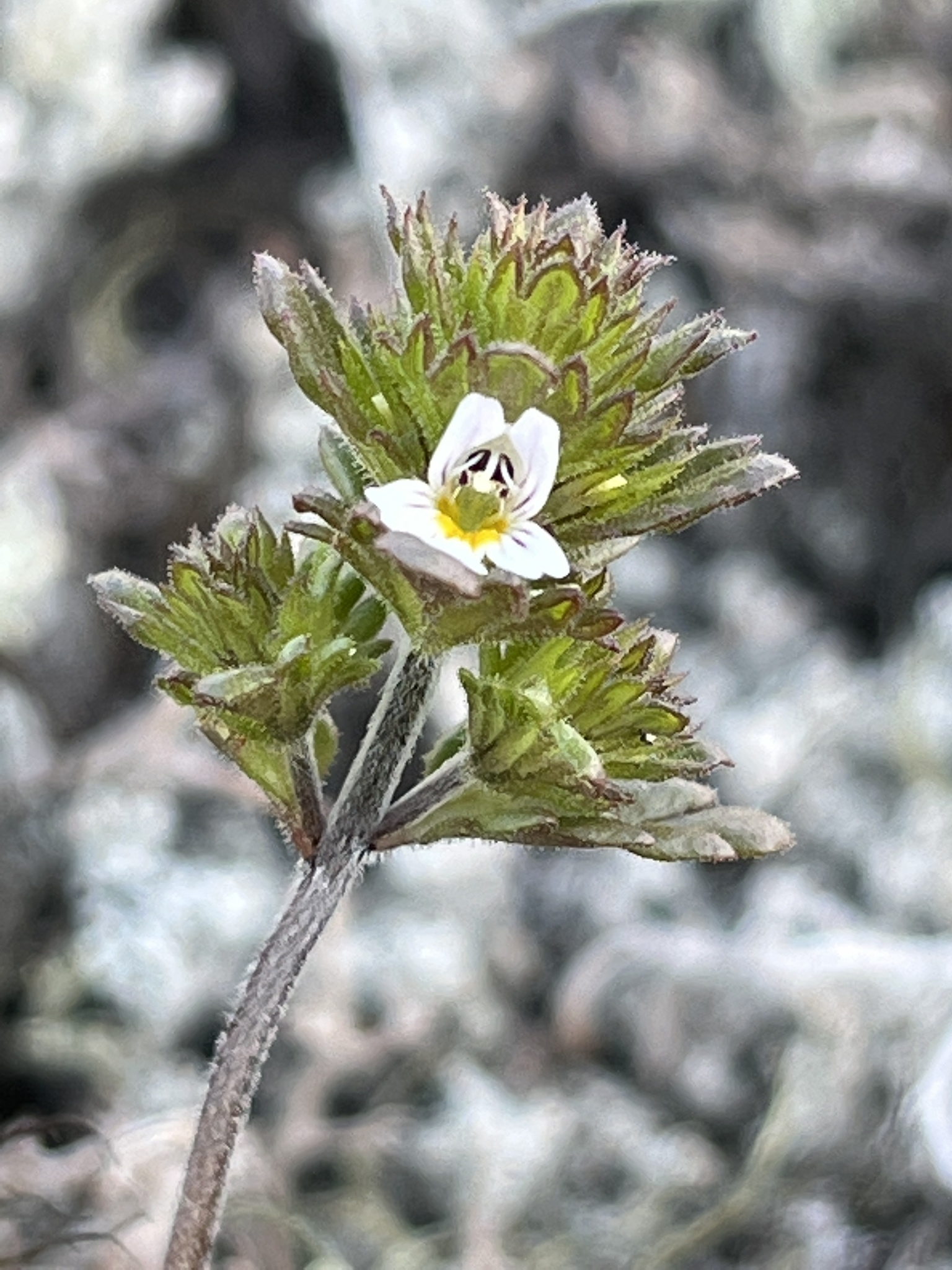
Euphrasia frigida (Groenland).
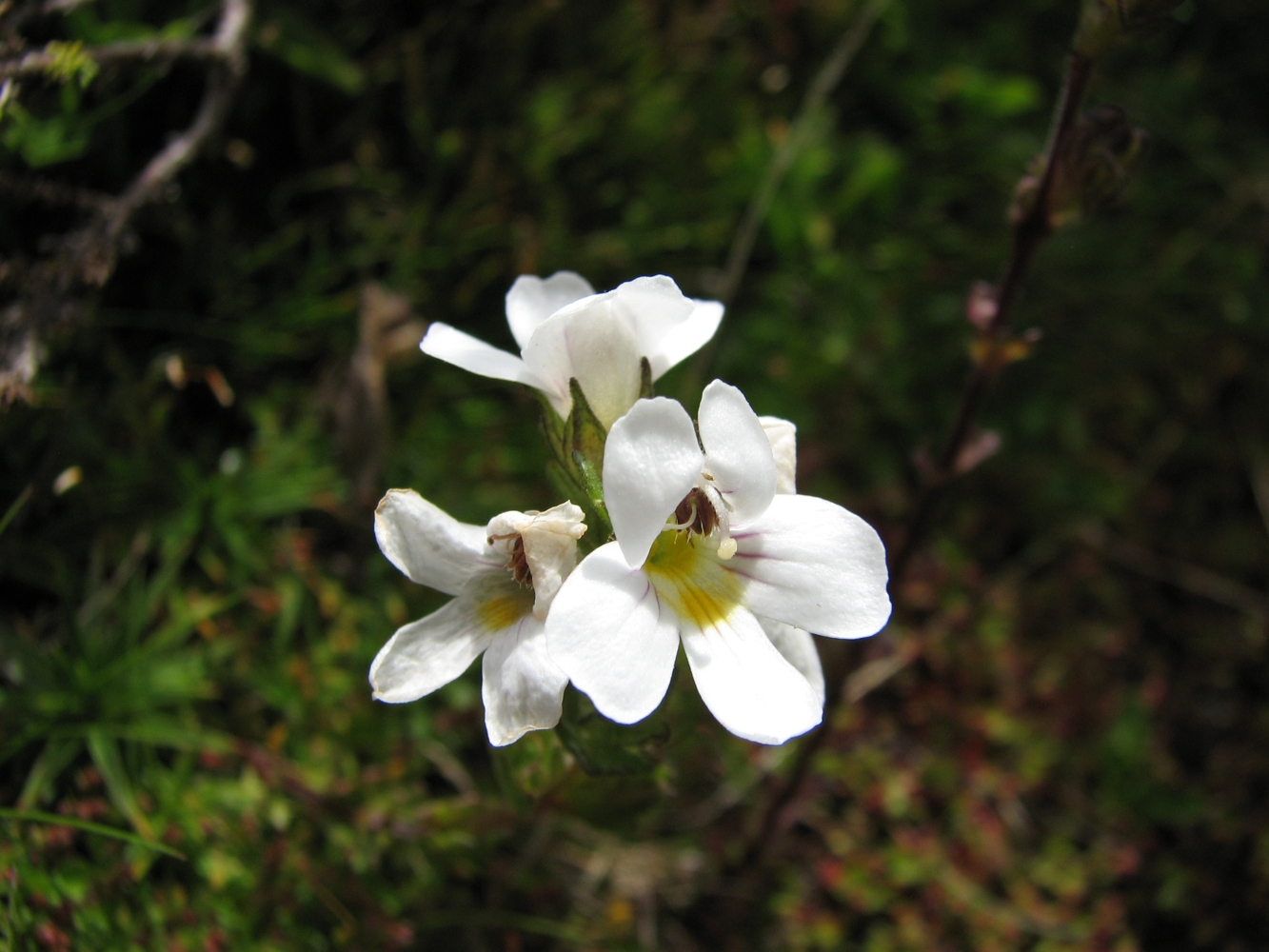
Euphrasia gibbsiae (Australie).
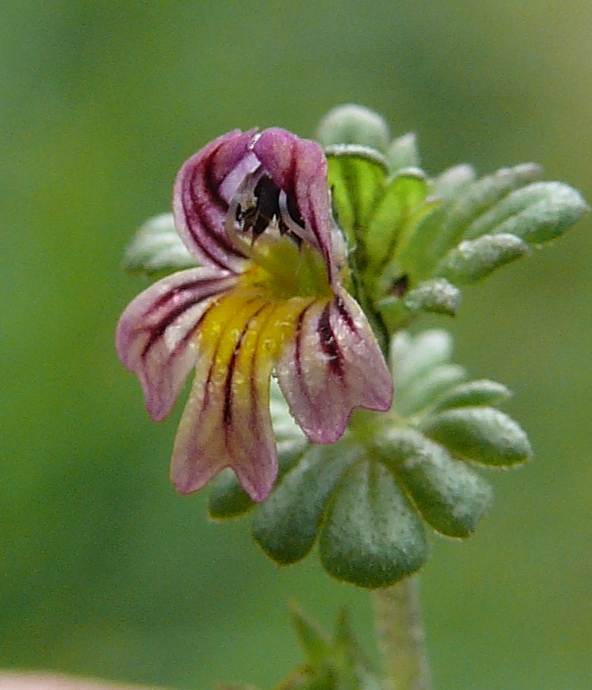
Euphrasia hirtella (Allemagne).
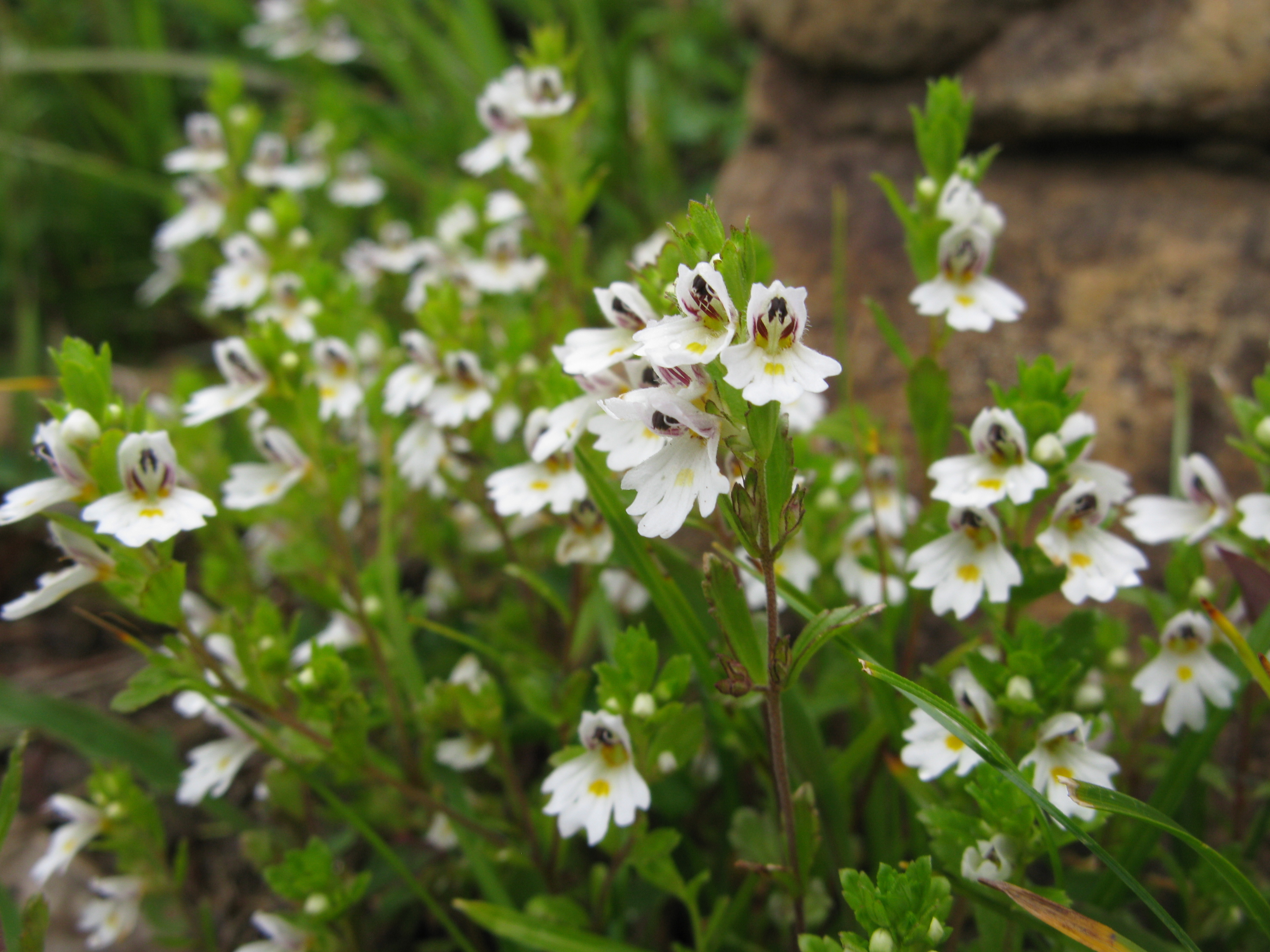
Euphrasia insignis (Japon).
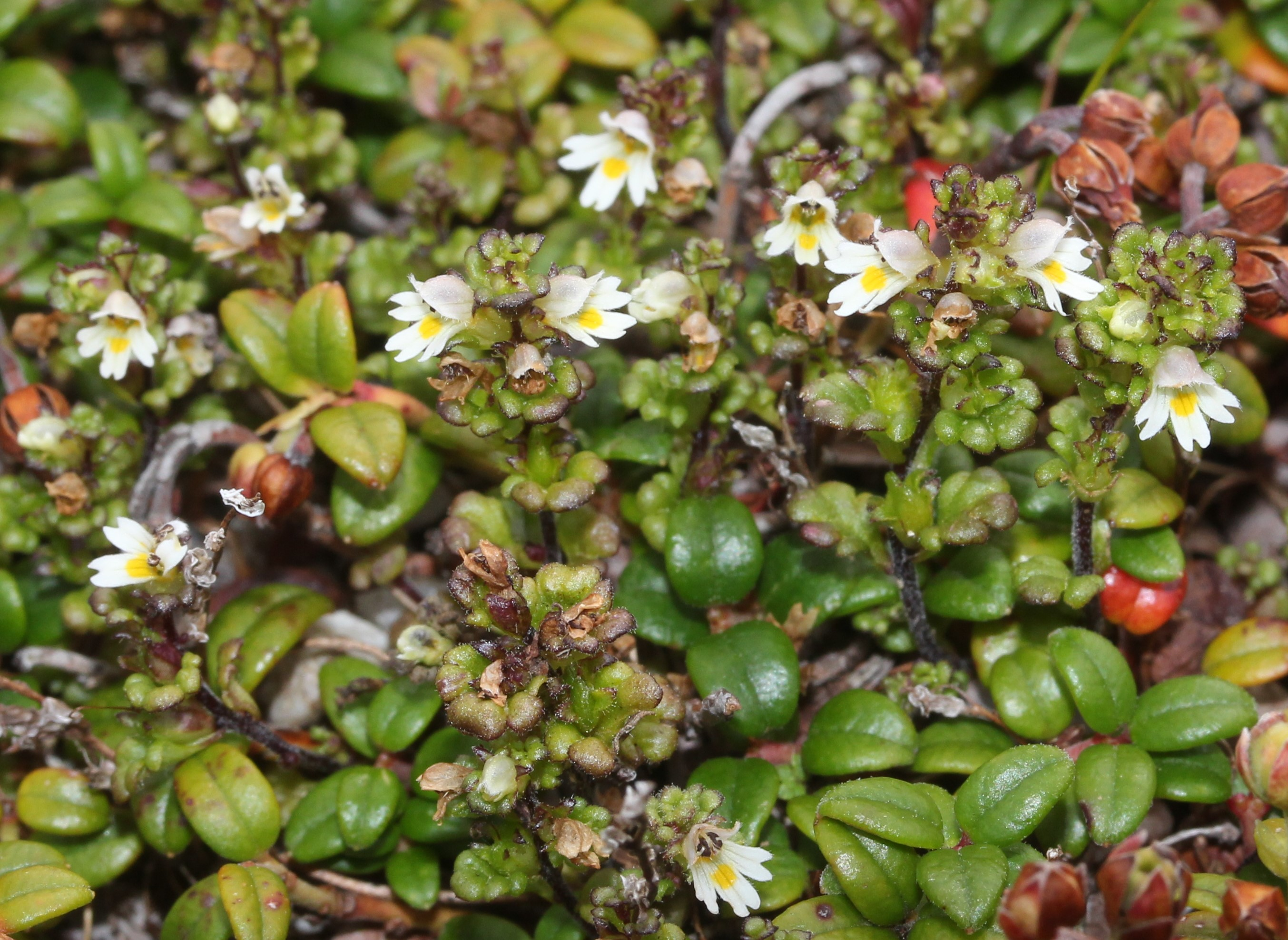
Euphrasia kisoalpina (Japon).
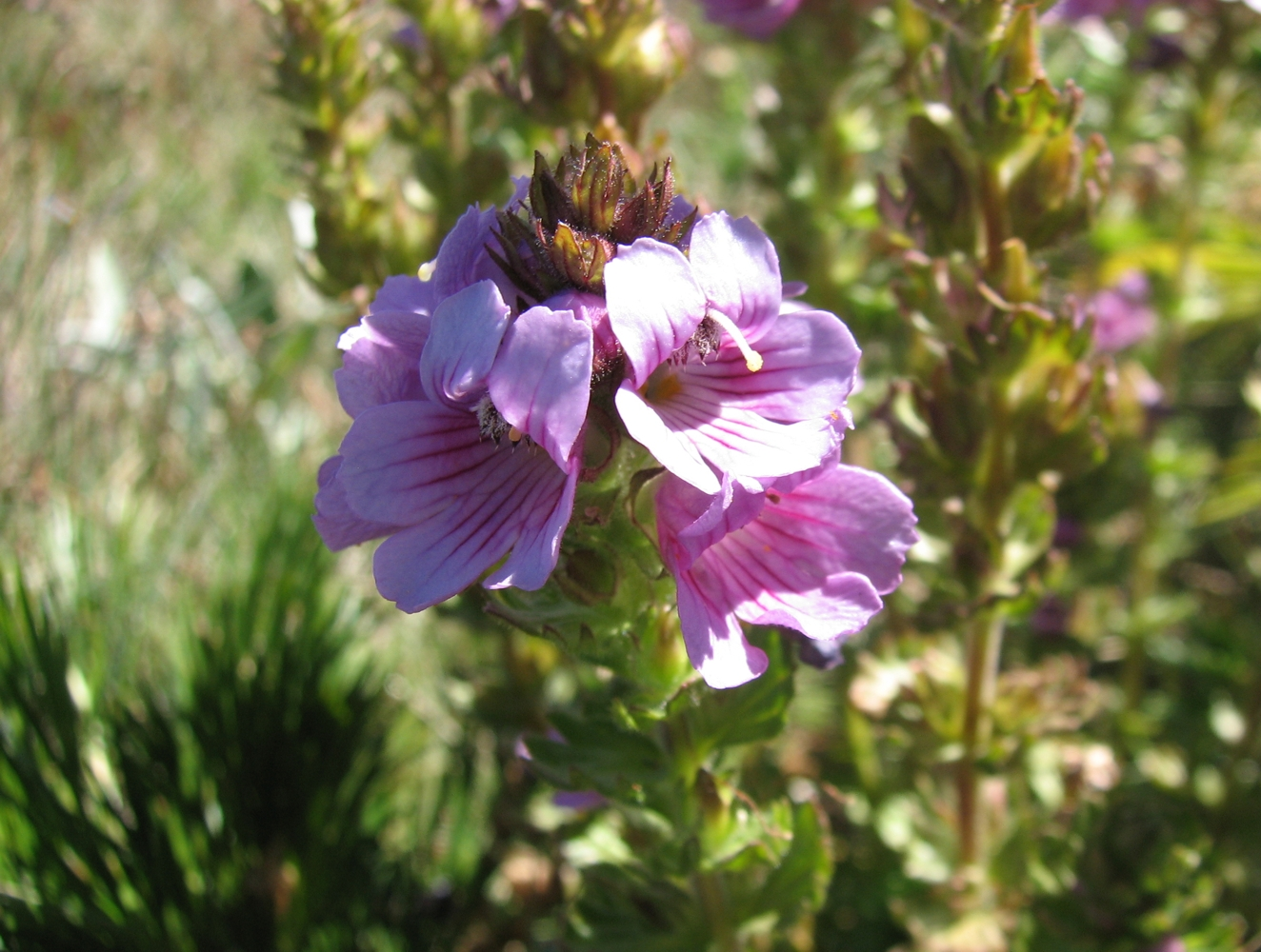
Euphrasia lasianthera (Australie).
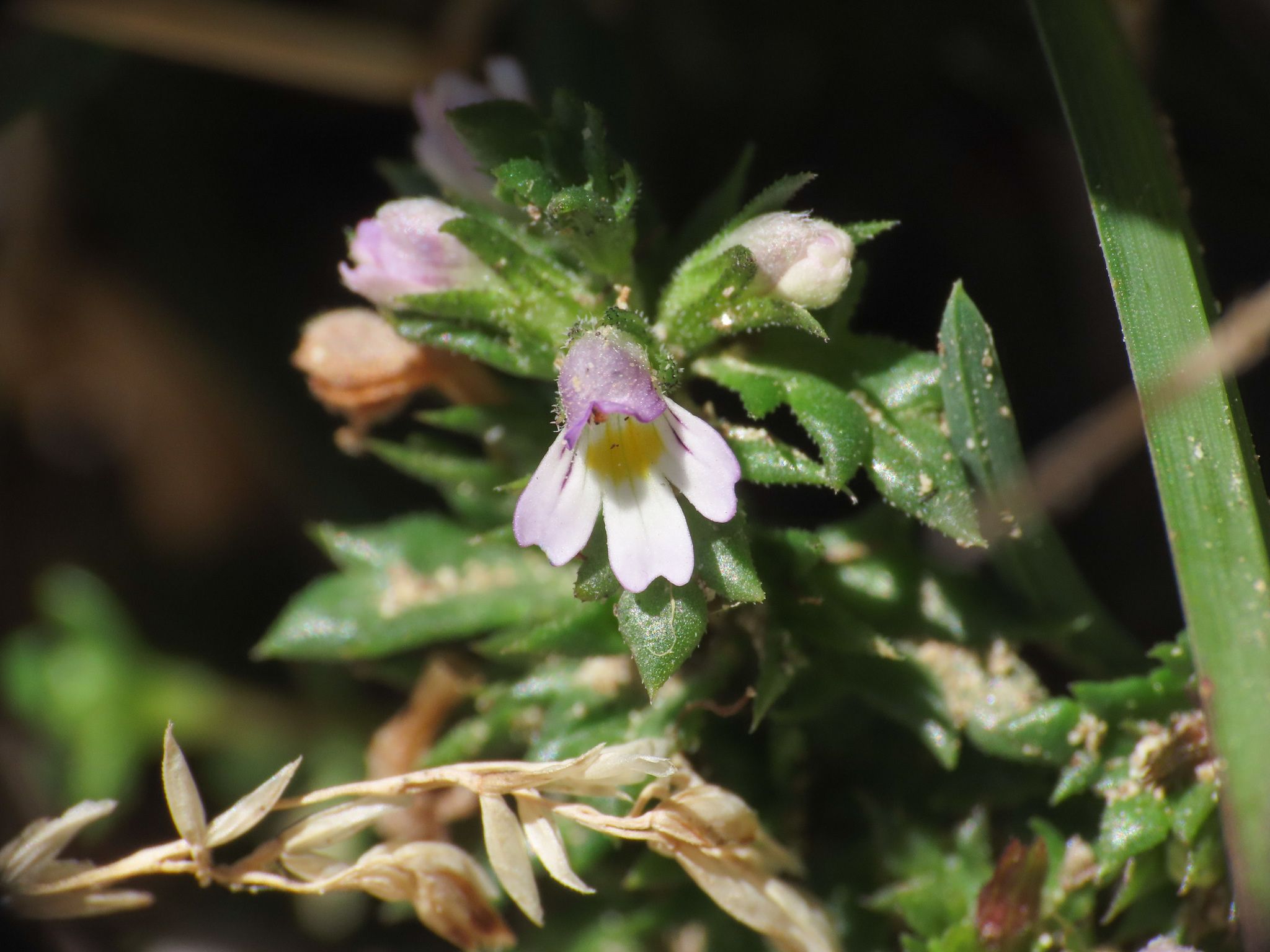
Euphrasia liburnica (Italie).
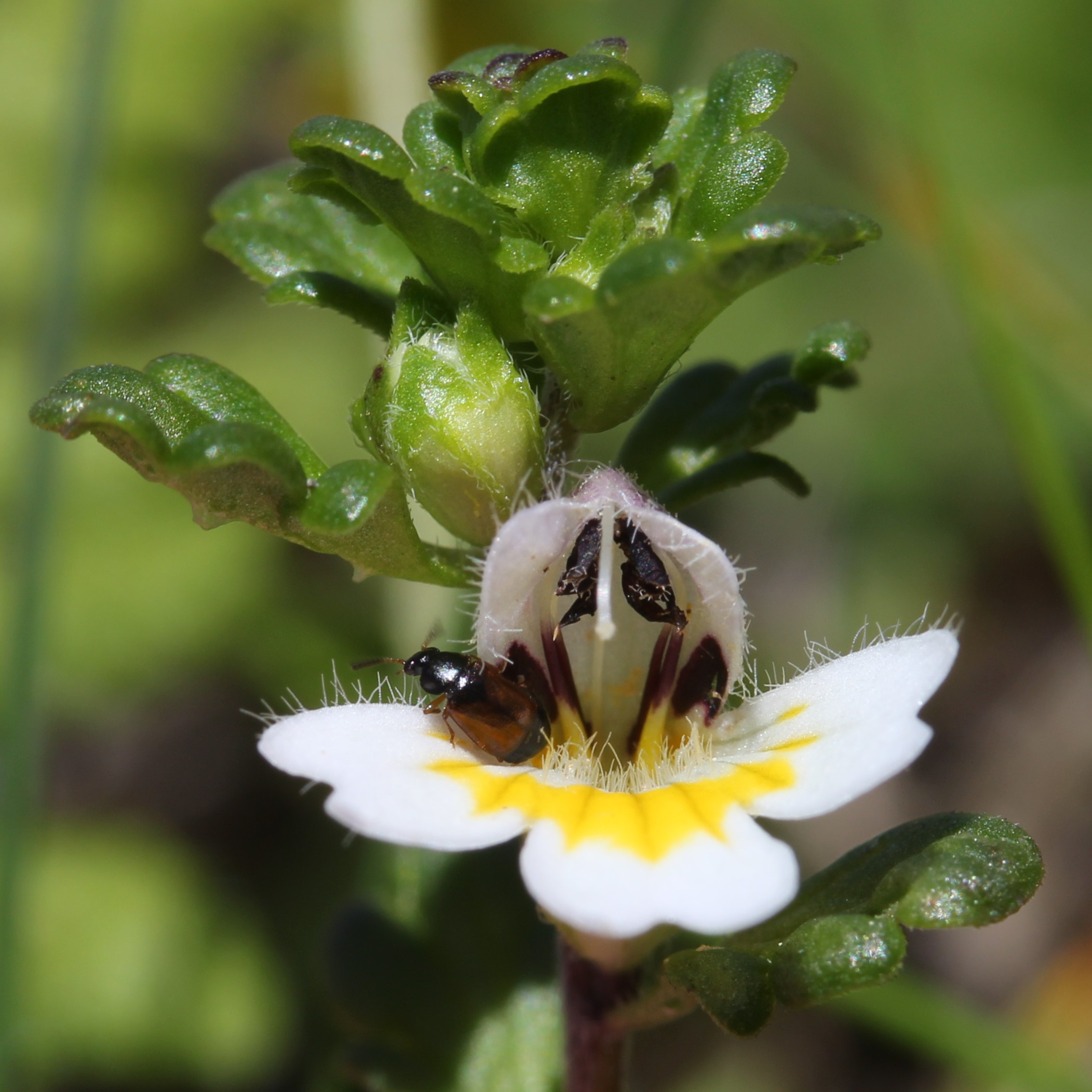
Euphrasia matsumurae (Japon).
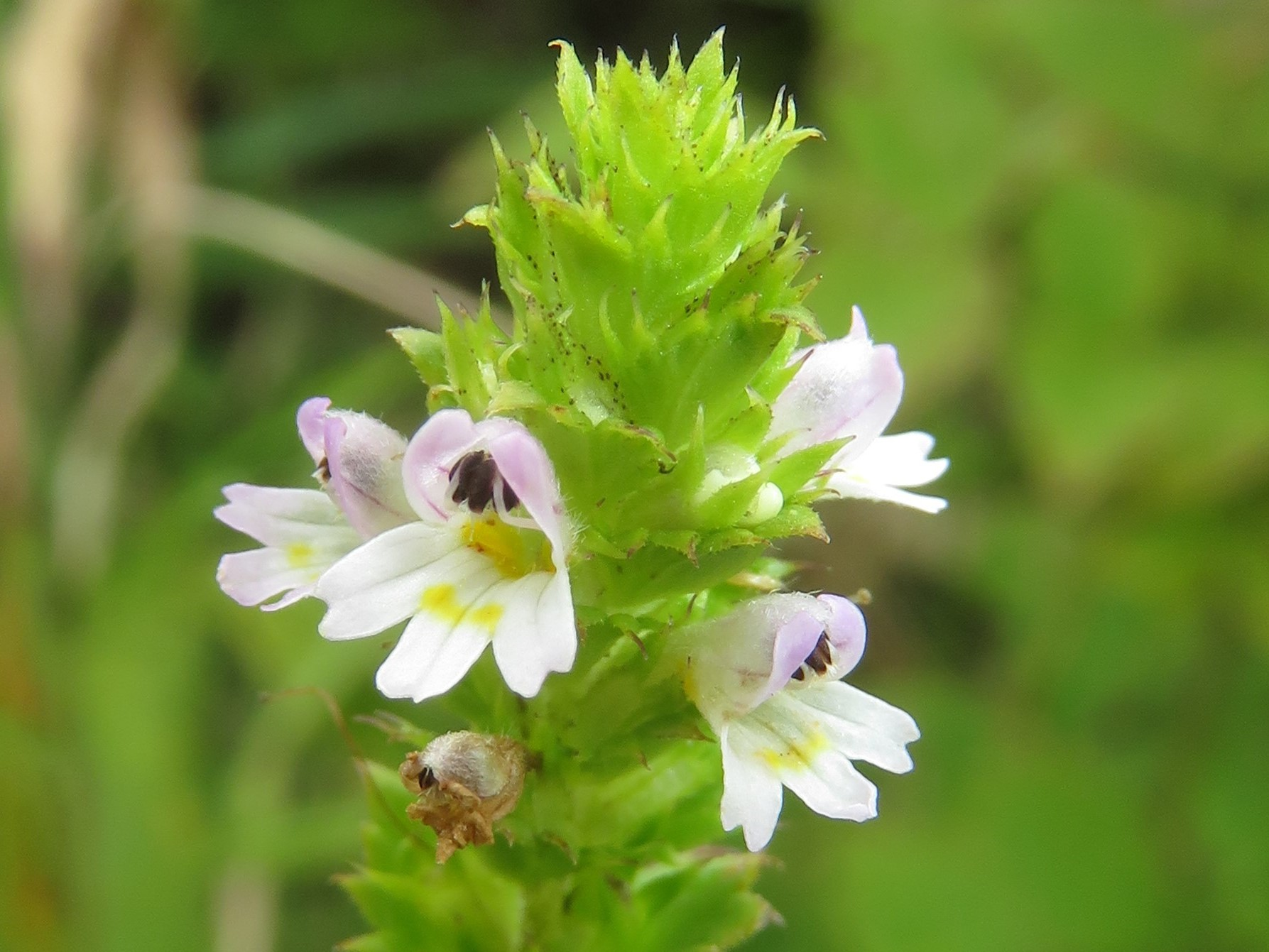
Euphrasia maximowiczii (Japon).
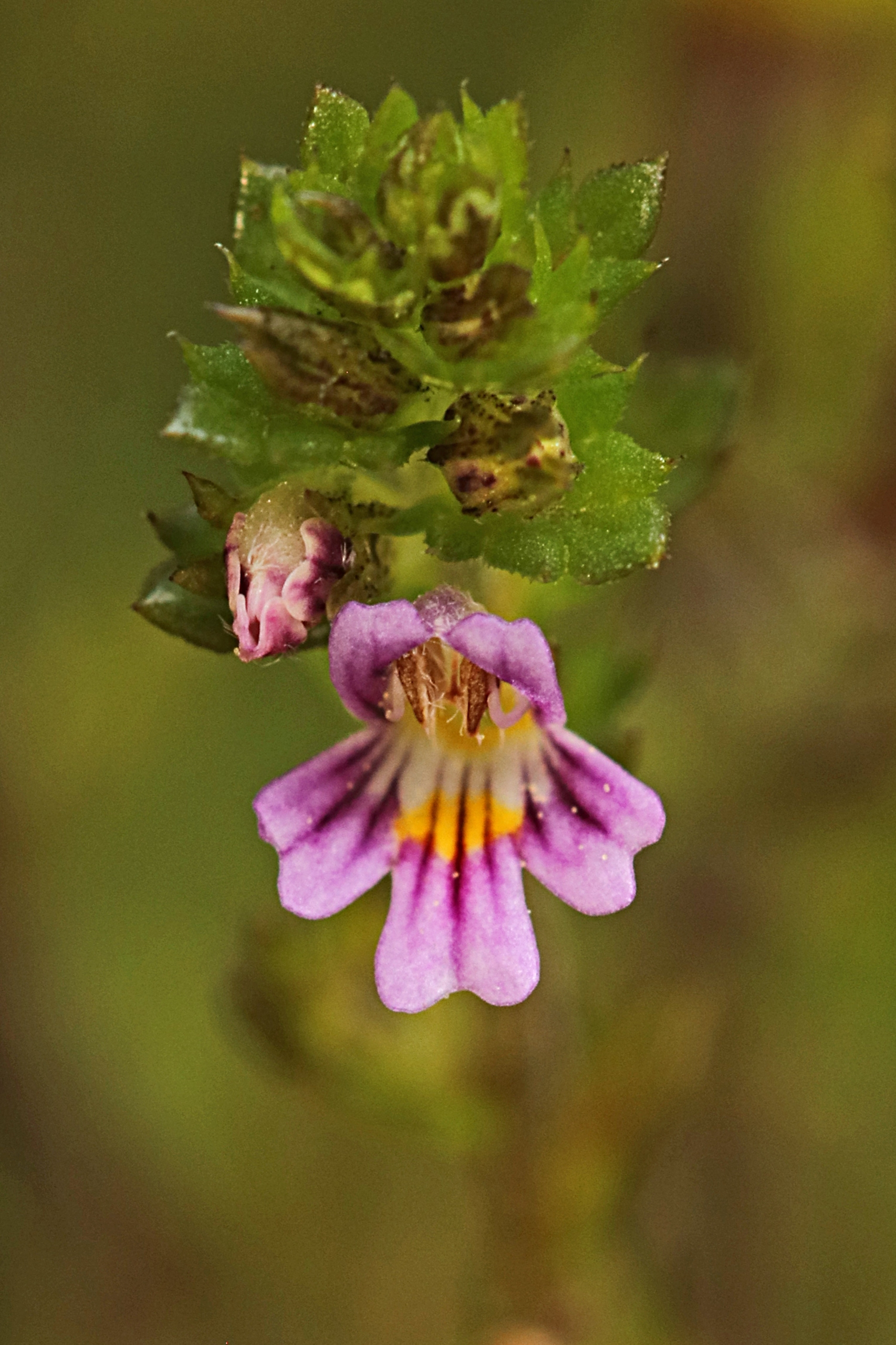
Euphrasia micrantha (Danemark).
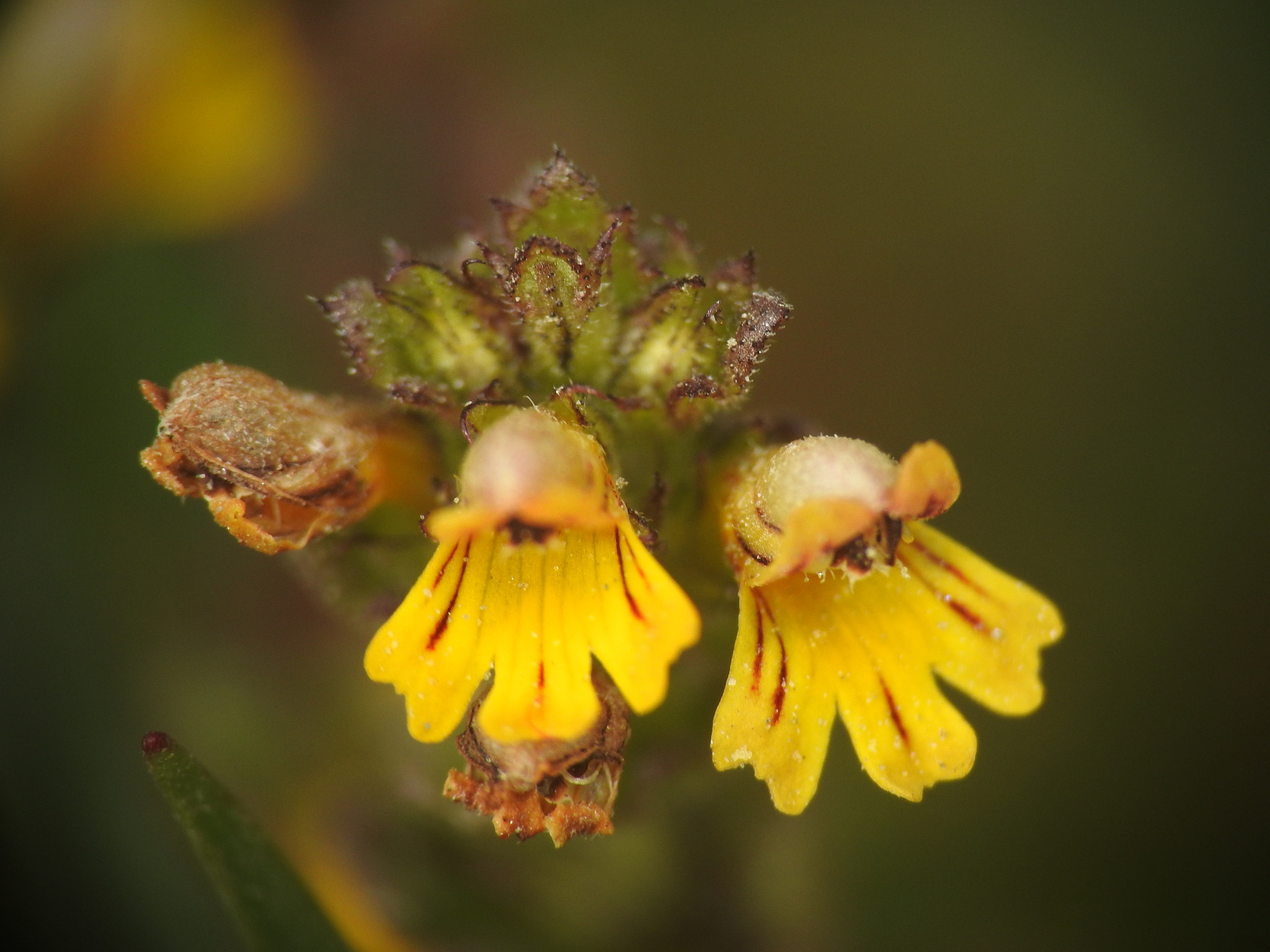
Euphrasia minima (PACA, France).
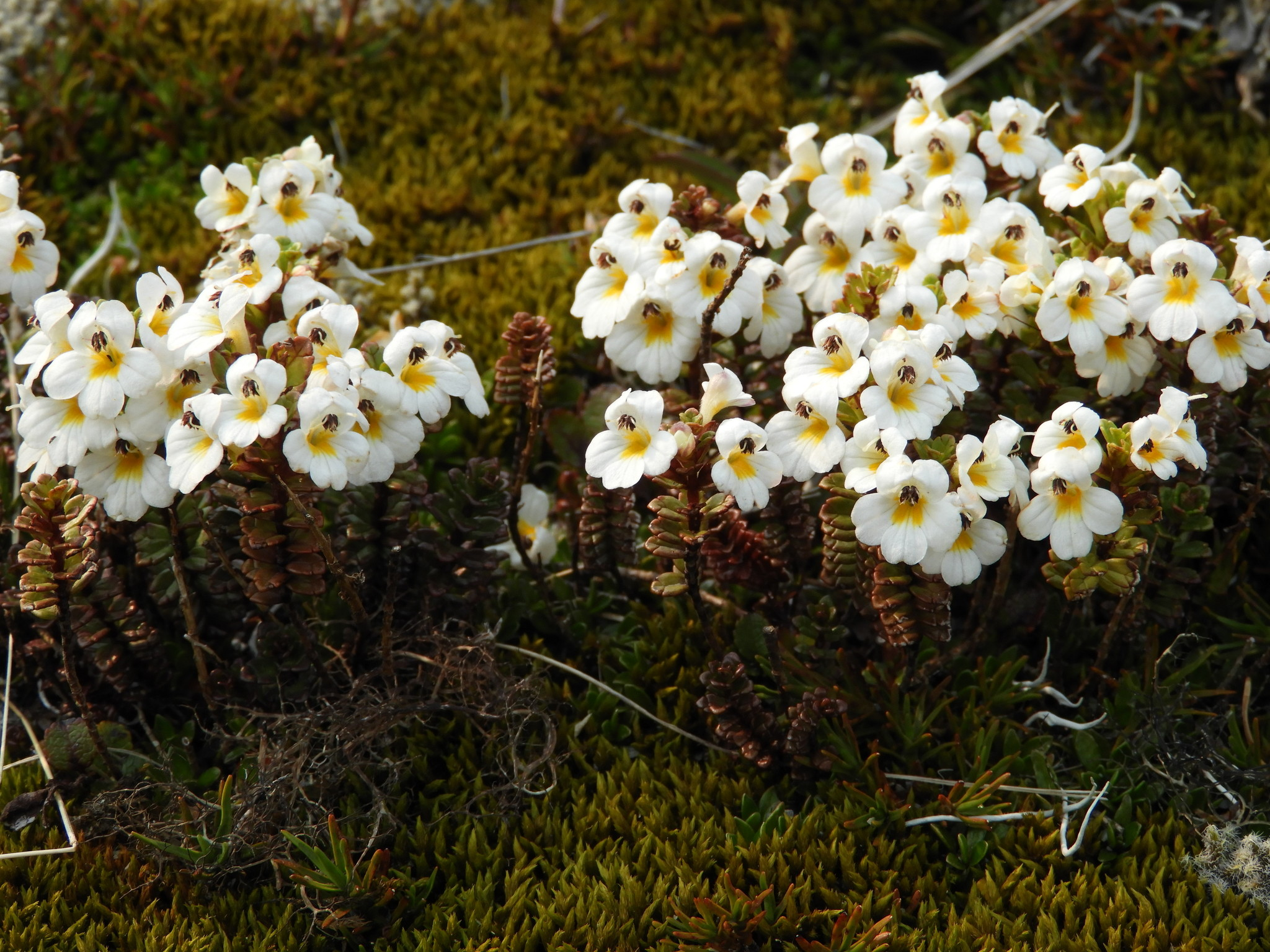
Euphrasia monroi (Tasmanie, Nouvelle-Zélande).
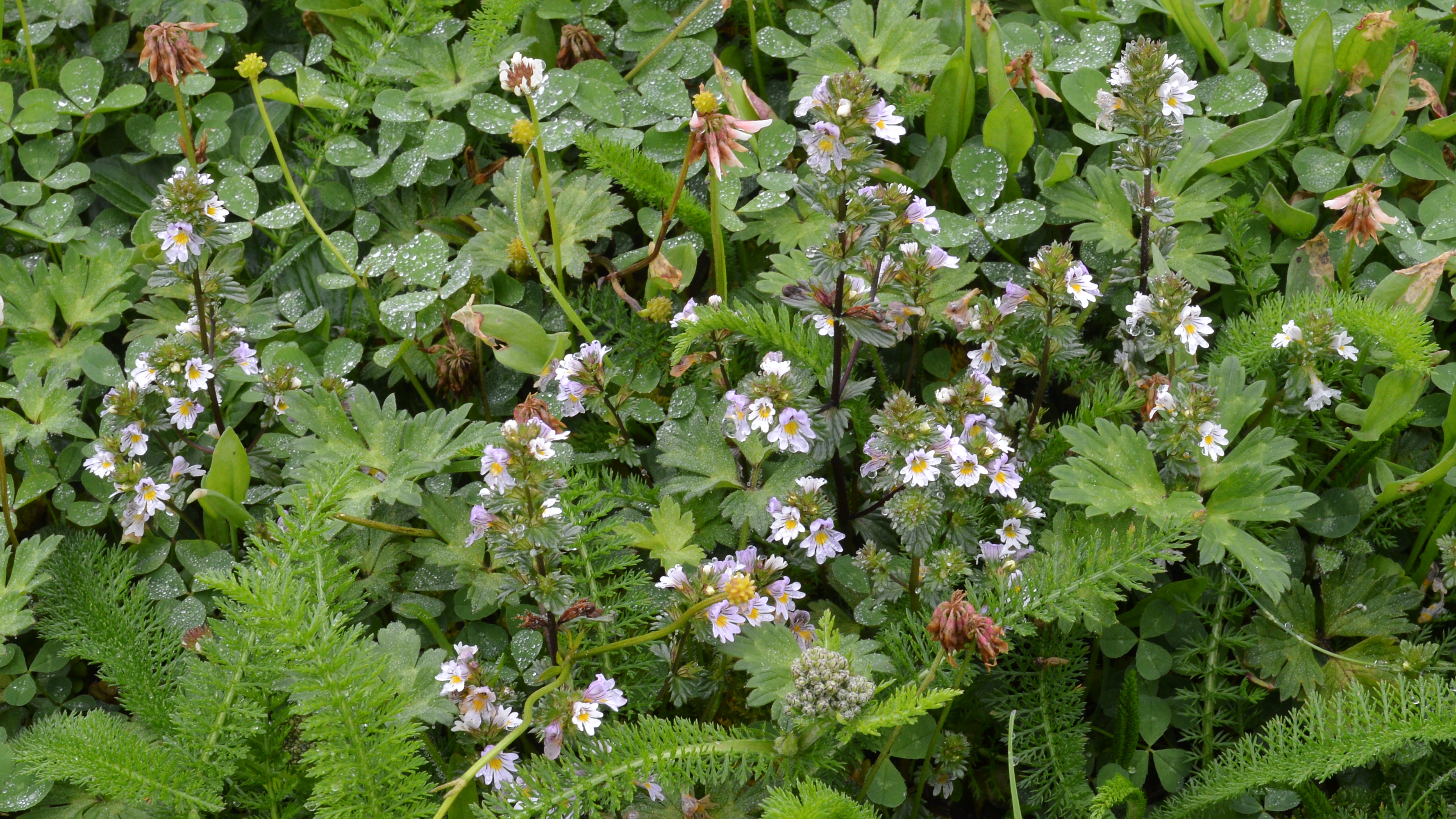
Euphrasia nemorosa (Terre-Neuve-et-Labrador, Canada).
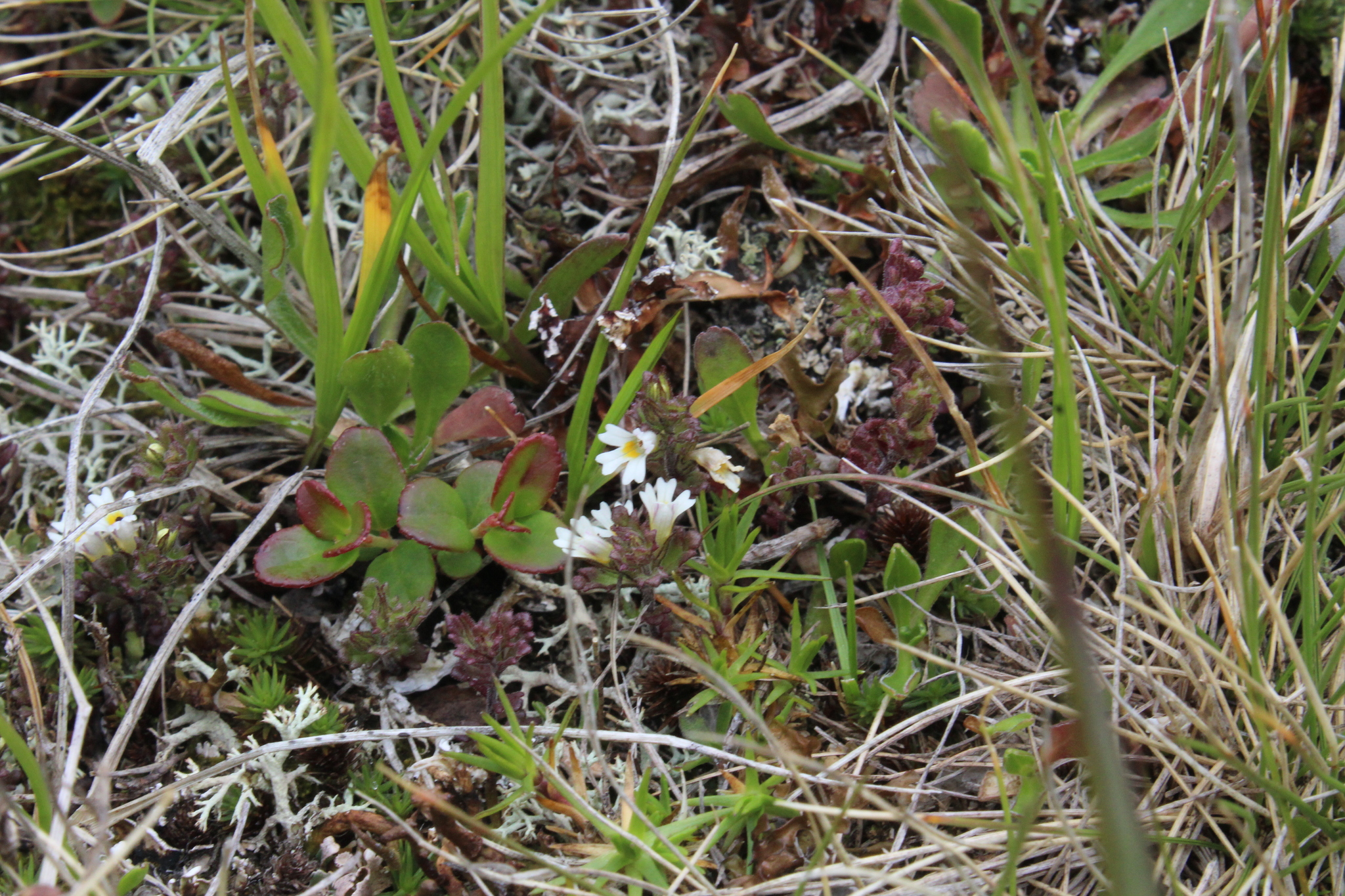
Euphrasia ossica (Karachay-Cherkessia, Russie).
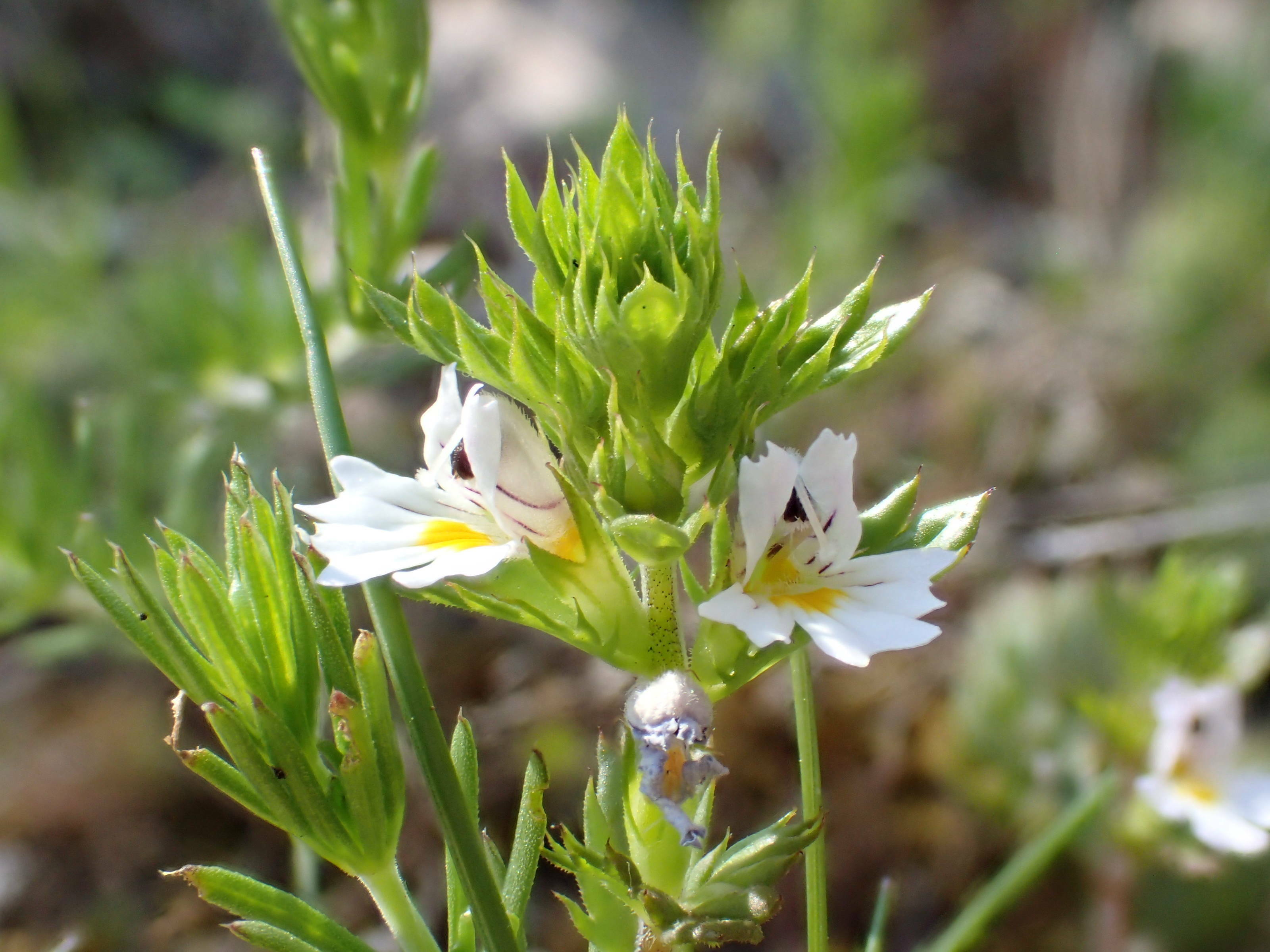
Euphrasia pectinata (Aveyron, France).
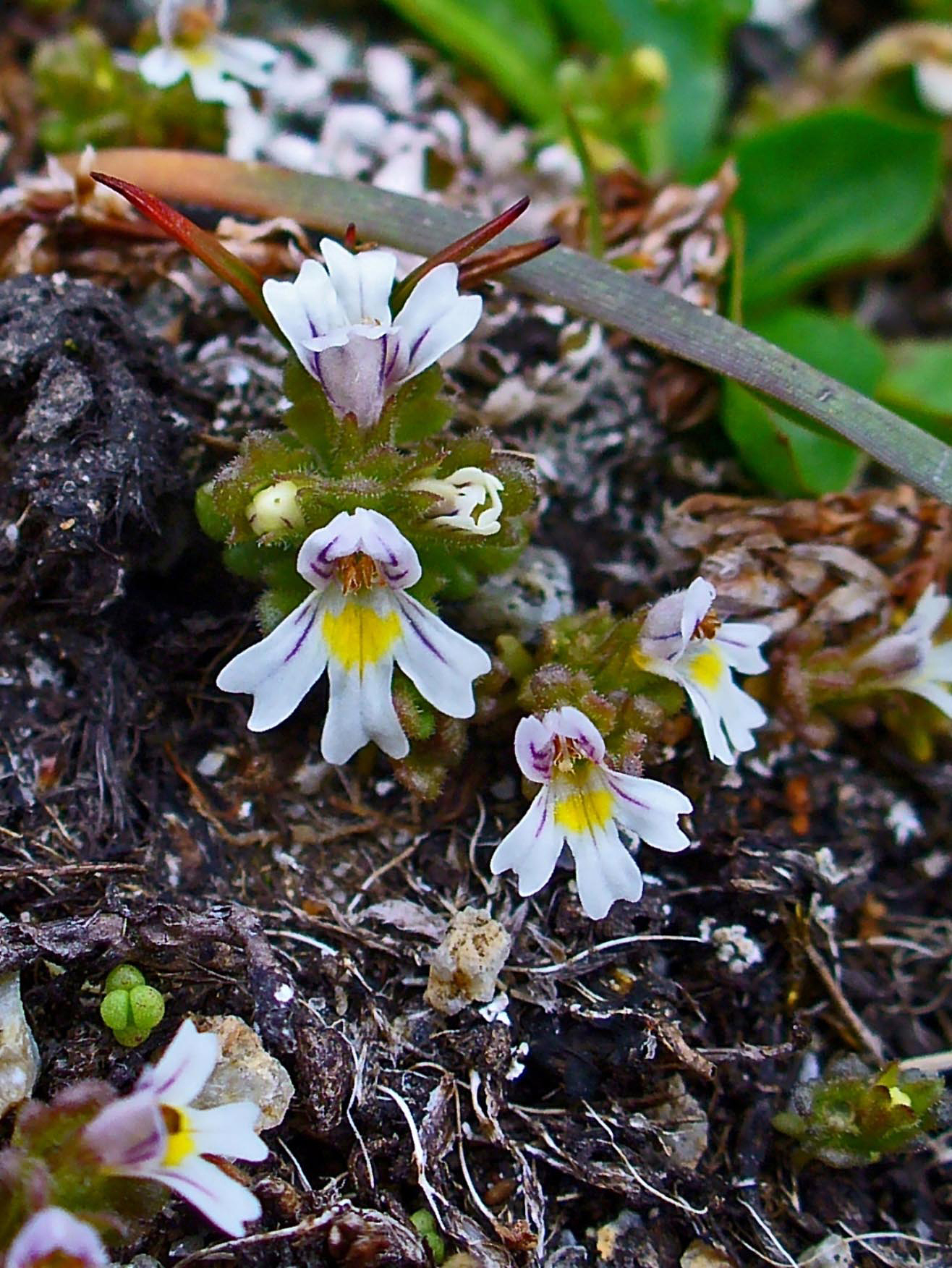
Euphrasia picta (Suisse).
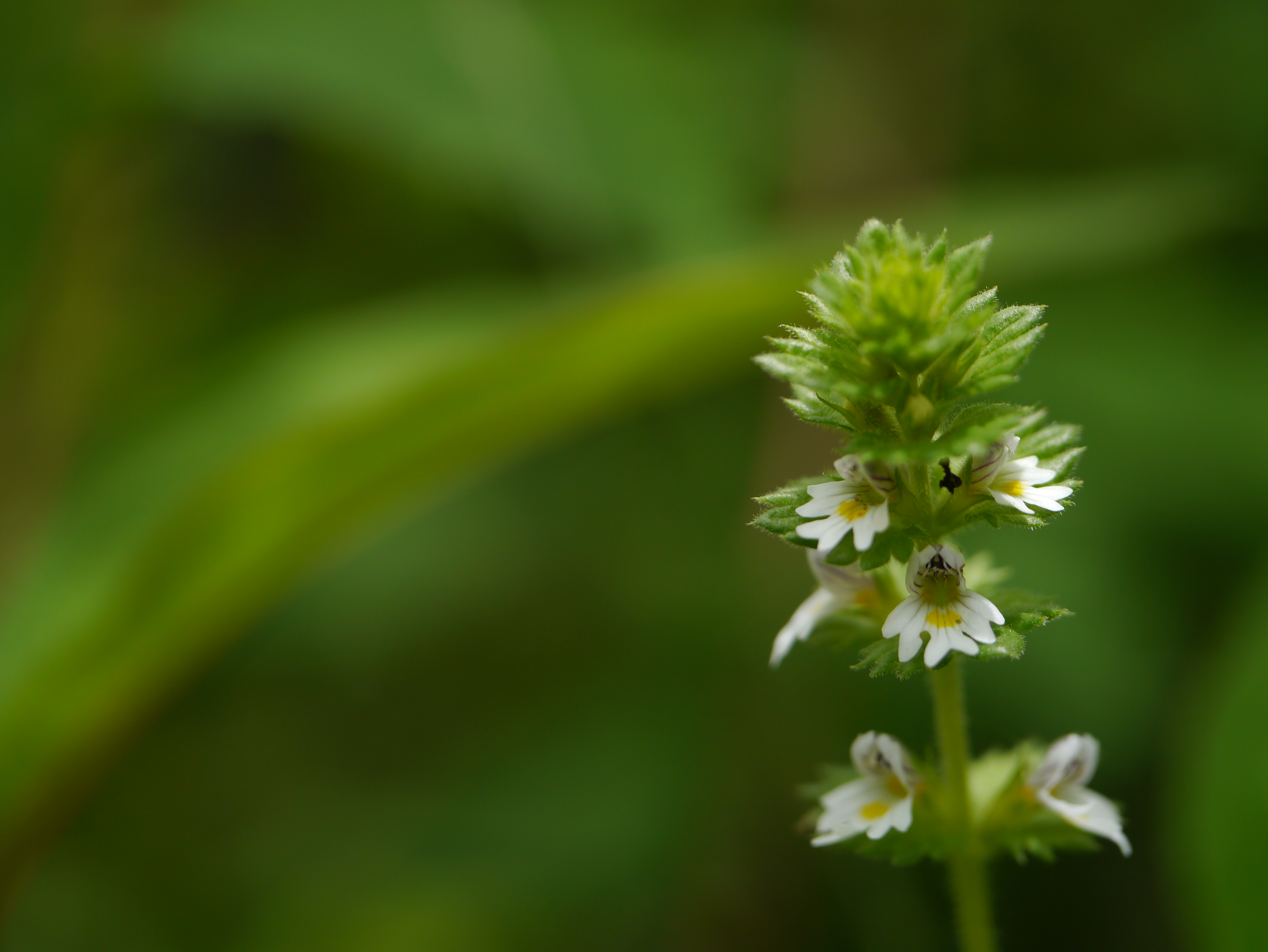
Euphrasia platyphylla (Himalaya, Inde)
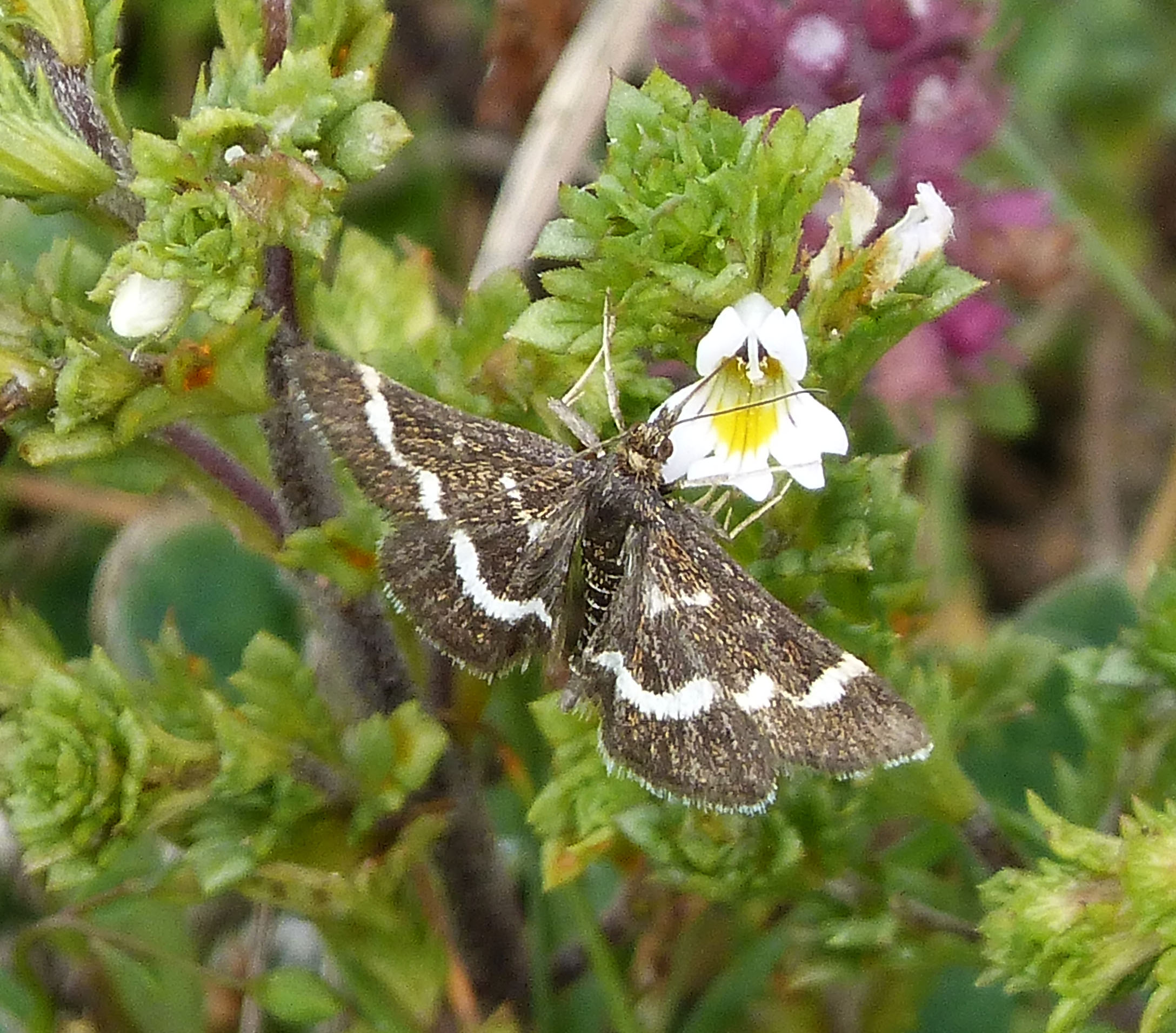
Euphrasia pseudokerneri (Angleterre)
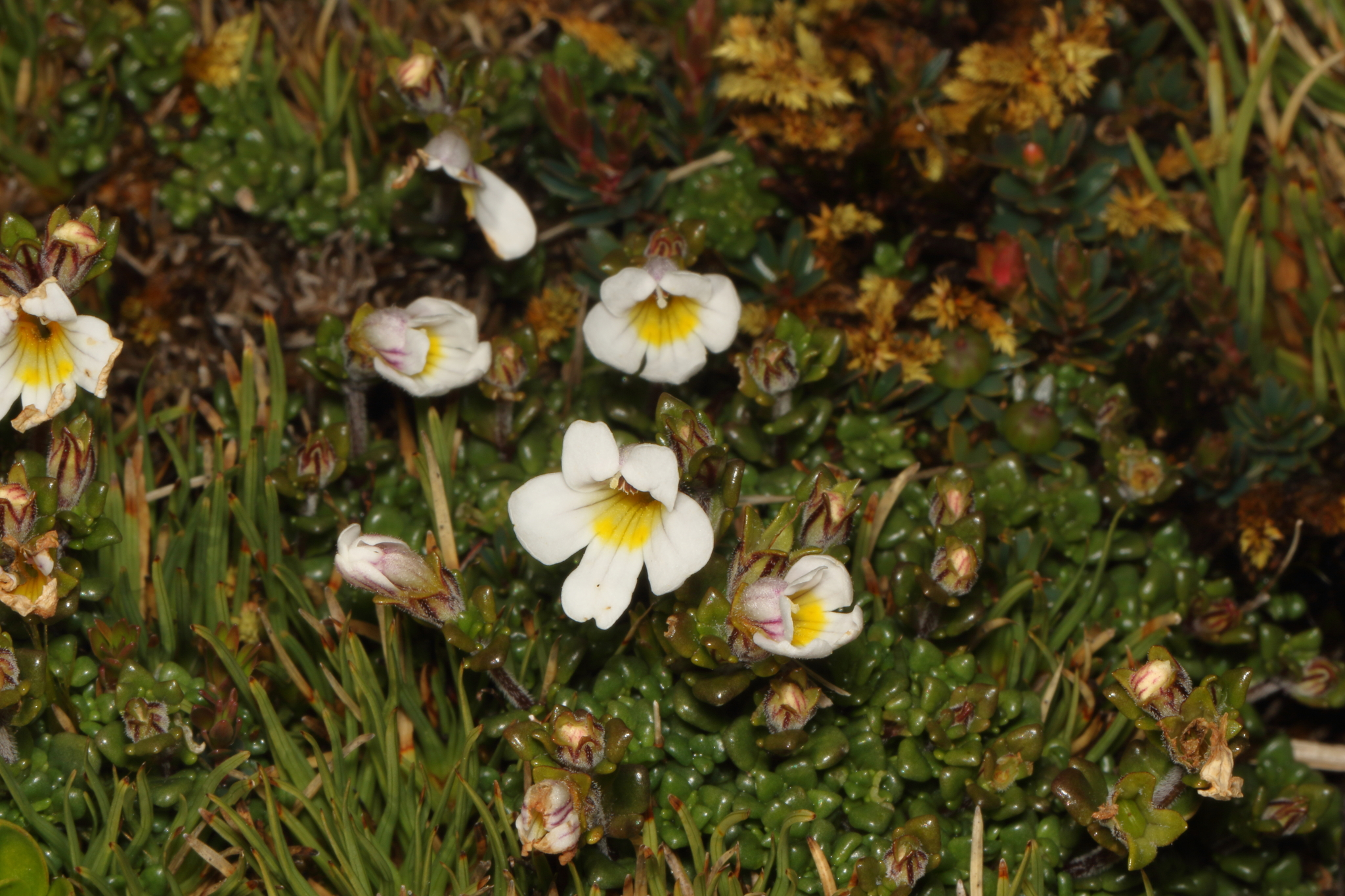
Euphrasia revoluta (Nouvelle-Zélande).
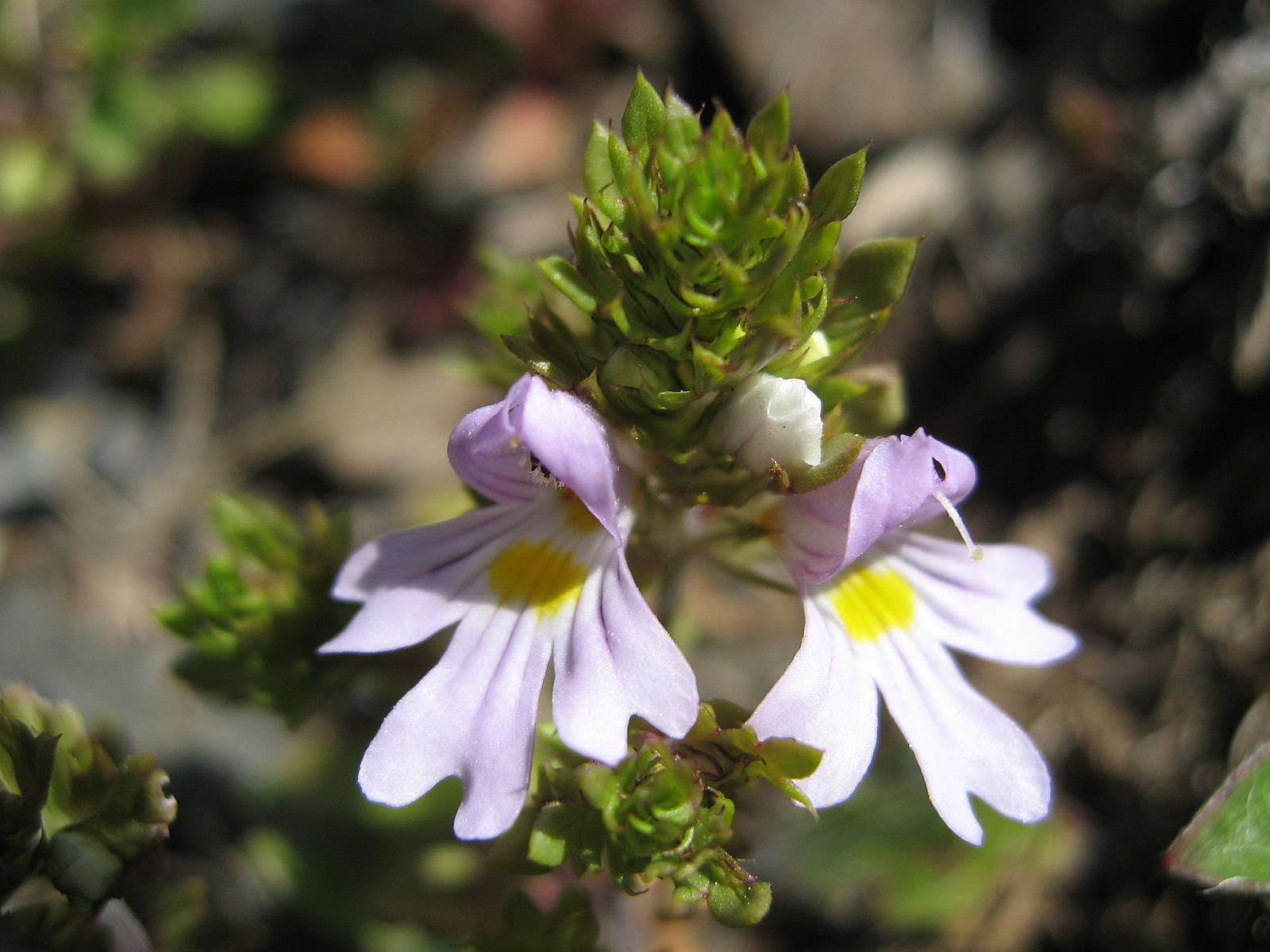
Euphrasia salisburgensis (Espagne).
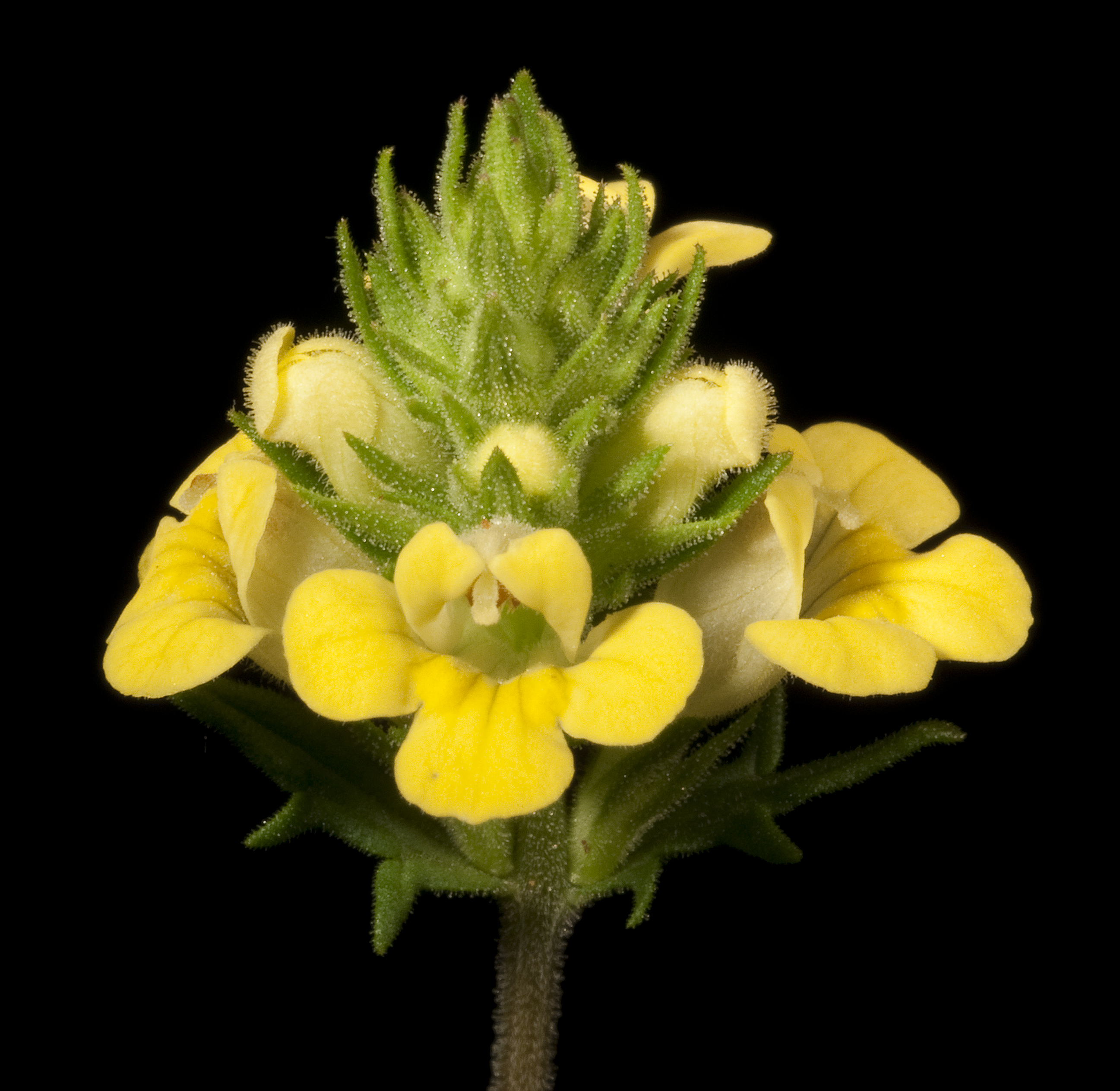
Euphrasia scabra (Australie).
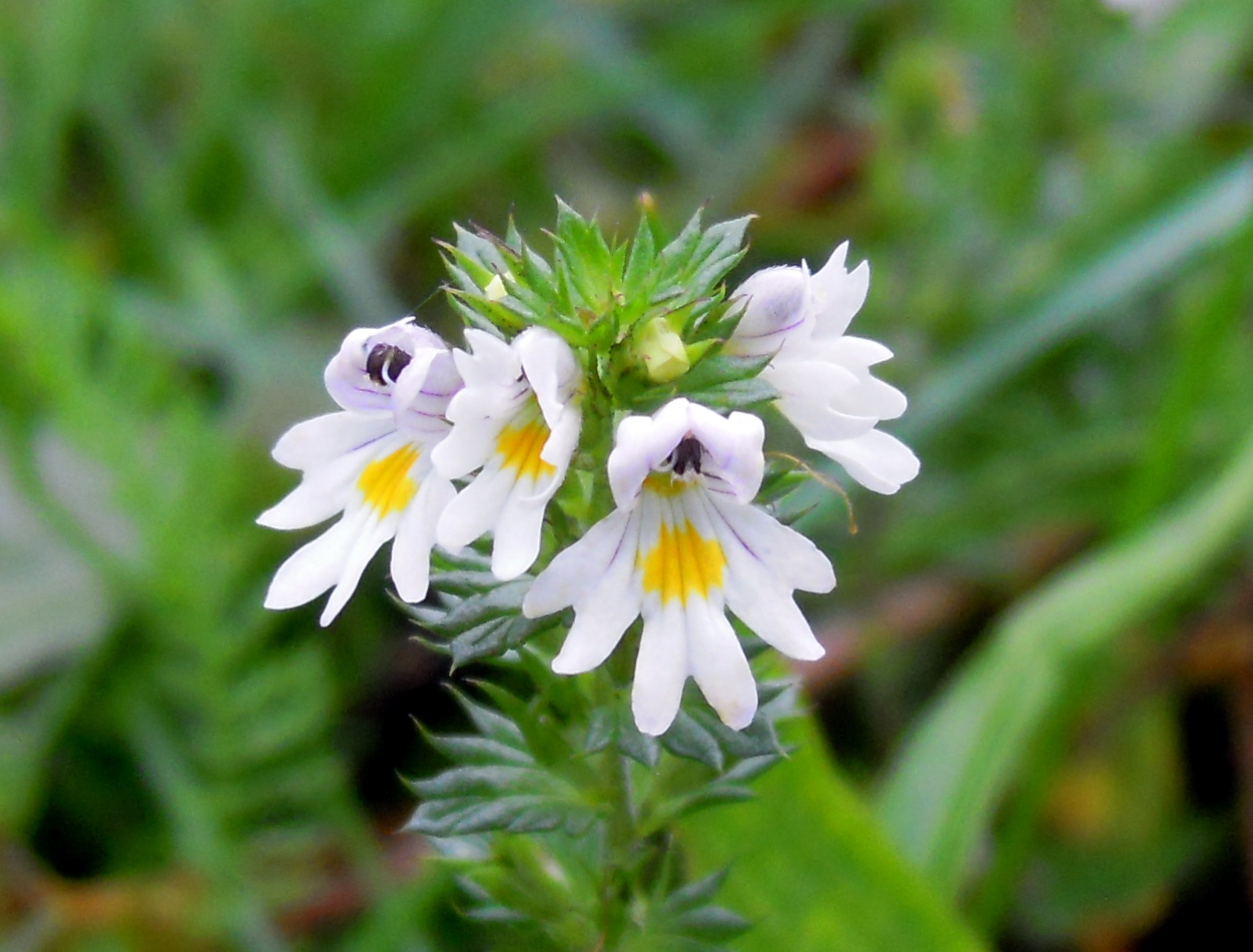
Euphrasia stricta (Norvège).
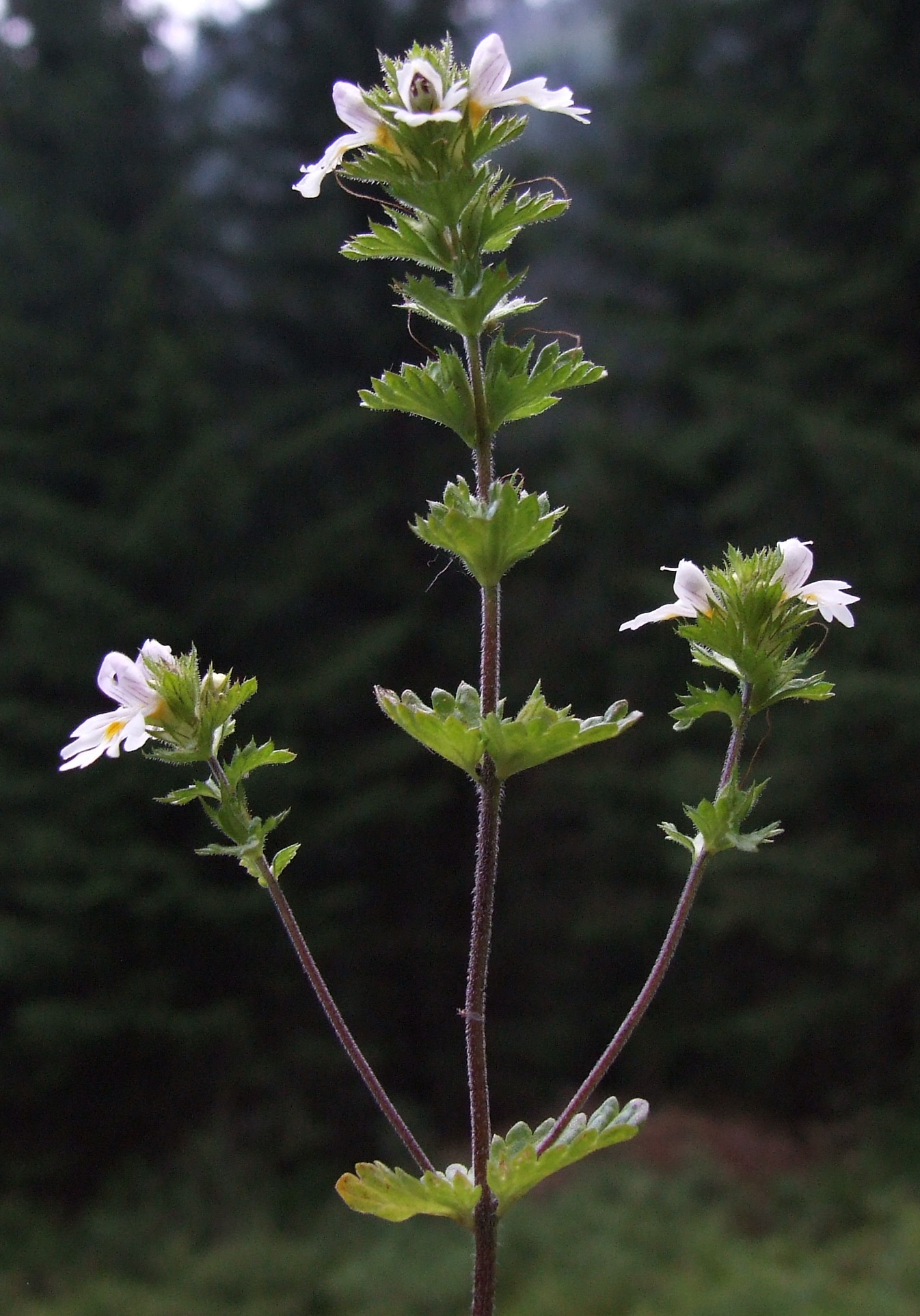
Euphrasia tatrae (Tatras, Pologne).
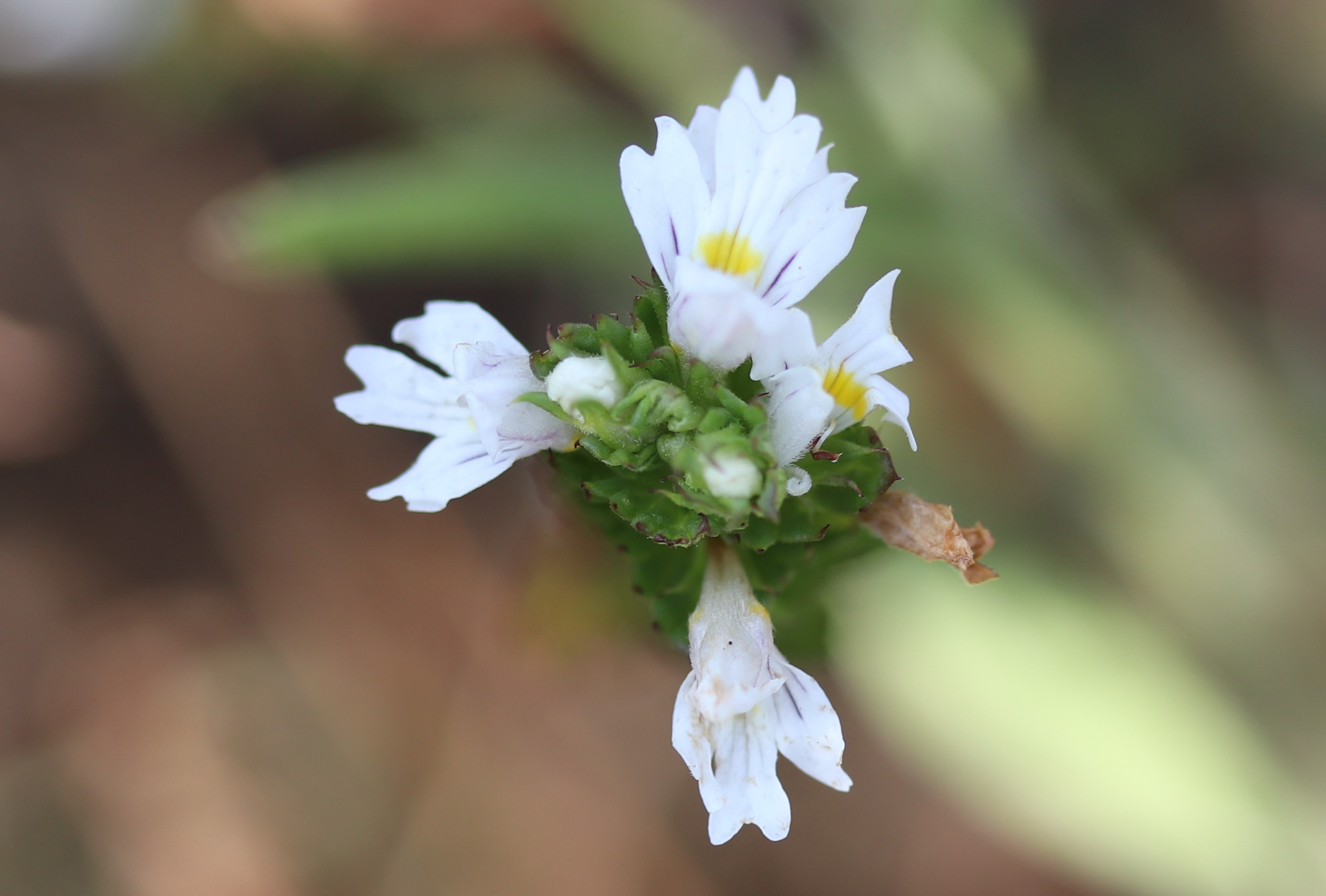
Euphrasia tetraquetra (Pays-Bas).
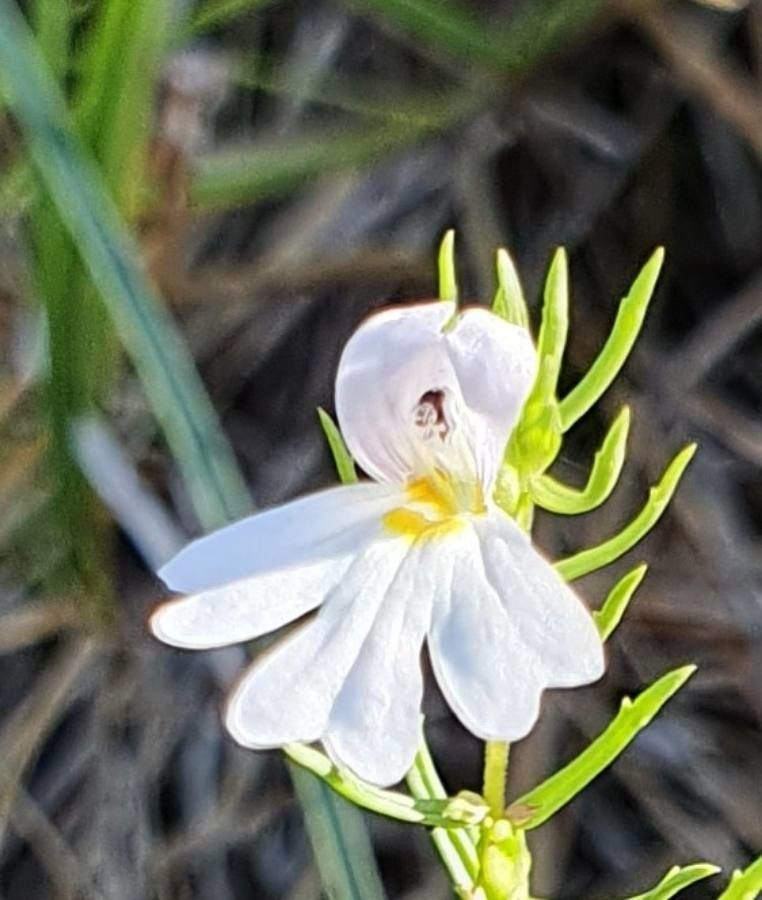
Euphrasia tricuspidata (Alpes).
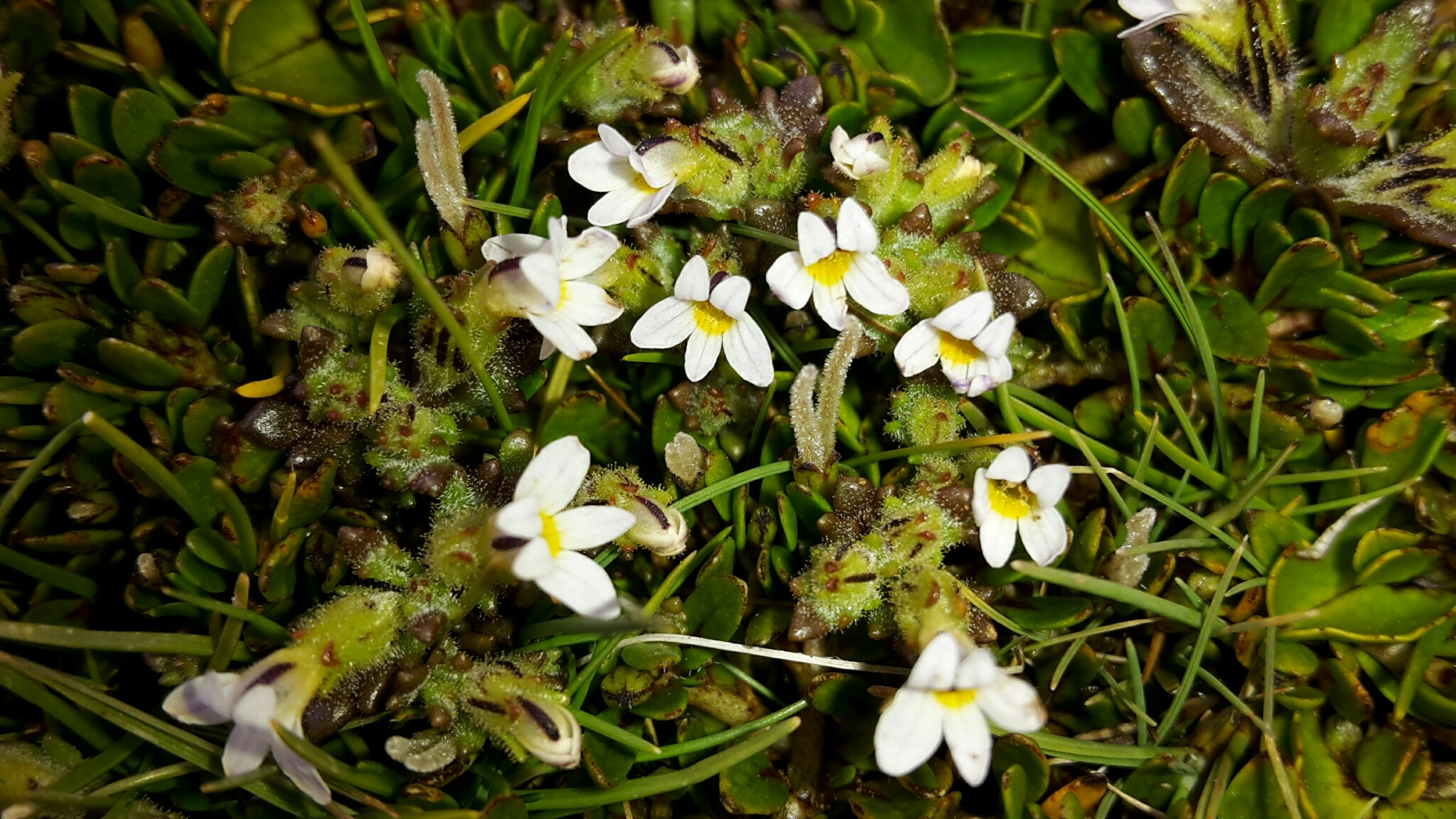
Euphrasia zelandica (Nouvelle-Zélande)

## Liste des espèces

### Espèces présentes en Belgique, France et Suisse
Liste des espèces présentes en Belgique (B),,, en France (F), et en Suisse (S) :
- Euphrasia alpina Lam., 1786 (F, S)
- Euphrasia arctica Lange ex Rostr., 1871 (F)
  - Euphrasia arctica subsp. tenuis (Brenner) Yeo, 1971 (F)
- Euphrasia cebennensis A.B.Martins, 1859 (F)
- Euphrasia christii Favrat, 1887 (F, S)
- Euphrasia cisalpina Pugsley, 1932 (F, S)
- Euphrasia cuspidata Host, 1831 (S)
- Euphrasia hirtella Jord. ex Reut., 1856 (F, S)
- Euphrasia kerneri Wettst., 1891 (F)
- Euphrasia micrantha Rchb., 1831 (B, F, S)
- Euphrasia minima Jacq. ex DC., 1805 (F, S)
  - Euphrasia minima subsp. minima (F)
- Euphrasia nana (Rouy) Prain, 1913 (F)
- Euphrasia nemorosa (Pers.) Wallr., 1815 (B, F, S)
- Euphrasia officinalis L., 1753 (F)
  - Euphrasia officinalis subsp. campestris (B)
  - Euphrasia officinalis subsp. monticola (B)
  - Euphrasia officinalis subsp. rostkoviana (Hayne) F.Towns., 1884 (B, F)
- Euphrasia pectinata Ten., 1815 (F, S)
- Euphrasia picta Wimm., 1857 (F, S)
  - Euphrasia picta subsp. picta (S)
  - Euphrasia picta subsp. arguta (F. Towns.) Yeo, 1979 (S)
- Euphrasia portae Freyn, 1893 (F, S)
- Euphrasia randii B.L.Rob., 1901 (F)
- Euphrasia rostkoviana Hayne, 1884 (B, S)
  - Euphrasia rostkoviana subsp. rostkoviana (S)
  - Euphrasia rostkoviana subsp. campestris (Jord.) Wettst. (S)
  - Euphrasia rostkoviana subsp. montana (Jord.) Wettst. (S)
- Euphrasia salisburgensis Funck, 1794 (F, S)
- Euphrasia scottica Wettst., 1896 (F)
- Euphrasia stricta D.Wolff ex J.F.Lehm., 1809 (B, F, S)
- Euphrasia tetraquetra (Bréb.) Arrond., 1863 (B, F)
- Euphrasia tricuspidata L., 1753 (S)
- Euphrasia willkommii Freyn, 1884 (F)

### Espèces présentes dans le monde
Liste de l'ensemble des espèces selon GBIF (12 novembre 2022) :
- Euphrasia abscondita Sennen
- Euphrasia adenocaulon Juz.
- Euphrasia adenonota I.M.Johnst.
- Euphrasia ajanensis Vorosch.
- Euphrasia alba Pennell
- Euphrasia albimontana Boiss.
- Euphrasia alboffii Chabert
- Euphrasia alectorolophus
- Euphrasia algoviana K.Muller & Gerstl.
- Euphrasia alii Qaiser & Siddiqui
- Euphrasia alpestris Harz
- Euphrasia alpigena Vollm.
- Euphrasia alpina Lam.
- Euphrasia alsa F.Muell.
- Euphrasia altaica Serg.
- Euphrasia amblyodonta Juz.
- Euphrasia amphisysepala W.R.Barker
- Euphrasia amplidens W.R.Barker
- Euphrasia amurensis Freyn
- Euphrasia andicola Benth.
- Euphrasia anitae Sennen
- Euphrasia antarctica Benth.
- Euphrasia aranica Sennen
- Euphrasia arctica Lange e×Rostr.
- Euphrasia arguta R.Br.
- Euphrasia aristulata Pennell
- Euphrasia aromatica Noronha
- Euphrasia arveti Sennen
- Euphrasia asperrima Sennen
- Euphrasia atropurpurea (Rostr.) Ostenf.
- Euphrasia atroviolacea Durieu
- Euphrasia australis Petrie
- Euphrasia azorica H.C.Watson
- Euphrasia bajankolica Juz.
- Euphrasia bakurianica Juz.
- Euphrasia bavarica Callen
- Euphrasia bella S.T.Blake
- Euphrasia bhutanica Pugsley
- Euphrasia bicknelli Wettst.
- Euphrasia bicolcor Ruiz & Pav.
- Euphrasia bipinnatifida Sessé & Moc.
- Euphrasia bonifaciensis Rouy
- Euphrasia boraei Rouy
- Euphrasia borderi Sennen
- Euphrasia borneensis Stapf
- Euphrasia bottnica Kihlm.
- Euphrasia bowdeniae W.R.Barker
- Euphrasia brevilabris Yi F.Wang, Y.S.Lian & G.Z.Du
- Euphrasia broussei Sennen
- Euphrasia caerulea Tausch
- Euphrasia calida Yeo
- Euphrasia callosa Pennell
- Euphrasia cambrica Pugsley
- Euphrasia campbellae Pugsley
- Euphrasia cantareirae Sleumer
- Euphrasia capensis Burm.f.
- Euphrasia carpetana Boiss. e×Rothm.
- Euphrasia catalaunica Sennen & Pau
- Euphrasia caucasica Juz.
- Euphrasia caudata (J.H.Willis) W.R.Barker
- Euphrasia celebica Royen
- Euphrasia cephalata Sennen
- Euphrasia ceramensis Royen
- Euphrasia chabertii Sennen
- Euphrasia cheesemanii Wettst.
- Euphrasia chimantensis Steyerm.
- Euphrasia chitrovoi Tzvelev
- Euphrasia chodatii Sennen
- Euphrasia christii Favrat
- Euphrasia chrysantha Phil.
- Euphrasia chumbica R.R.Mill
- Euphrasia ciliolata W.R.Barker
- Euphrasia cisalpina Pugsley
- Euphrasia cockayneana Petrie
- Euphrasia collina R.Br.
- Euphrasia collinoides Du Rietz
- Euphrasia companyoi Sennen
- Euphrasia confusa Pugsley
- Euphrasia conillii Sennen
- Euphrasia corcontica (Smejkal) Smejkal & Dvoráková
- Euphrasia coreana W.Becker
- Euphrasia coreanalpina Nakai e×Kimura
- Euphrasia coronata W.Becker
- Euphrasia costeana Sennen
- Euphrasia cousturieri Sennen
- Euphrasia crassiuscula Gand.
- Euphrasia crispata Sennen
- Euphrasia crosby-smithii Petrie
- Euphrasia cucullata Pennell
- Euphrasia culminicola Wernham
- Euphrasia cuneata G.Forst.
- Euphrasia curtidens Sennen
- Euphrasia curviflora Pennell
- Euphrasia cyclophylla Juz.
- Euphrasia daghestanica Juz.
- Euphrasia davidssonii Pugsley
- Euphrasia debilis Wettst.
- Euphrasia densiflora Pennell
- Euphrasia diekjobstii G.H.Loos
- Euphrasia dielsii Du Rietz
- Euphrasia dinarica (Beck) Murb.
- Euphrasia disjuncta Fernald & Wiegand
- Euphrasia disperma Hook.fil.
- Euphrasia drosophylla Juz.
- Euphrasia drucei Ashwin
- Euphrasia dubia E.H.L.Krause
- Euphrasia duffourii Sennen
- Euphrasia dunensis Wiinst.
- Euphrasia duque Killip & Cuatrec.
- Euphrasia dyeri Wettst.
- Euphrasia eduardi Sennen
- Euphrasia eichleri W.R.Barker
- Euphrasia eurycarpa Pugsley
- Euphrasia exaristata Smejkal
- Euphrasia fagonii Bubani
- Euphrasia farlowii (B.L.Rob.) G.L.Gusarova
- Euphrasia fedtschenkoana Wettst. e×Juz.
- Euphrasia fennica Kihlm.
- Euphrasia flabellata Pennell
- Euphrasia flava Poir.
- Euphrasia flavescens Phil.
- Euphrasia flavicans Phil.
- Euphrasia fochii Sennen
- Euphrasia foliosa Pennell
- Euphrasia formosissima Skottsb.
- Euphrasia foulaensis Towns. e×Wettst.
- Euphrasia fragosa W.R.Barker
- Euphrasia frigida Pugsley
- Euphrasia fukuyamae Masam.
- Euphrasia gandogeriana Sennen
- Euphrasia geminata Sennen
- Euphrasia genargentea (Feoli) Diana
- Euphrasia gibbsiae Du Rietz
- Euphrasia glabratifolia Sennen
- Euphrasia goyazensis K.Schum.
- Euphrasia grandiflora Hochst.
- Euphrasia gratiosa Wiinst.
- Euphrasia grossheimii Kem.-Nath.
- Euphrasia gundisalvi Sennen
- Euphrasia gyroflexa Arv.-Touv.
- Euphrasia hachijoensis Nakai
- Euphrasia hebecalyx Brenner
- Euphrasia hectori Petrie
- Euphrasia hegii Vollm.
- Euphrasia helminthospermum Noronha
- Euphrasia heslop-harrisonii Pugsley
- Euphrasia heterocalyx Sennen
- Euphrasia hibiscus J.P.Wolff e×J.F.Lehm.
- Euphrasia himalayica Wettst.
- Euphrasia hirsuta T.Gliem. e×Bab.
- Euphrasia hirtella Jord. e×Reut.
- Euphrasia hoehnei Sleumer
- Euphrasia hookeri Wettst.
- Euphrasia hudsoniana Fernald & Wiegand
- Euphrasia humifusa Pennell
- Euphrasia humilis Harz
- Euphrasia hydrophilis Sennen
- Euphrasia hyperborea Joerger
- Euphrasia illyrica Wettst.
- Euphrasia imbricans Vodop.
- Euphrasia imbricata Phil.
- Euphrasia incan Ruiz & Pav.
- Euphrasia incana Ruiz & Pav.
- Euphrasia incisa Pennell
- Euphrasia inopinata Ehrend. & Vitek
- Euphrasia insignis Wettst.
- Euphrasia integrifolia Petrie
- Euphrasia integriloba J.J.Dmitriev & N.I.Rubtzov
- Euphrasia intricata Phil.
- Euphrasia jabalambrensis Pau
- Euphrasia jacutica Juz.
- Euphrasia jaeschkei Wettst.
- Euphrasia juzepczukii Denissova
- Euphrasia kalifolia Pourr. e×Willk. & Lange
- Euphrasia karataviensis Govor.
- Euphrasia karjaginii Kem.-Nath.
- Euphrasia kashmiriana Pugsley
- Euphrasia kemulariae Juz.
- Euphrasia kerneri Wettst.
- Euphrasia kisoalpina Hid.Takah. & Ohba
- Euphrasia kjellbergii Du Rietz
- Euphrasia krassnovii Juz.
- Euphrasia krylovii Serg.
- Euphrasia lactucina Noronha
- Euphrasia laingii Petrie
- Euphrasia lamii Diels
- Euphrasia lapponica T.C.E.Fr.
- Euphrasia lasianthera W.R.Barker
- Euphrasia latibracteata Sennen
- Euphrasia latisepala Du Rietz
- Euphrasia laxa Pennell
- Euphrasia lebardensis Kem.-Nath.
- Euphrasia leptocheilos Sennen
- Euphrasia leveilleana Nakai
- Euphrasia liburnica Wettst.
- Euphrasia llenasi Sennen
- Euphrasia luciae Sennen
- Euphrasia lumbii Druce
- Euphrasia macrocalyx Juz.
- Euphrasia macrodonta Juz. e×Ganesch.
- Euphrasia maidenii Gand.
- Euphrasia marcetii Cadevall
- Euphrasia marchesettii Wettst.
- Euphrasia mariae-gabrielis Sennen
- Euphrasia maritima Dombey
- Euphrasia marshallii Pugsley
- Euphrasia matsudae Yamam.
- Euphrasia matsumurae Nakai
- Euphrasia maximowiczii Wettst.
- Euphrasia meiantha Clos
- Euphrasia melanosticta R.R.Mill
- Euphrasia merrillii Du Rietz
- Euphrasia micrantha Rchb.
- Euphrasia microcarpa Pennell
- Euphrasia microphylla Koidz.
- Euphrasia milliganii Du Rietz
- Euphrasia minima Jacq.
- Euphrasia minutiflora F.Towns. e×E.S.Marshall
- Euphrasia mirabilis Pennell
- Euphrasia mollis (Ledeb.) Wettst.
- Euphrasia monroi Hook.fil.
- Euphrasia multifolia Wettst.
- Euphrasia munroi Hook.f.
- Euphrasia muscosa Phil.
- Euphrasia nankotaizanensis Yamam.
- Euphrasia navasi Sennen
- Euphrasia nemorosa (Pers.) Wallr.
- Euphrasia nepalensis Pugsley
- Euphrasia nervata Sennen
- Euphrasia nigra Sennen
- Euphrasia nisamii Kem.-Nath.
- Euphrasia nivalis Beck
- Euphrasia novae-cambriae Gand.
- Euphrasia nuriensis Sennen
- Euphrasia oakesii Wettst.
- Euphrasia officinalis L.
- Euphrasia omeri Qaiser & Siddiqui
- Euphrasia onegensis Cajander
- Euphrasia orbicularis F.Towns.
- Euphrasia orthocheila W.R.Barker
- Euphrasia osbornii Du Rietz
- Euphrasia ossica Juz. e×Ganesch.
- Euphrasia ostenfeldii (Pugsley) Yeo
- Euphrasia paghmanensis Rech.fil.
- Euphrasia pallida Rouy
- Euphrasia papuana Schltr.
- Euphrasia papyracea Sennen
- Euphrasia parviflora Schag.
- Euphrasia paucifolia Wettst.
- Euphrasia pecorina Chabert
- Euphrasia pectinata Ten.
- Euphrasia pedicellata Sennen
- Euphrasia peduncularis Juz.
- Euphrasia permixta Gremli e×Wettst.
- Euphrasia perpusilla Phil.
- Euphrasia perrieri Chabert
- Euphrasia petiolaris Wettst.
- Euphrasia petriei Ashwin
- Euphrasia philippii Wettst.
- Euphrasia philippinensis Du Rietz
- Euphrasia phragmostoma W.R.Barker
- Euphrasia picta Wimm.
- Euphrasia pinifolia Poir.
- Euphrasia platyphylla Pennell
- Euphrasia polonica Zalewski
- Euphrasia portae Freyn
- Euphrasia preussiana W.Becker
- Euphrasia procumbens Du Rietz
- Euphrasia prolifica Sennen
- Euphrasia pseudokerneri Pugsley
- Euphrasia pseudopaucifolia Siddiqui & Qaiser
- Euphrasia pubescens Benth.
- Euphrasia pulleana Du Rietz
- Euphrasia pumilio Ohwi
- Euphrasia purpurea Vill.
- Euphrasia putoranica Vodop.
- Euphrasia qaiseri Siddiqui
- Euphrasia ramulosa W.R.Barker
- Euphrasia randii B.L.Rob.
- Euphrasia reayensis (Pugsley) P.D.Sell
- Euphrasia rechingerae Wettst.
- Euphrasia rectiflora Pennell
- Euphrasia recurvata Schousb. e×Maire
- Euphrasia regelii Wettst.
- Euphrasia remota Pennell
- Euphrasia repens Hook.fil.
- Euphrasia retroticha Nakai e×Yamaz.
- Euphrasia revoluta Hook.fil.
- Euphrasia rhumica Pugsley
- Euphrasia rigida Harz
- Euphrasia rivularis Pugsley
- Euphrasia rosmarinifolia Noronha
- Euphrasia rotundifolia Pugsley
- Euphrasia rubra Vill.
- Euphrasia ruptura W.R.Barker
- Euphrasia ruscinonensis Rouy
- Euphrasia salisburgensis Funck
- Euphrasia scabra R.Br.
- Euphrasia schischkinii Serg.
- Euphrasia schlagintweitii Wettst.
- Euphrasia schoenicola (Yeo) Karlsson
- Euphrasia schugnanica Juz.
- Euphrasia scottica Wettst.
- Euphrasia scutellarioides Wernham
- Euphrasia secunda Sessé & Moc.
- Euphrasia secundiflora Pennell
- Euphrasia semipicta W.R.Barker
- Euphrasia septentrionalis Druce & Lumb
- Euphrasia setulosa Pugsley
- Euphrasia sevanensis Juz.
- Euphrasia sibirica Serg.
- Euphrasia simonkaiana Degen & Lengyel e×Jáv.
- Euphrasia simplex D.Don
- Euphrasia sinuata Vitek & Ehrend.
- Euphrasia slovaca (Yeo) Holub
- Euphrasia sosnowskyi Kem.-Nath.
- Euphrasia spatulifolia Pennell
- Euphrasia squamosa C.Presl
- Euphrasia stipitata Smejkal
- Euphrasia stiriaca Wettst.
- Euphrasia striata R.Br.
- Euphrasia stricta J.P.Wolff ex J.F.Lehm.
- Euphrasia subarctica Raup
- Euphrasia subexserta Benth.
- Euphrasia suborbicularis P.D.Sell & Yeo
- Euphrasia svanica Kem.-Nath.
- Euphrasia syreitschikovii Govor.
- Euphrasia tarokoana Ohzoi
- Euphrasia tatrae Wettst.
- Euphrasia taurica Ganesch.
- Euphrasia tetraquetra (Bréb.) Arrond.
- Euphrasia tholeyroniana Gand.
- Euphrasia timbalii Sennen
- Euphrasia townsonii Petrie
- Euphrasia transmorrisonensis Hayata
- Euphrasia tranzschelii Juz.
- Euphrasia tricuspidata L.
- Euphrasia trifida Poepp. e×Benth.
- Euphrasia tripartita Ruiz & Pav.
- Euphrasia uasuriensis Juz.
- Euphrasia uniflora Du Rietz
- Euphrasia ussuriensis Juz.
- Euphrasia vernalis List
- Euphrasia veronicastrum Arv.-Touv.
- Euphrasia versteegii (Diels) Du Rietz
- Euphrasia vigursii Davey
- Euphrasia villaricensis Phil.
- Euphrasia vinacea P.D.Sell & Yeo
- Euphrasia violacea Noronha, 1790
- Euphrasia viscida Arv.-Touv.
- Euphrasia walteri Gand.
- Euphrasia wettsteiniana Du Rietz
- Euphrasia wettsteinii G.L.Gusarova
- Euphrasia wilczekii Sennen
- Euphrasia willkommii Freyn
- Euphrasia woronowii Juz.
- Euphrasia yabeana Nakai
- Euphrasia zelandica Wettst.